# Église Notre-Dame de Jambville
L'église Notre-Dame est une église catholique paroissiale située à Jambville, dans les Yvelines, en France. C'est un petit édifice de plan rectangulaire, qui compte seulement dix travées, et remonte en partie au XIIe siècle. Remaniée à maintes reprises, elle est assez emblématique des petites églises rurales de la région, dont les différentes parties adoptent l'architecture recherchée des grands édifices contemporains, mais ne sont pas bâties avec la même rigueur, et présentent de nombreuses irrégularités. À part ceci, l'église Notre-Dame a subi des dégradations irréparables dans le passé. Tant à l'intérieur qu'à l'extérieur, la plupart des chapiteaux ont ainsi perdu leur sculpture, aucune fenêtre ne subsiste plus d'origine, et les élévations extérieures ont été si radicalement restaurées qu'elle ne conservent plus que de rares éléments authentiques. L'on peut notamment signaler un tympan roman quadrillé au nord de la nef. Sinon, le clocher octogonal roman et sa flèche de pierre gothique sont aujourd'hui les seuls éléments dignes d'intérêt à l'extérieur. À l'intérieur, la nef et son collatéral voûté à la même hauteur forment un ensemble presque homogène de style gothique flamboyant. La base du clocher du milieu du XIIe siècle et son croisillon sud des années 1220 / 1230 sont d'un bel effet grâce à une habile restauration, qui gomme la mutilation des chapiteaux et les irrégularités grâce à la reconstitution de la polychromie architecturale dans le goût du Moyen Âge. La chapelle de la Vierge Marie, dans l'axe du croisillon, a été bâti en même temps que lui, et est assez bien préservé, tandis que le sanctuaire, dans l'axe de la base du clocher, n'a pas encore été restauré, et ne paraît pas à la hauteur de sa vocation. L'église Notre-Dame a été inscrite aux monuments historiques par arrêté du 4 juin 1926. Puis, le clocher et le tympan roman ont été classés par arrêté du 17 octobre 1938. L'église est aujourd'hui affiliée à la paroisse de « Limay-Vexin », qui regroupe seize communes et dix-huit lieux de culte. Des messes dominicales y sont célébrées environ tous les deux mois, à 10 h 30.

## Localisation

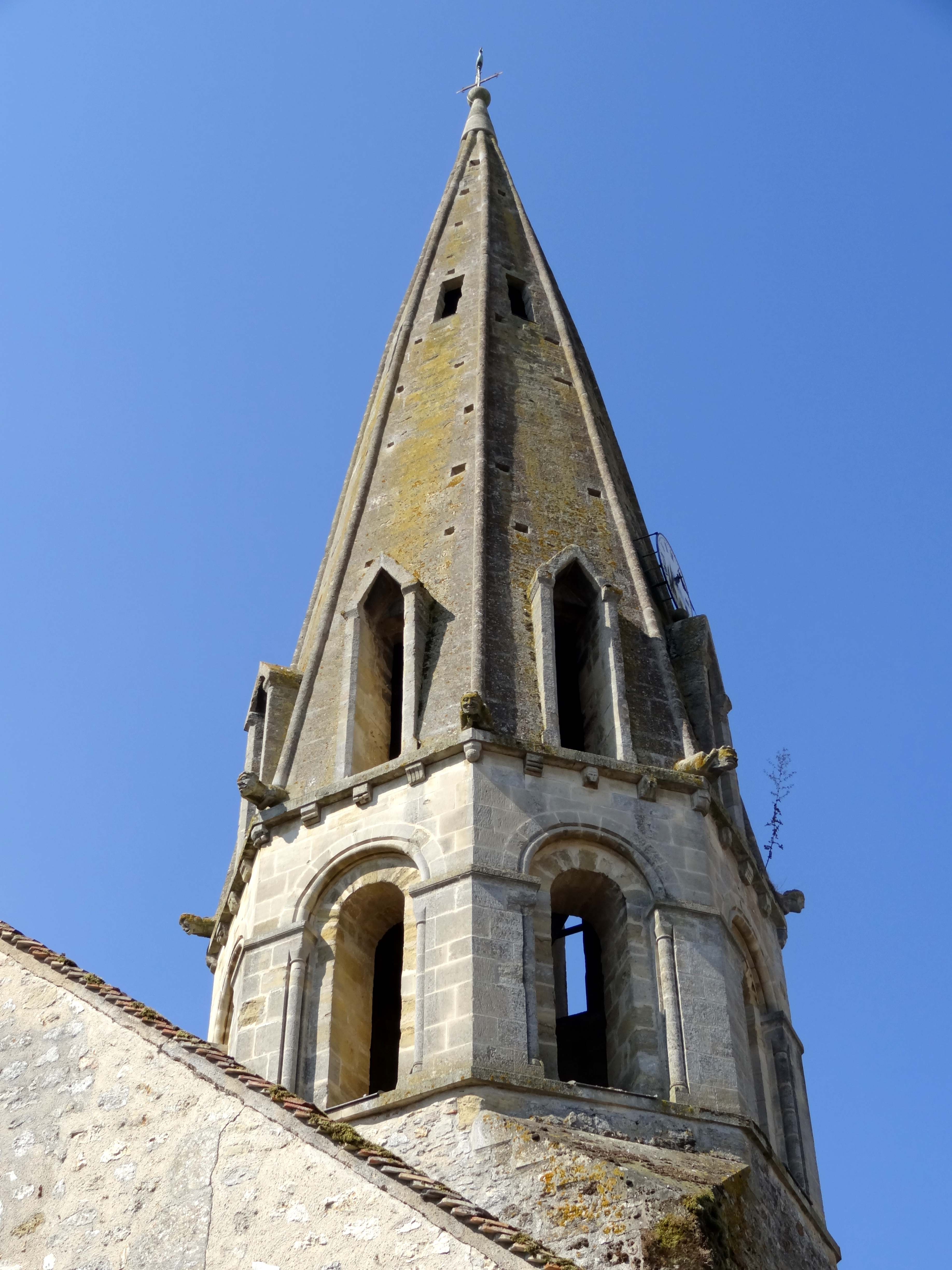
Clocher, côté nord-est.

L'église Notre-Dame se situe en France, en région Île-de-France et dans le département des Yvelines, dans le parc naturel régional du Vexin français, sur la commune de Jambville, au bourg, à l'est du château de Jambville, place Mgr Colson. Cette place en forme d'impasse est uniquement accessible depuis le nord. Elle prolonge vers le sud la rue des Tilleuls, soit l'allée qui aboutit sur le portail du parc du château, puis longe à l'est les communs et le mur de la cour d'honneur. Après l'endroit où la rue des Tilleuls aboutit sur la place, elle dévie vers l'est et change de nom. Sous l'appellation de rue du Moustier, elle décrit une boucle, passe devant la mairie, et se dirige vers la RD 43. L'église est ainsi à l'abri des flux de circulation. Elle est bâtie au milieu d'une sorte d'enclos fermé par de hauts murs des quatre côtés, qui correspond à l'emplacement de l'ancien cimetière désaffecté après 1886. Ainsi, on peut faire le tour de l'église, et elle est dégagée de toute construction mitoyenne, mais la proximité des murs empêche en même temps de contempler l'édifice en prenant du recul. Au nord et à l'est, les murs font partie des bâtiments d'exploitation de la Grande Ferme, soit l'ancienne ferme du château. Au sud et à l'ouest, la muraille est celle du parc du château. Jusqu'en 1776, le mur méridional de l'église donnait immédiatement sur le parc du château, tandis que le cimetière touchait au château du côté ouest. Non content de cette situation, le seigneur de Jambville donna un terrain pour agrandir le cimetière vers le sud, et obtint la désaffectation de la partie occidentale du cimetière.

## Histoire

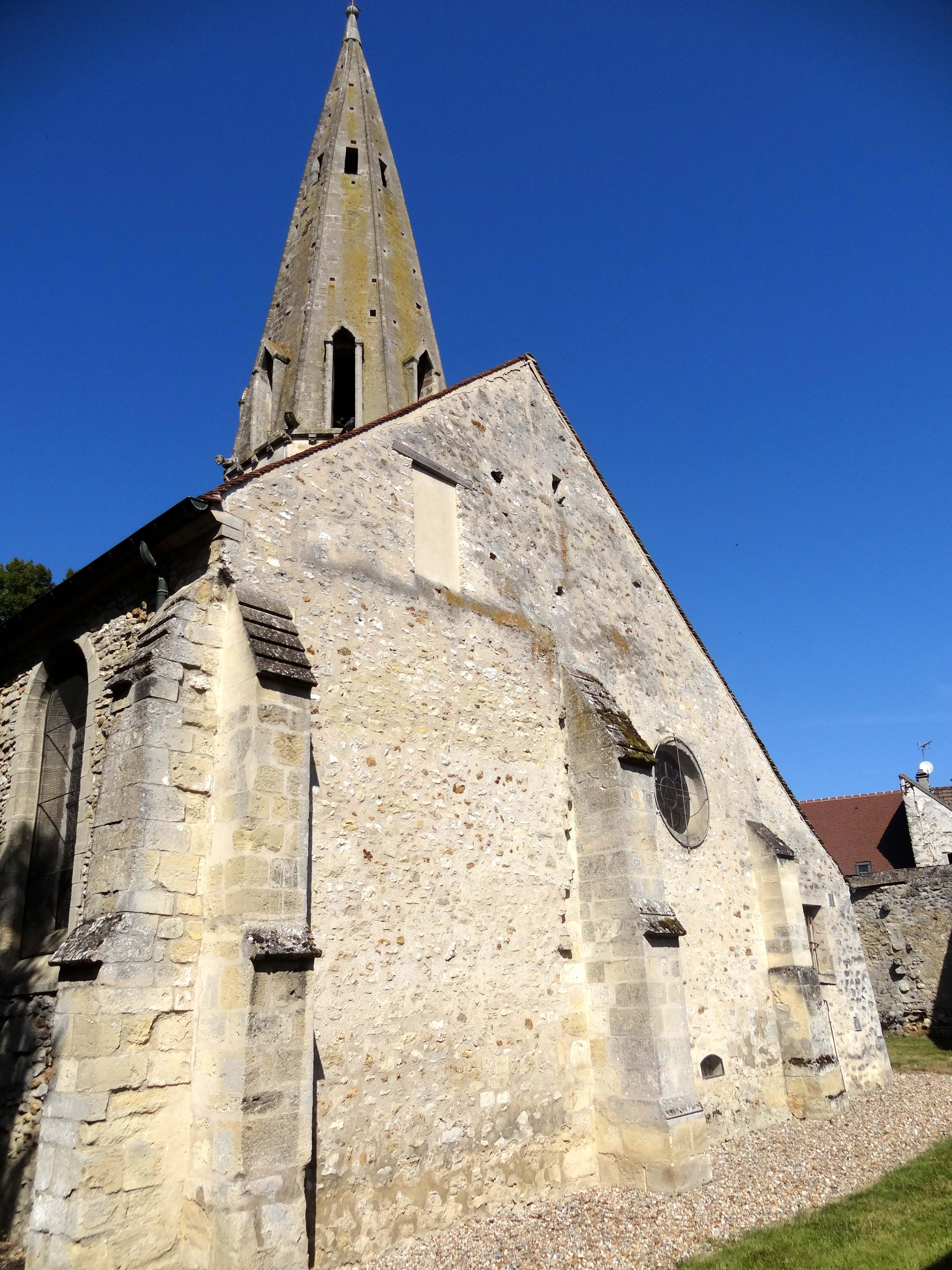
Chevet, vue depuis le sud-est.

Selon l'abbé Jean Vital Gautier, la fondation de la paroisse remonte à l'année 1023. Sous l'Ancien Régime, Jambville relève de l'archidiocèse de Rouen, de l'archidiaconé du Vexin français avec siège à Pontoise, et du doyenné de Magny-en-Vexin. Le collateur de la cure est l'abbé de l'abbaye Saint-Germer-de-Fly. Elle dispose également d'un petit prieuré sur place. La grosse dîme est partagée entre l'abbé et le curé. L'église est dédiée à la Vierge Marie, sur le vocable particulier de l'Assomption.
L'élément le plus ancien de l'église actuelle est le tympan roman de l'ancien portail latéral au nord de la nef, au début de la première travée. Il date du début du XIIe siècle, avec la partie gauche de la façade occidentale, son contrefort médian, et une partie du mur septentrional de la nef. La base du clocher, à l'origine croisée du transept, date du second quart ou du milieu du même siècle. Le clocher lui-même a été édifié en même temps, mais sa flèche est plus tardive. Le petit chœur carré est datable de la fin du XIIe siècle. Cette construction en plusieurs étapes espacées de plusieurs décennies tend à confirmer que chaque partie construite remplace une travée de l'église primitive du XIe siècle, qui devait être à vaisseau unique, et comporter seulement une nef unique séparée du sanctuaire par la base du clocher, comme à Gadancourt. Vers 1220 / 1230, le croisillon sud de la campagne précédente est remplacé par une construction gothique, qui se prolonge, vers l'est, par une chapelle au sud du chœur. Louis Régnier n'exclut pas qu'elle soit destinée aux offices du prieuré. Puis, au cours des décennies suivantes, voire seulement au XIVe siècle, est lancée la flèche de pierre du clocher, dont le caractère gothique est soulignée par ses gargouilles et lucarnes allongées. L'église demeure ensuite inchangée jusqu'à 1510 / 1540 environ, quand elle est dédoublée par un collatéral au sud, et voûtée d'ogives en même temps que lui, dans le style gothique flamboyant. Un bas-côté moins élevé est aussi bâti au nord des deux dernières travées de la nef, mais il est jeté bas à une époque indéterminé, sans doute en même temps que le croisillon nord.
Sous la Révolution française, les paroisses comprises dans le département de Seine-et-Oise sont regroupées dans le nouveau diocèse de Versailles, dont Jambville fait toujours partie. L'église est inscrite aux monuments historiques par arrêté du 4 juin 1926. Puis, le clocher et le tympan roman sont classés par arrêté du 17 octobre 1938. Le clocher est restauré dans les années 1980, et ses baies, bouchées depuis la construction de la toiture commune à la nef et au collatéral, sont restituées. D'autres travaux de restauration et d'assainissement sont entrepris en 1989. Le niveau du sol autour de l'église est abaissé à son ancien niveau, et sur la base des traces de la polychromie architecturale ancienne, celle-ci est restituée dans la nef, la base du clocher et le croisillon sud. Des vitraux clairs et lumineux sont installés en 1999. Reste encore à programmer la réfection de la toiture. Les tuiles moussues s'effritent, et des tâches d'humidité apparaissent sur les murs à l'intérieur, et une poutre est fendue. Afin de financer ces travaux, estimés à 86 000 €, la municipalité lance un appel aux dons via la Fondation du patrimoine, en 2016. Jambville est aujourd'hui affiliée à la paroisse de « Limay-Vexin », qui regroupe seize communes et dix-huit lieux de culte. Des messes dominicales y sont célébrées environ tous les deux mois, à 10 h 30.

## Description

### Aperçu général

Plan de l'église.

Régulièrement orientée, l'église se compose d'un porche moderne devant le portail occidental de la nef ; d'une nef de trois travées barlongues accompagnée d'un unique collatéral d'autant de travées carrées au sud ; d'une base de clocher et d'un chœur rectangulaire d'une seule travées dans l'axe de la nef ; d'un croisillon et d'une chapelle latérale sud, dédiée à la Vierge Marie, dans l'axe du collatéral sud ; et d'une sacristie au nord du chœur. L'ensemble de l'église est à un seul niveau d'élévation, et voûté d'ogives plus ou moins à la même hauteur. À l'intérieur, on voit encore les arcades bouchées vers un ancien collatéral nord, qui n'accompagnait que la deuxième et la troisième travée de la nef, et tant à l'intérieur qu'à l'extérieur, l'arcade également bouchée vers un ancien croisillon nord. L'ensemble de l'église est munie d'une toiture commune à deux rampants, avec un pignon en façade et un autre au chevet, qui épargne seulement le clocher. Le clocher transit vers un plan octogonal en haut de sa base, et est coiffé d'une flèche de pierre du même plan.

### Intérieur

#### Nef et collatéral

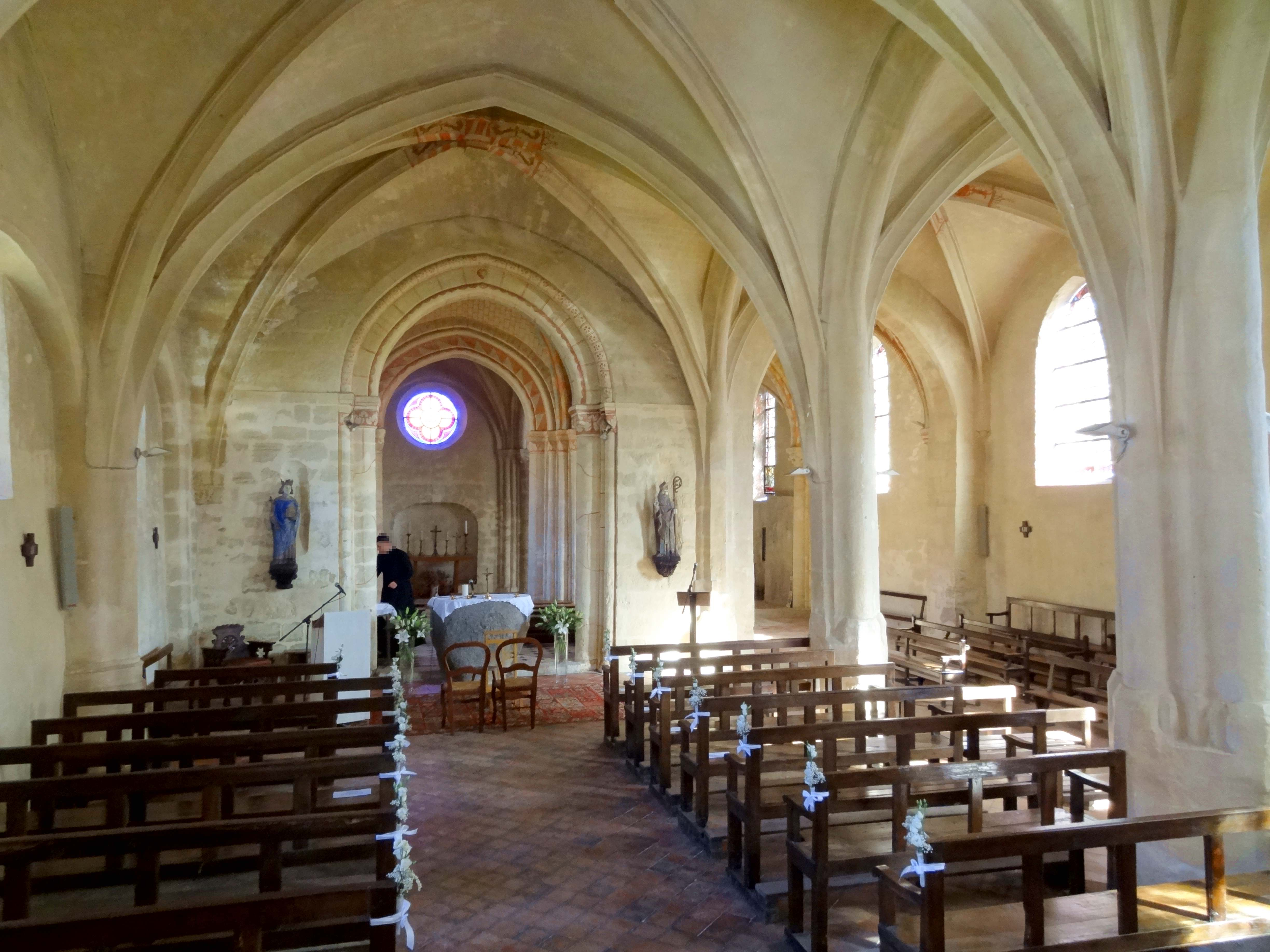
Nef, vue vers l'est.

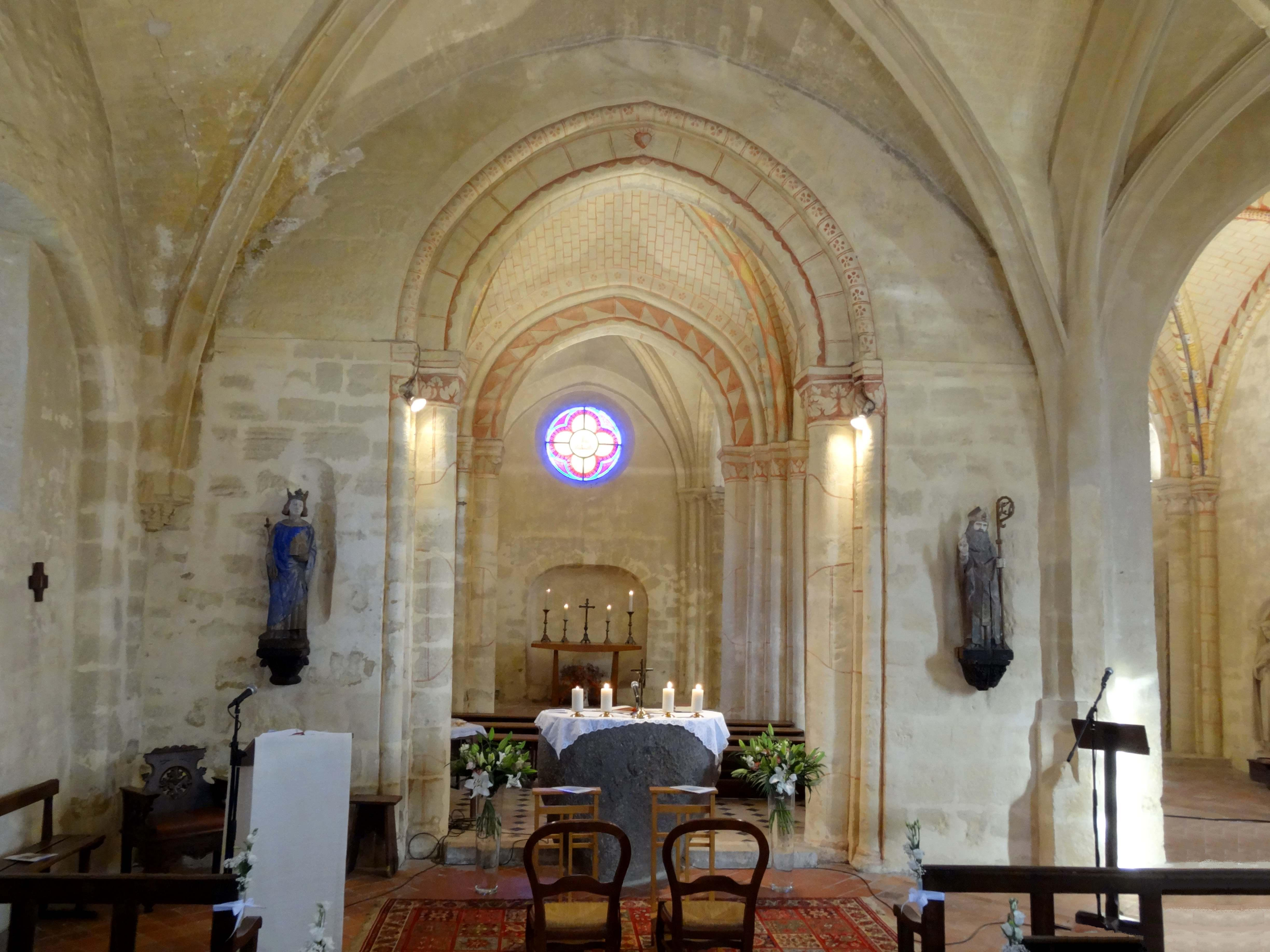
Nef, vue sur l'arc triomphal.

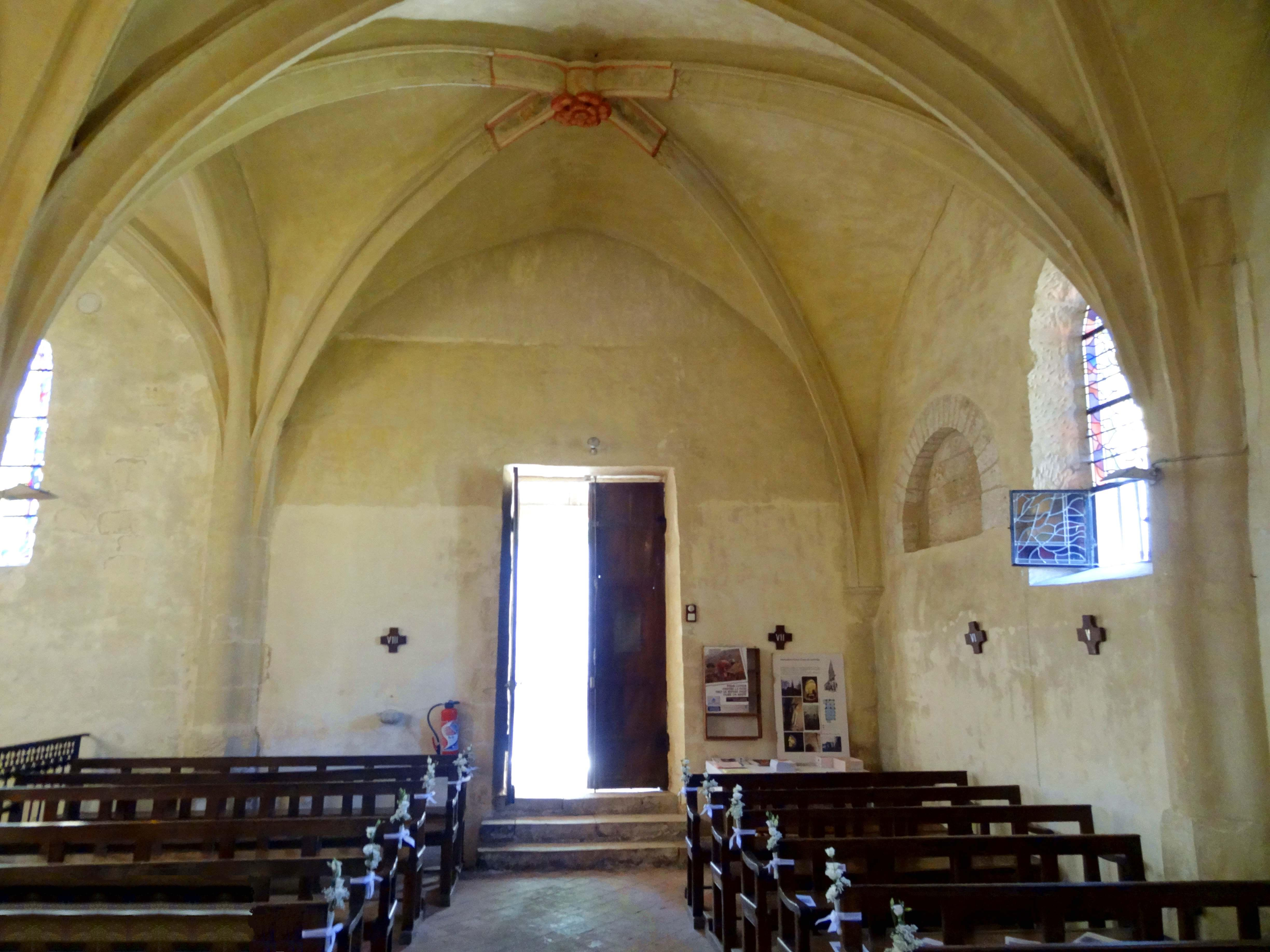
Nef, vue vers l'ouest.

À l'instar de l'ensemble de l'église, la nef est d'allure modeste, seulement deux fois plus longue que large, et assez basse. En effet, la hauteur est inférieure à la largeur, et la hauteur des piliers ne dépasse guère la moitié de la hauteur totale. Les arcs-doubleaux perpendiculaires affectent un tracé surbaissé, afin d'éviter que les voûtes ne retombent encore plus bas. Par ses proportions, et les deux larges pans de mur qui flanquent l'arc triomphal ouvrant sur la base du clocher et le sanctuaire, la nef apparaît clairement comme une ancienne nef non voûtée. Sa largeur est en effet plus importante que celle des travées orientales voûtées d'ogives dès l'origine, et sa faible hauteur résulte du voûtement sans exhaussement des murs, sachant que les voûtes de pierre sont toujours comprises entre les murs gouttereaux, tandis que les charpentes apparentes permettent de mettre à profit l'espace compris sous les combles en le rattachant au volume intérieur. Par ailleurs, la nef est légèrement désaxée vers le nord par rapport à la base du clocher. Il semble également assez évident que les voûtes actuelles soient secondaires, car elles sont dénuées de formerets, mais ce n'est pas une preuve, et le collatéral est dans le même cas. Les deux piliers isolés des grandes arcades ont des bases difformes, indéfinissables. Comme à Jambville, les anciennes nefs uniques romanes d'Arthies, Boury-en-Vexin, Oinville-sur-Montcient et Vaudancourt ont ainsi été voûtées d'ogives à la période flamboyante.
Le collatéral sud atteint la même hauteur que la nef, mais est moins large, de sorte que ses travées sont carrées. Étant donné qu'il s'agit seulement d'un collatéral, ses dimensions sont assez généreuses. Plusieurs églises du Vexin français rebâties à la période flamboyante ont ainsi deux vaisseaux de la même hauteur, à savoir Boury-en-Vexin (du côté sud), Fontenay-Saint-Père, Parnes (du côté sud), Vaudancourt, Villers-en-Arthies, ainsi que Genainville et Limay, où cet état remonte toutefois au XIIIe siècle. Avant de venir à la description des voûtes et de leurs supports, qui concerne tout aussi bien le collatéral, il convient d'évoquer l'élévation nord et le mur occidental. Celui-ci ne présente qu'un portail rectangulaire à deux vantaux au-dessus de trois marches d'escalier. Au nord de la première travée, l'on voit les claveaux de l'archivolte de l'ancien portail roman et le revers du tympan, ainsi qu'une lancette simple sans caractère. Au nord des deux travées suivantes, l'on voit une arcade en plein plein cintre bouchée sans supports ni mouluration, qui délimite supérieurement une baie en anse de panier aménagée après la démolition du bas-côté nord. Le collatéral débouche à l'est sur une arcade brisée sans caractère, qui a de toute évidence été percée dans le mur occidental du croisillon sud gothique, et établit l'intercommunication avec cette travée et la chapelle latérale sud. L'élévation sud et le mur occidental présentent des baies en arc brisé refaites à la période moderne, soit quatre au total.
Pour aborder enfin l'aspect du voûtement, il fait appel au principe des nervures pénétrantes. Les ogives et doubleaux partagent un même profil, qui se compose d'un filet entre deux moulures concaves dans l'intrados, et d'une gorge de chaque côté, délimitées des voûtains par un filet saillant. Ce profil a été appliqué, avec d'infimes variations, à l'ensemble des voûtes flamboyantes du Vexin français, bien que d'autres profils ont cours dans les territoires limitrophes. Les clés de voûte sont pour moitié des écussons et des rosaces de feuillages, entourés ou non de quelques volutes annonçant la Renaissance. Seul l'écusson de la dernière travée de la nef a conservé ses armoiries. Elles semblent correspondre à la famille d'Oinville, qui étaient seigneurs de Jambville sous François Ier (dont Jean d'Oinville, en 1515). Le nouveau style se manifeste aussi à travers la sculpture des culs-de-lampe qui reçoivent les nervures dans les angles nord-est et sud-est. Une petite tête de chérubin flanquée d'ailes déployées se détache de leur corbeille, dont le dessous arbore un bourgeon. Dans l'angle nord-ouest, le cul de lampe est fruste ou a perdu sa sculpture. L'ogive semblait descendre jusqu'au sol par une seule ondulation dans l'angle sud-ouest, mais seulement la partie supérieure de ce pilier engagé subsiste. Tant dans la nef que dans le collatéral, des piliers ondulés à trois renflements sont engagés dans les murs à l'intersection des travées, comme dans la majorité des églises flamboyantes de la région, quelle que soit la forme des piliers isolés. Il n'y a pas de pilier ondulé au milieu de l'élévation est, au droit de la pile sud-ouest du clocher, mais le pilastre irrégulier qu'on y trouve paraît représenter un ancien pilier ondulé retaillé, peut-être afin de faciliter la pose de boiseries ou d'un retable aujourd'hui disparus. Entre les deux vaisseaux, les nervures des voûtes se fondent dans deux piliers libres. Ce sont des piliers ondulés à quatre renflements, séparés par autant d'arêtes saillantes (le deuxième pilier a été arasé au nord et à l'est, où la chaire à prêcher et son escalier étaient adossés.) Les ondulations sont formées par deux doucines affrontées, et les arêtes sont obtenues naturellement aux points de rencontre des quatre faces. Selon Monique Richard-Rivoire, elles permettent d'obtenir un effet de brisure de lumière beaucoup plus heureux qu'avec les piliers ondulés ordinaires. Elle fait le rapprochement avec les piliers de Guiseniers, Lierville, Notre-Dame-de-l'Isle, Oinville-sur-Montcient et Vaudancourt. À Boury, Oinville et Vaudancourt, les bases ont par ailleurs également été négligées. Les ressemblances avec Oinville sont par ailleurs telles qu'il faut conclure que leur voûtement ait été exécuté par le même atelir,.

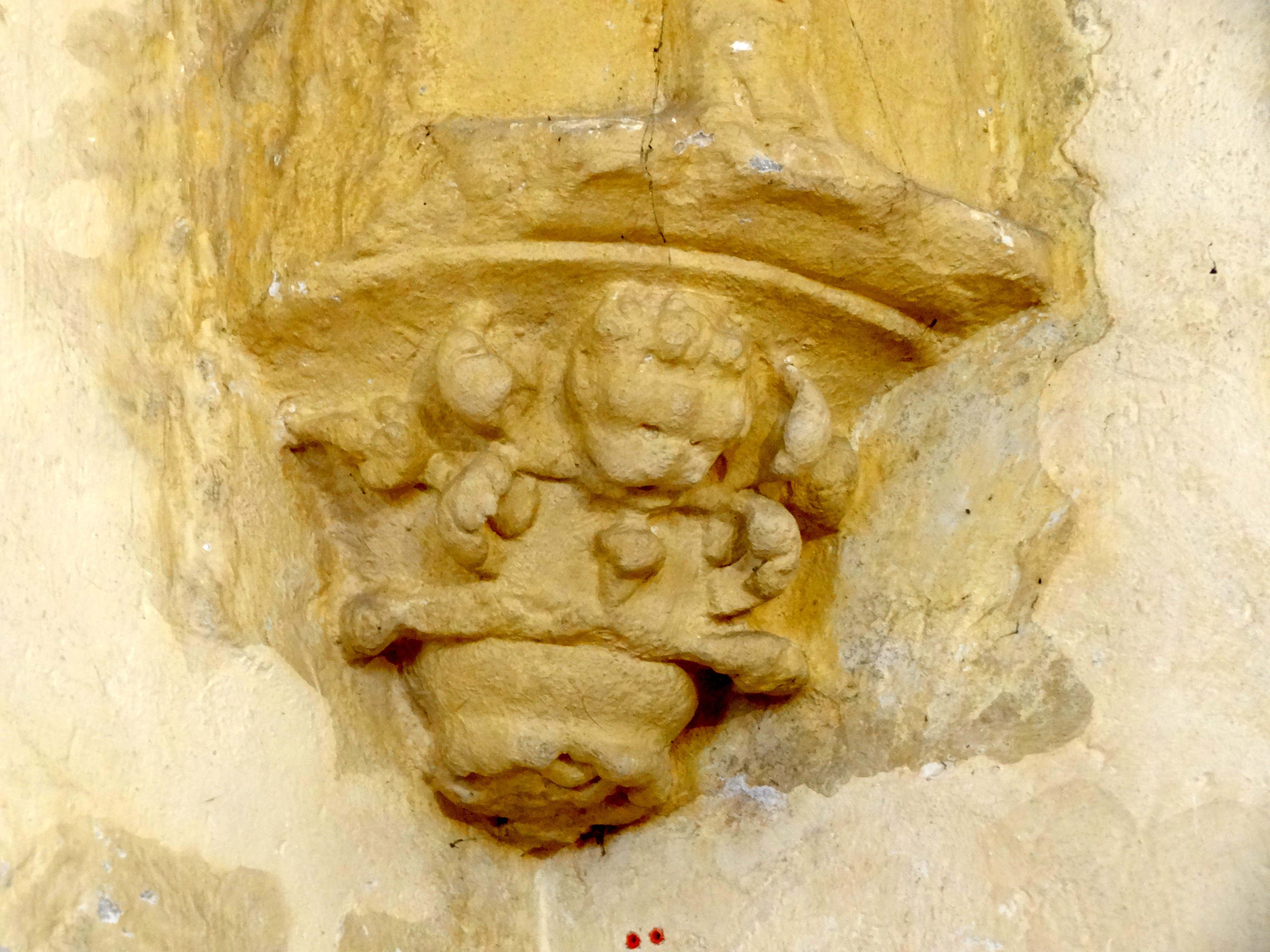
Nef, cul-de-lampe dans l'angle nord-est.
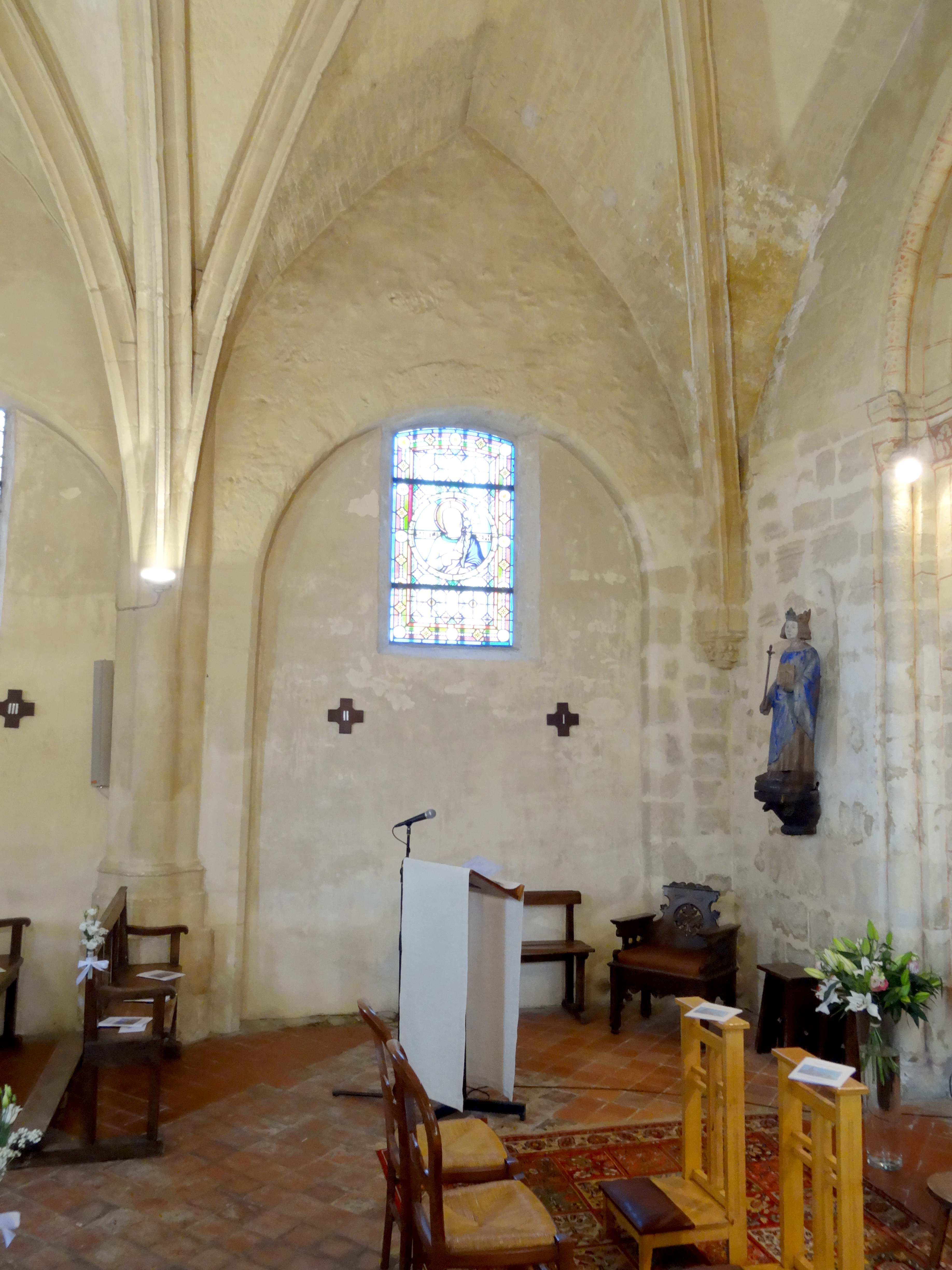
Nef, 3e travée, élévation nord.
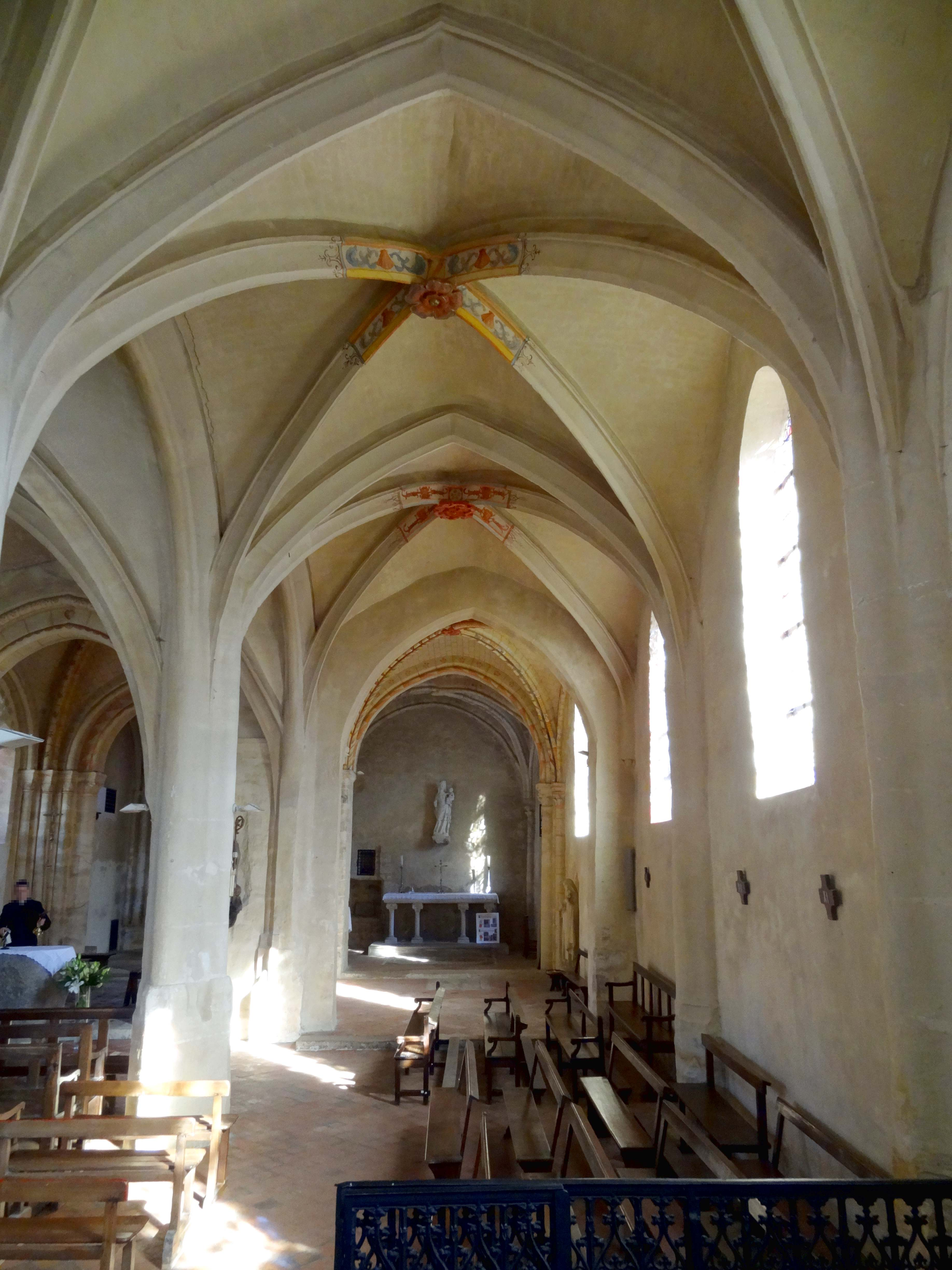
Collatéral, vue vers l'est.
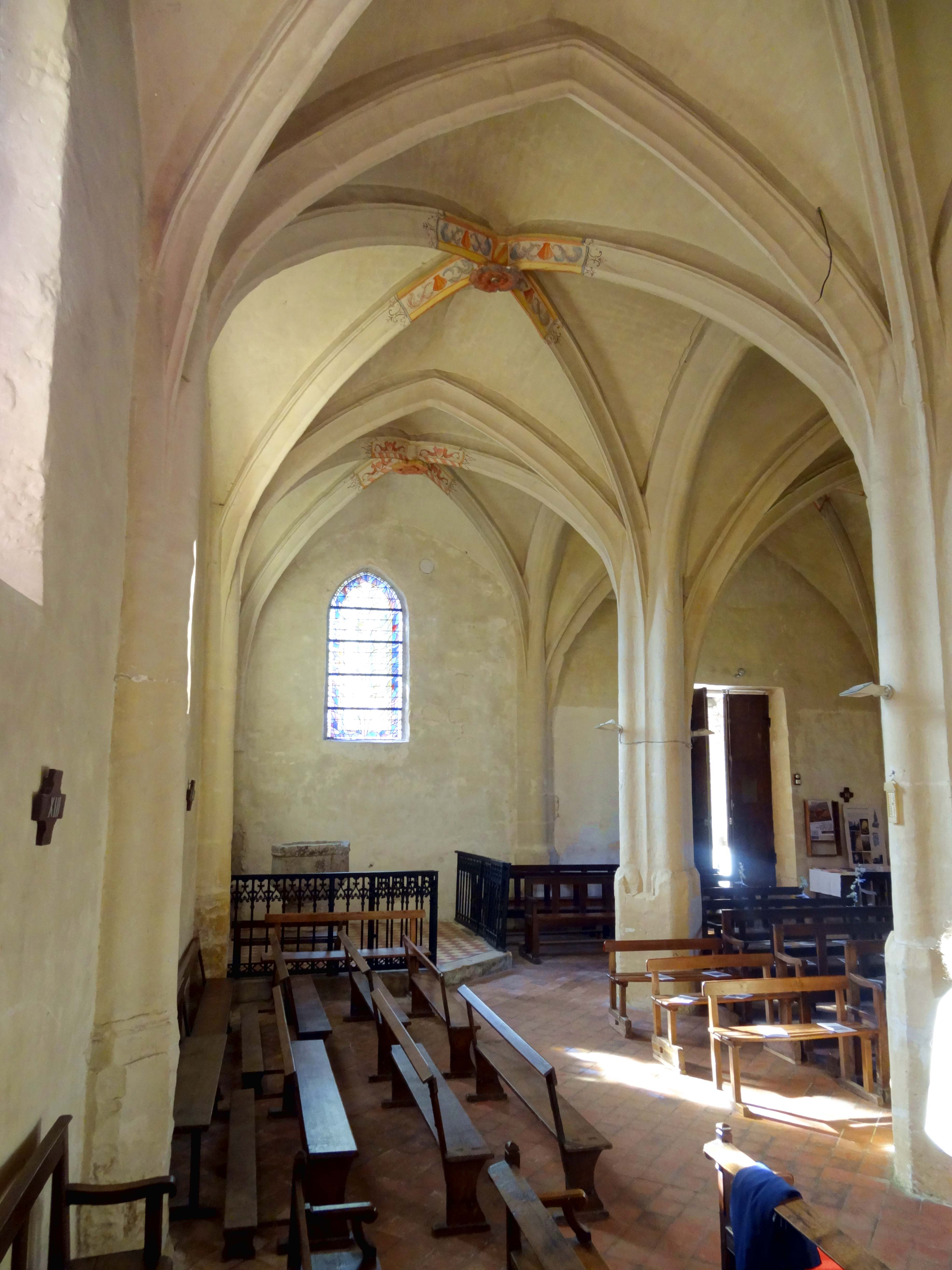
Collatéral, vue vers l'ouest.
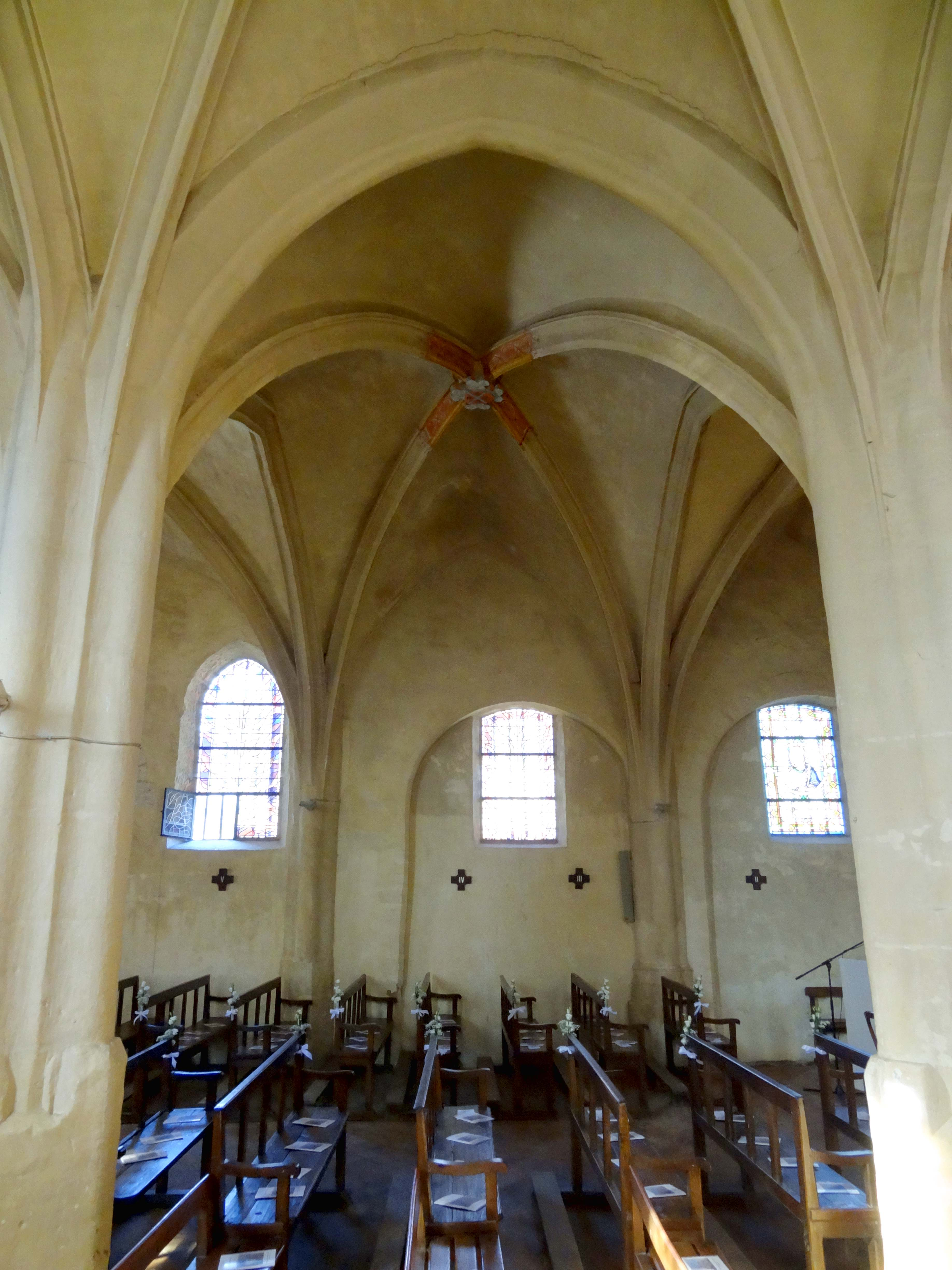
Collatéral, vue vers le nord par la 2e arcade.
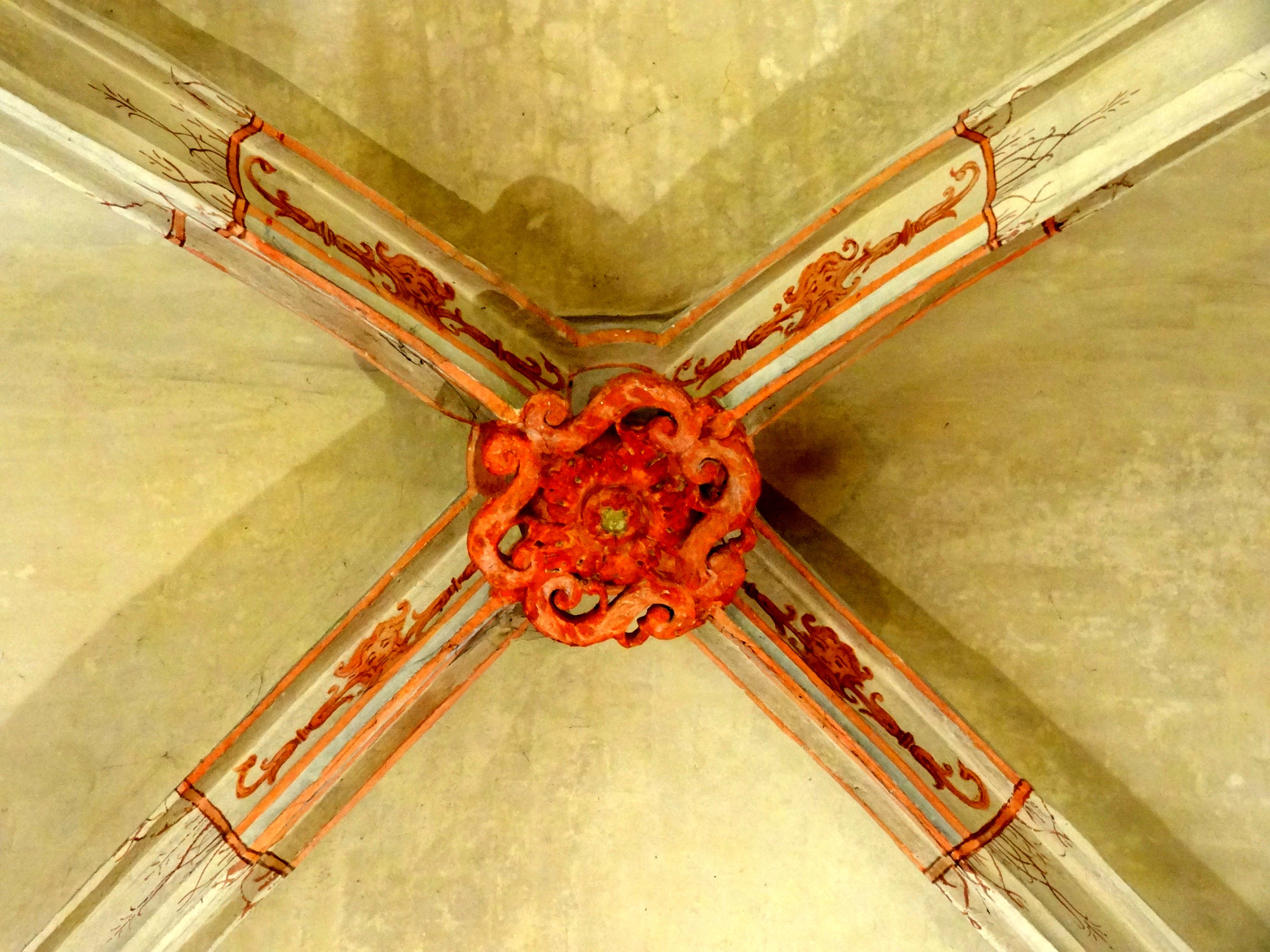
Collatéral, 3e travée, clé de voûte.

#### Base du clocher

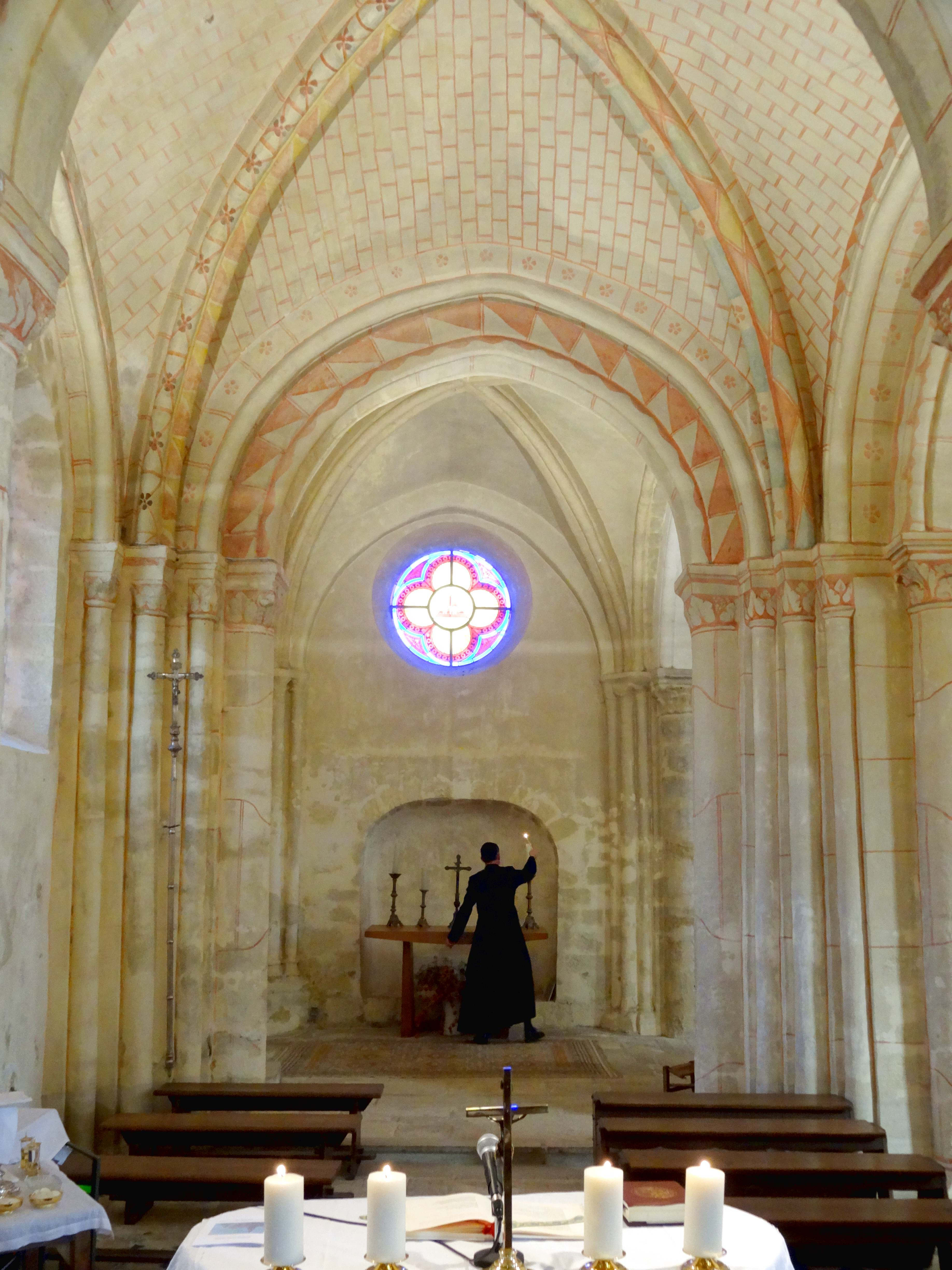
Base du clocher, vue vers l'est dans le chœur.

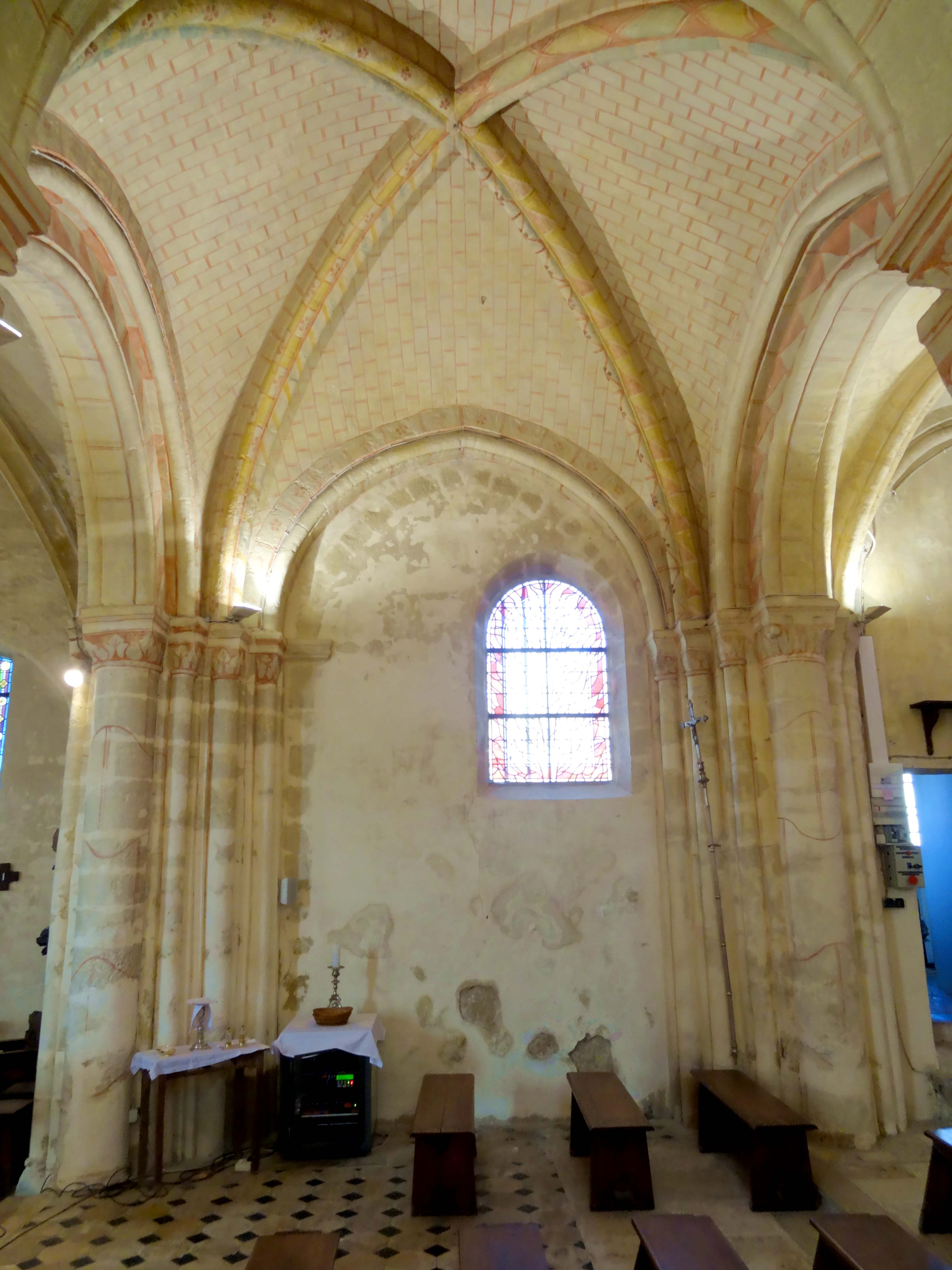
Vue vers le nord.

La base du clocher, en même temps ancienne croisée du transept, est de plan carré. Elle est éclairée, depuis le nord, par une baie en plein cintre, désaxée vers la droite, qui a été épargnée dans le mur qui bouche l'ancien doubleau vers le croisillon nord disparu. L'arc triomphal et les deux autres doubleaux qui délimitent encore la travée vers les autres côtés sont à double rouleau. Le rang de claveaux inférieur est mouluré d'un méplat entre deux tores, et le rang de claveaux supérieur affiche un tore de chaque côté. Ce tore existe également au nord, où il apparaît comme un formeret. Mais en regardant de près, on note que ces tores ne sont pas directement contigus des voûtains. Ils en sont séparés par un rang de claveaux non moulurés. Les ogives accusent une fine arête entre deux gros tores, ce qui est l'un des profils les plus fréquents entre les années 1140 et 1240 environ, soit de la fin de la période romane jusqu'à la fin de la première période gothique. La clé de voûte n'est pas décorée. Le rouleau inférieur des doubleaux retombe sur des colonnes engagées dans les piédroits. Les rangs de claveaux supérieurs et les ogives sont reçues sur des colonnettes logées dans des angles rentrants des piles du clocher. L'on note que le diamètre des fûts des ogives dépasse légèrement celui des fûts des rangs de claveaux supérieurs. L'on obtient ainsi des faisceaux de quatre colonnes ou colonnettes dans les angles nord-ouest et nord-est, et de cinq colonnes ou colonnettes dans les angles sud-ouest et sud-ouest. Cette différence ne devait pas exister avant la suppression du croisillon nord. En principe, les fûts sont placés à équidistance. Mais en raison de l'épaisseur anormale du mur méridional, l'intrados du doubleau y est plus large, et ses supports sont ainsi un peu éloignés des autres. Comme particularité, tous les tailloirs sont disposés orthogonalement, même ceux des ogives, qui sont le plus souvent implantées à 45° pour faire face à celles-ci. Les bases sont enterrées, bien que le sol de l'église se situe toujours en dessous du niveau de l'ancien cimetière à l'extérieur.
Bien que datée du second quart du milieu du XIIe siècle par Louis Régnier, la base du clocher n'est pas d'un style résolument roman. La datation tient certainement aussi compte de l'étage de beffroi, qui s'inscrit dans la tradition des clochers octogonaux romans. Mais dans les deux cas, la tentative d'une datation précise se heurte à l'état de mutilation des chapiteaux, qui ont perdu toute leur sculpture. N'ont été épargnées que les feuilles du rang inférieur des deux chapiteaux de l'intrados vers le croisillon sud. À l'intérieur de l'église, on a gommé ce défaut lors d'une habile restauration, et peint les corbeilles de feuilles en négatif. Elles sont à bout pointu, et leurs cinq lobes sont définis par des incisions peu profondes. Les contours sont tracés en rouge, et les intervalles de même que l'arrière-plan sont également remplis de rouge, de sorte à suggérer la proéminence des feuilles en laissant ressortir la teinte claire du crépi, et créer ainsi l'illusion d'un décor sculpté en bas-relief. Cette opération s'insère dans la reconstitution générale de la polychromie architecturale. Mais étant donné que tout l'intérieur de l'église soit badigeonné, la forme des feuilles n'est évidemment qu'une hypothèse. Elle ne se rencontre pas dans cette forme précise dans les églises des environs datées de l'époque envisagée. Du reste, les feuilles des deux chapiteaux préservées sont différentes, et se caractérisent par des lobes arrondis. Les hauts tailloirs semblent se composer de deux plates-bandes séparées par un biseau. Mais les tailloirs des deux chapiteaux préservés accusent un profil plus complexe, et une strate de modénature supplémentaire. Ils se composent, du haut vers le bas, d'une tablette largement débordante, d'une baguette, d'un cavet et d'une plate-bande. Bien entendu, la datation ne saura reposer que sur les chapiteaux et tailloirs. Cependant, la mouluration torique des ogives et des arcades n'est pas bien spécifique à une période précise, mais a cours entre la période romane finissante et l'éclosion de l'architecture rayonnante, quelque temps après la reconstruction du croisillon sud. L'arc légèrement brisé des arcades et le bombement de la voûte indiquent en revanche une période assez haute.

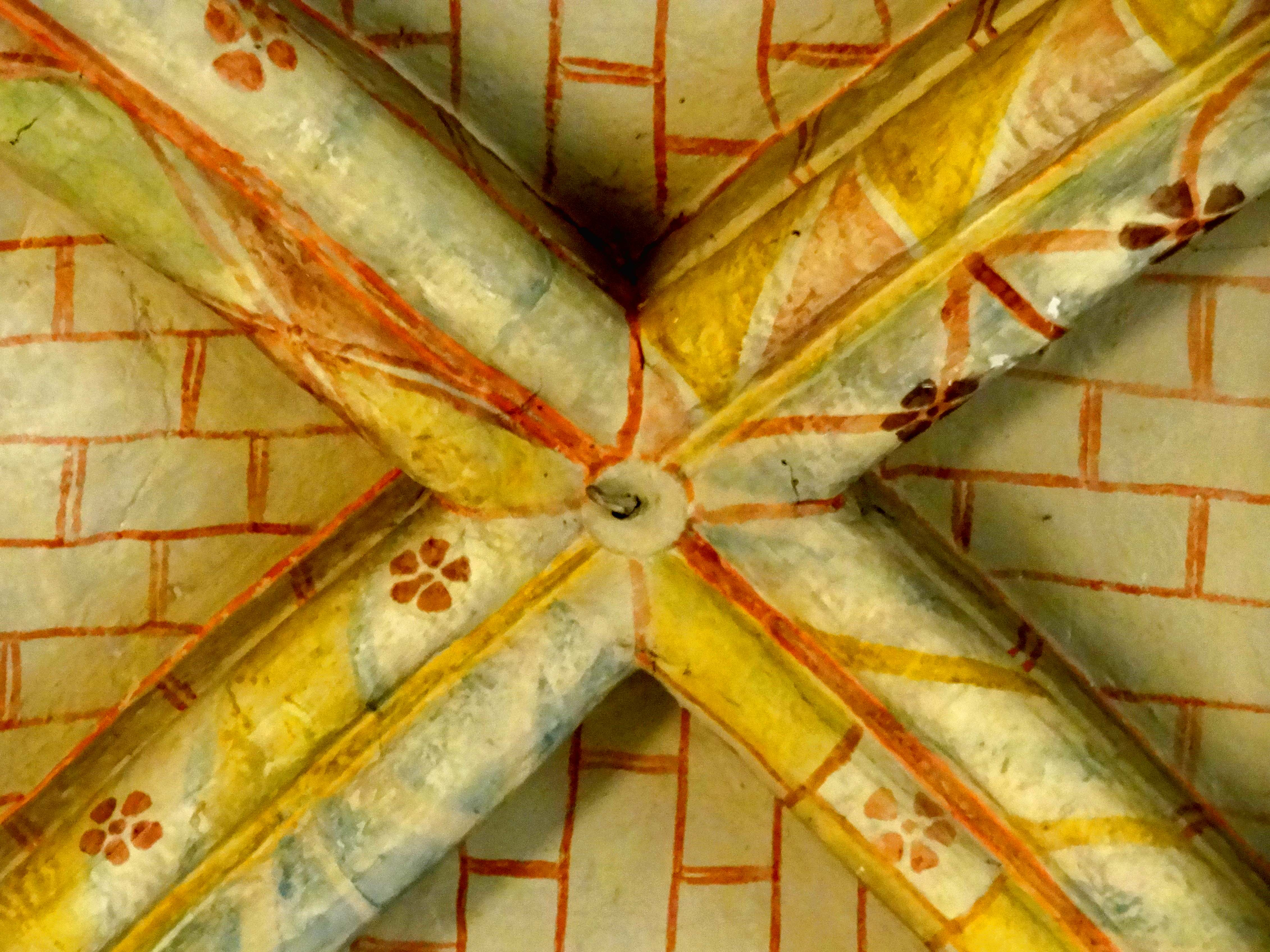
Clé de voûte.
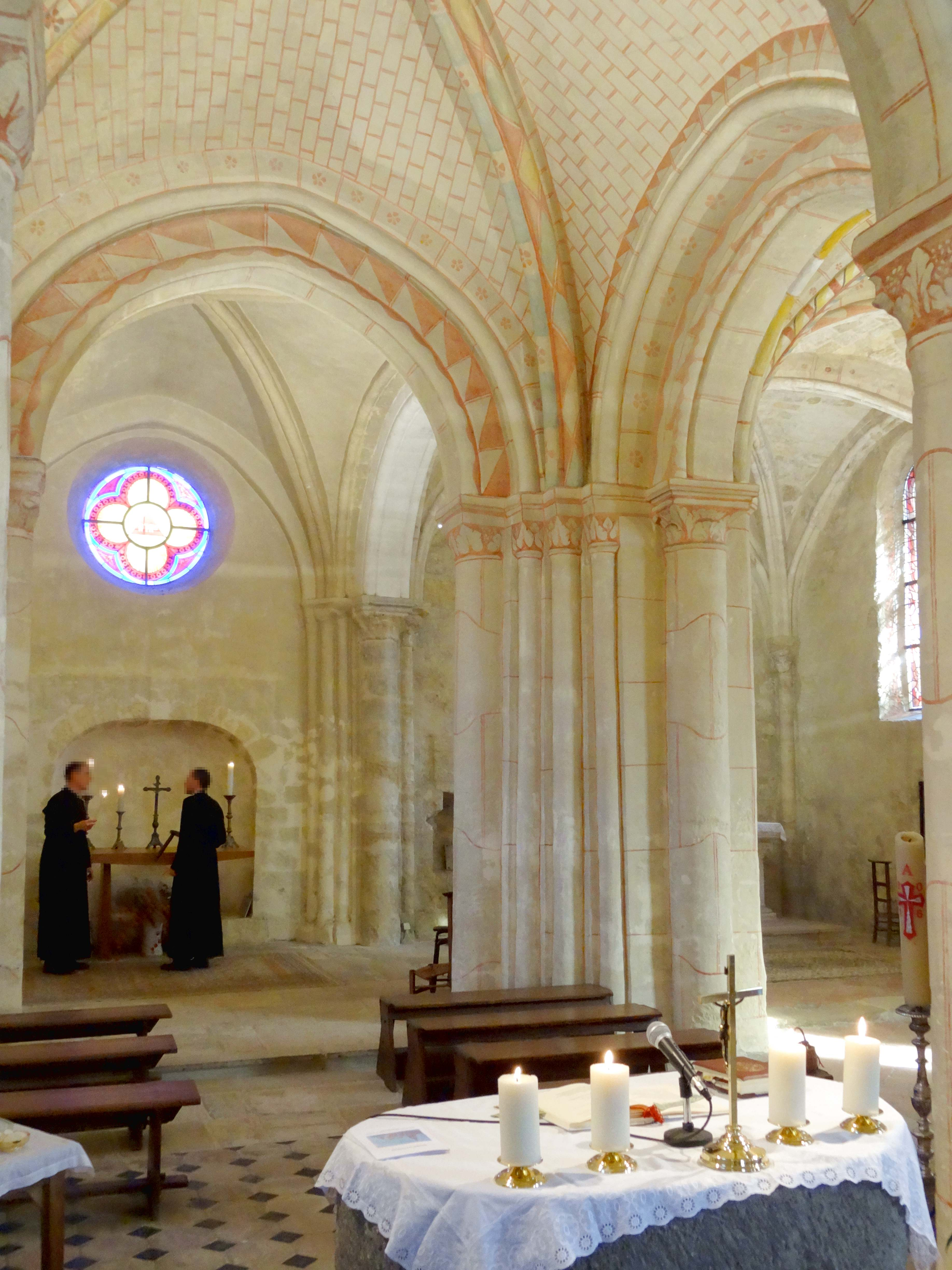
Vue diagonale.
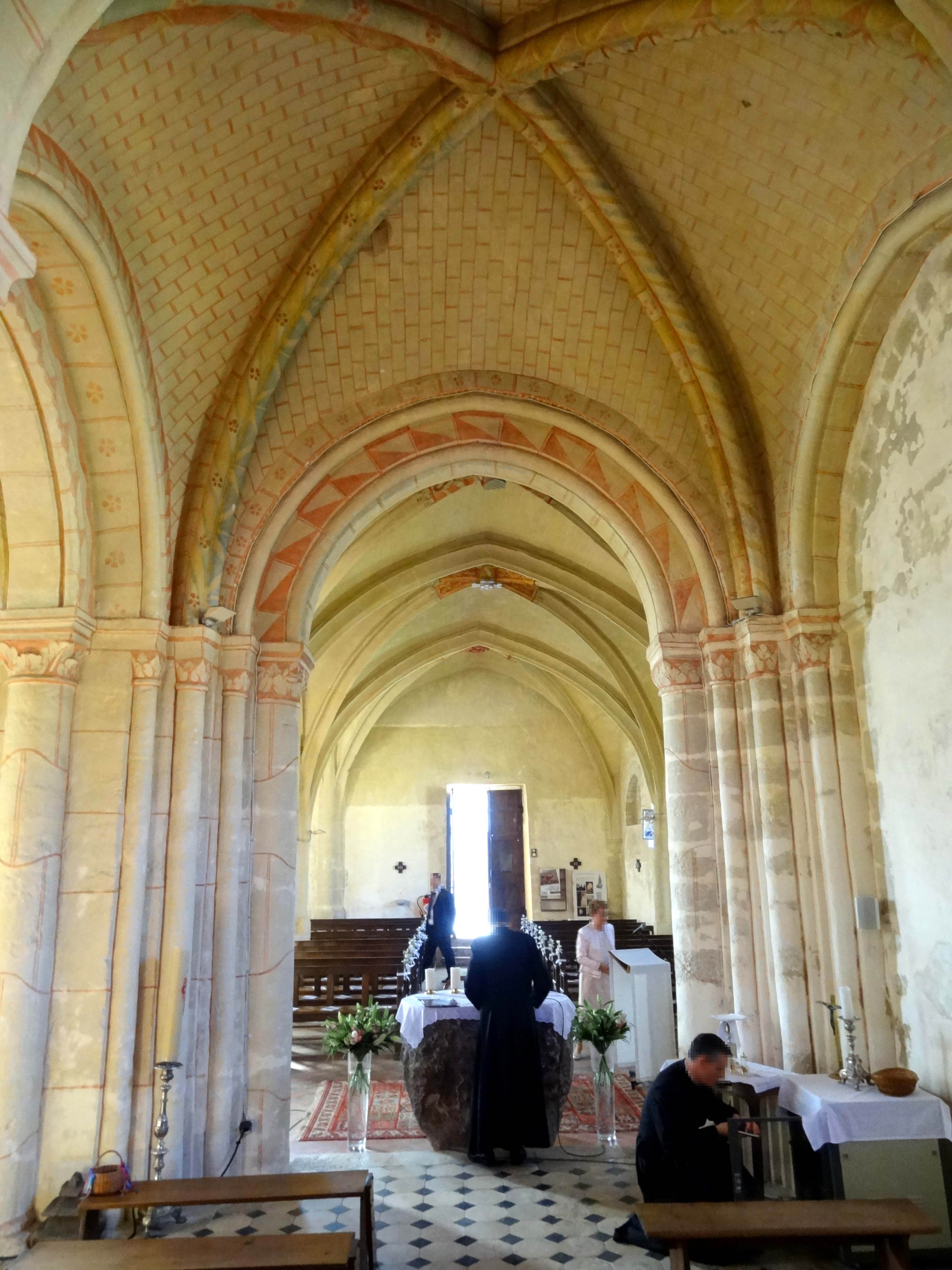
Vue dans la nef.
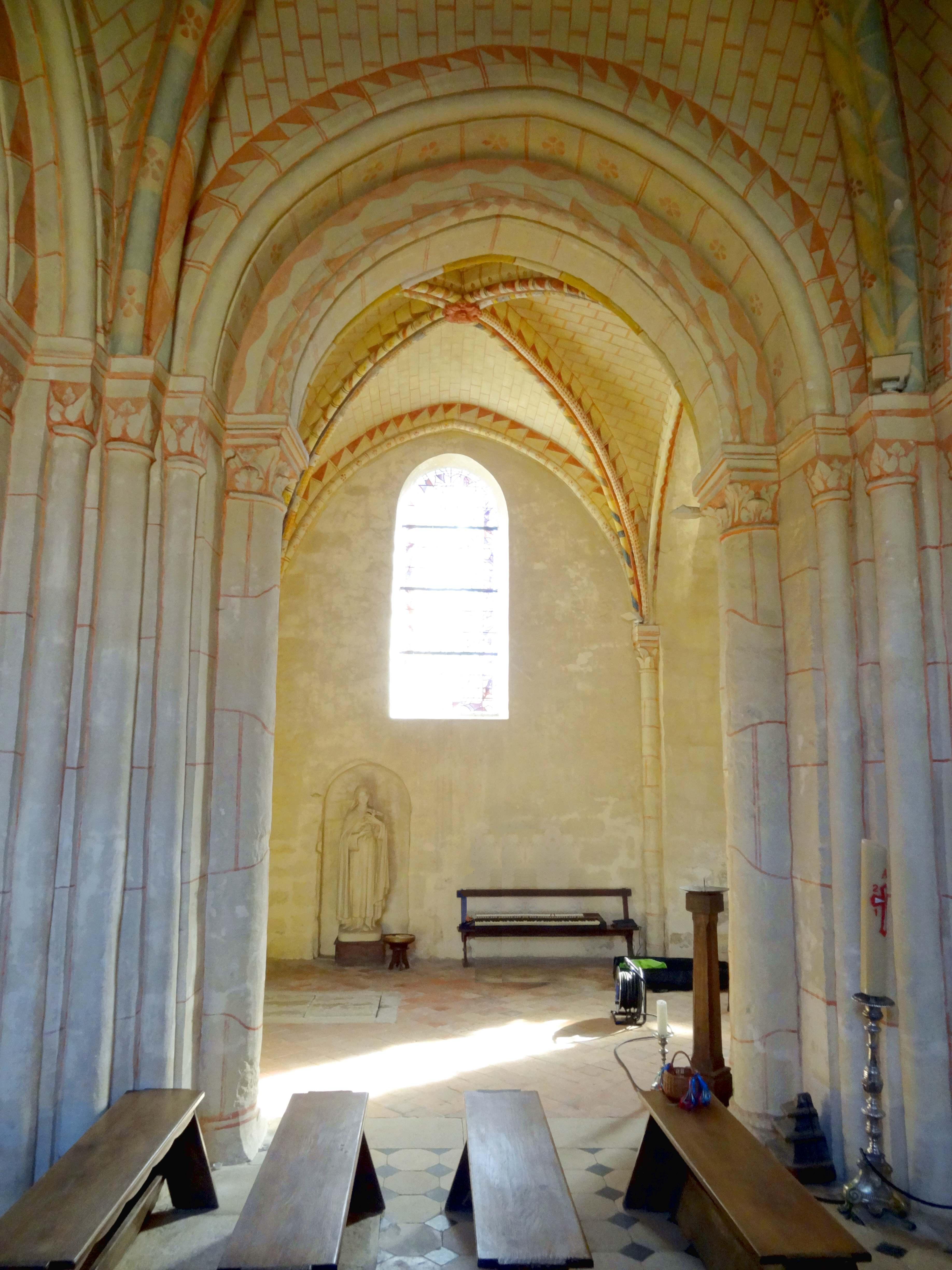
Vue vers le sud.
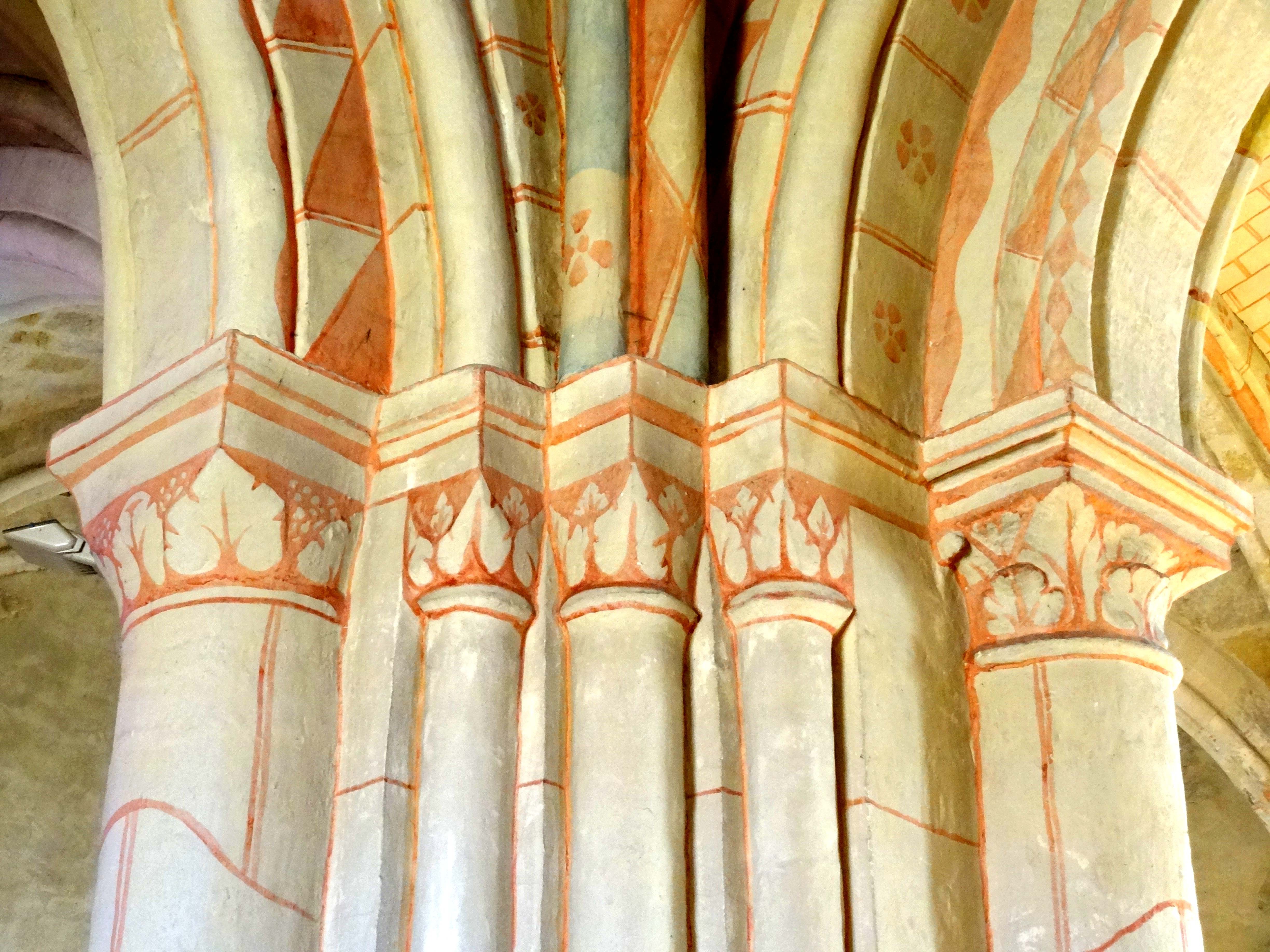
Chapiteaux au sud-est.

#### Chœur

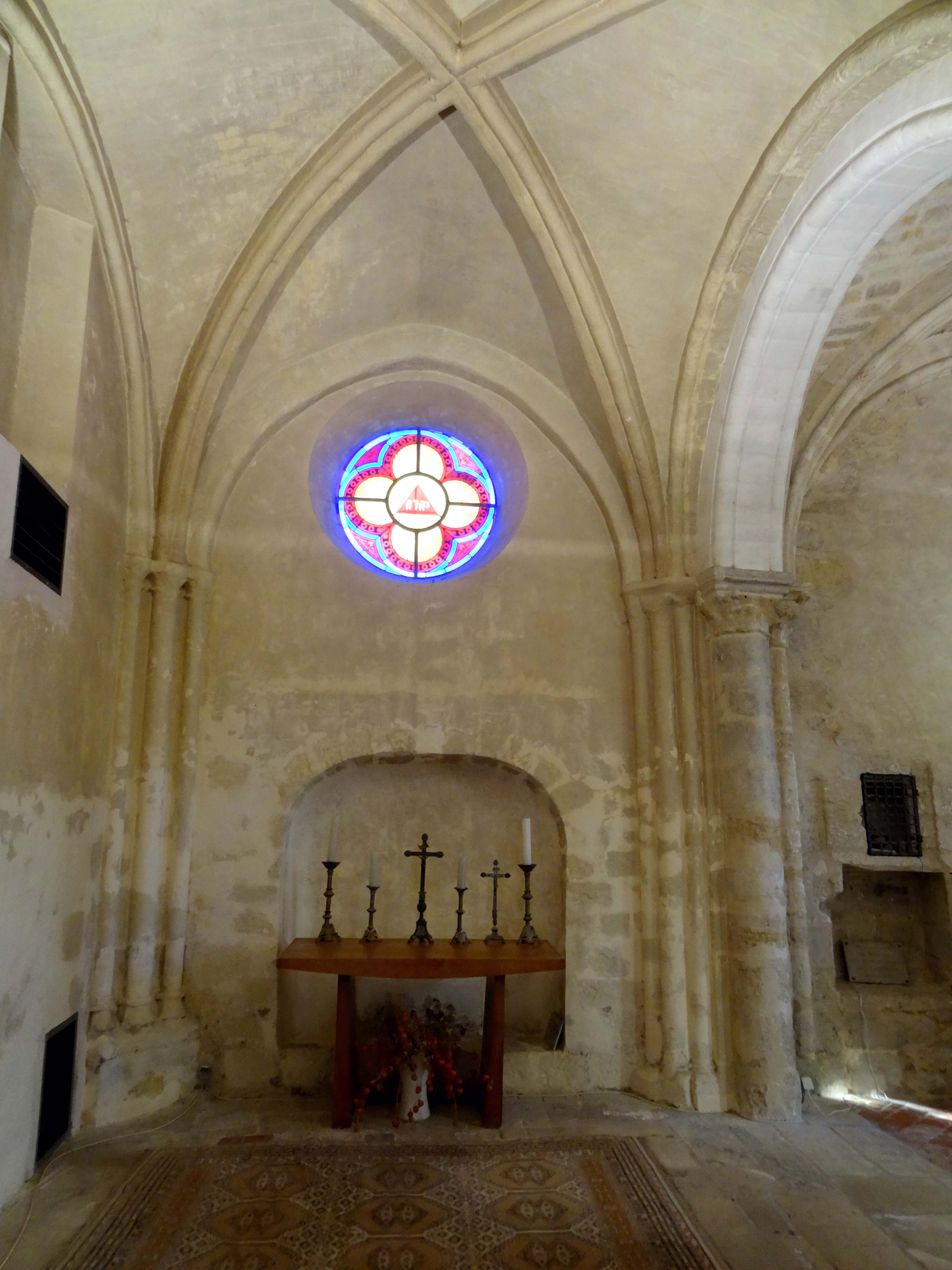
Chœur, vue vers l'est.

Le chœur est un peu plus profond et plus étroit que la croisée du transept. Son style n'en est pas très éloigné, et pas réellement plus avancé. L'on est revenu vers l'arc en plein cintre pour les formerets latéraux, et vers un formeret non mouluré au chevet. Sa forme rustique résulte peut-être d'une réparation sommaire. Sinon, le profil des arcs-doubleaux et formerets est identique à la croisée du transept, et celui des ogives l'est aussi à un détail près : les deux tores ne sont pas séparés par une fine arête. Elle a peut-être disparu lors d'une restauration ancienne allant de pair avec un grattage trop rigoureux, comme cela s'observe parfois sur une partie de la longueur des ogives. Les tores étant empâtés d'un enduit, ils ont gagné en épaisseur, de sorte de ne pas faire apparaître l'intervalle trop large. Il y a également des faisceaux de trois colonnettes dans les angles. Cependant, tous les fûts sont ici du même diamètre, et les tailloirs des ogives sont placés à 45° conformément à l'usage et non orthogonalement, ce qui suffit pour démontrer que le chœur ne résulte effectivement pas de la même campagne de construction que la base du clocher. Le faisceau de l'angle nord-est a probablement été repris en sous-œuvre à la période rayonnante, comme l'indique la minceur des fûts à cet endroit. Pour des raisons obscures, le faisceau de colonnettes dans l'angle sud-est se situe trop à gauche (au nord), de sorte que le formeret méridional et le doubleau vers la chapelle ajoutée vers 1220 / 1230 soient obliques, et que la travée se rétrécisse vers l'est.
Le chœur et sa chapelle latérale sud n'ont pas bénéficié de la restitution de la polychromie architecturale. Mais si la chapelle a traversé les siècles sans trop de dégradations, les chapiteaux du chœur ont subi des dégradations à l'instar de ceux de la croisée du transept et du clocher. Leur sculpture est difficilement lisible. Il semble qu'ils aient seulement été sculptés de feuilles simples. Dans son état actuel, la travée n'évoque guère un sanctuaire, mais plutôt le chevet du bas-côté nord d'une église d'importance moyenne. En effet, il y a un mur au nord, mais un doubleau au sud, et depuis le retrait du retable du maître-autel, la baie du chevet n'a pas été reconstituée, sans doute faute de connaître sa forme concrète. On y trouve toujours l'oculus sans remplage que l'on avait aménagé lors de la pose du retable, qui aurait obturé la baie primitive. Une niche d'autel en anse de panier, de faible profondeur, est prise dans l'épaisseur du mur. Dans ce contexte, on peut évoquer le mur du nord, qui a également été remanié. On y trouve la porte de la sacristie à droite, et l'ébrasement d'une fenêtre bouchée au milieu. Entièrement inscrite sous la lunette de la voûte, elle était délimitée supérieurement par le formeret.

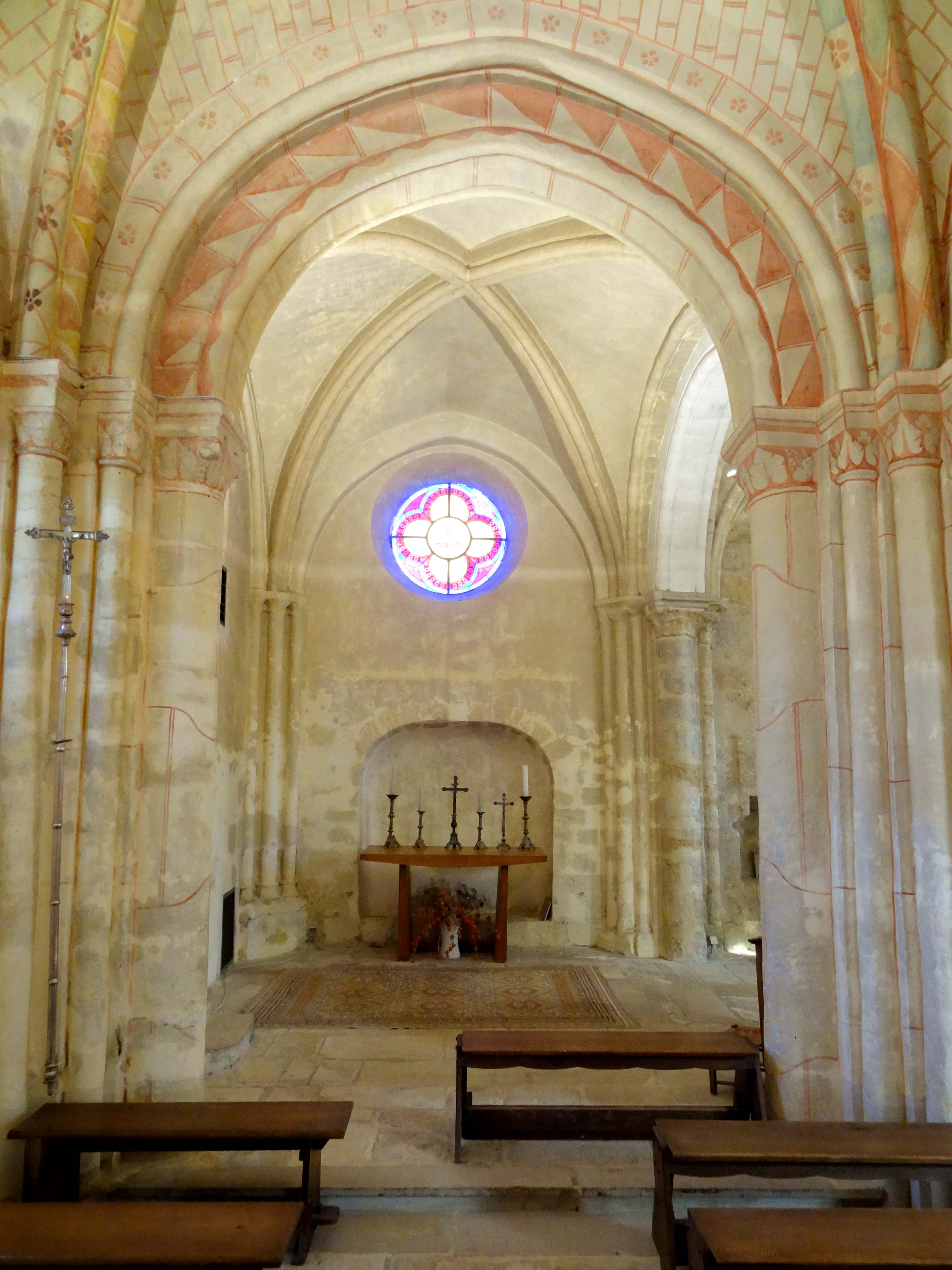
Vue vers l'est depuis la base du clocher.
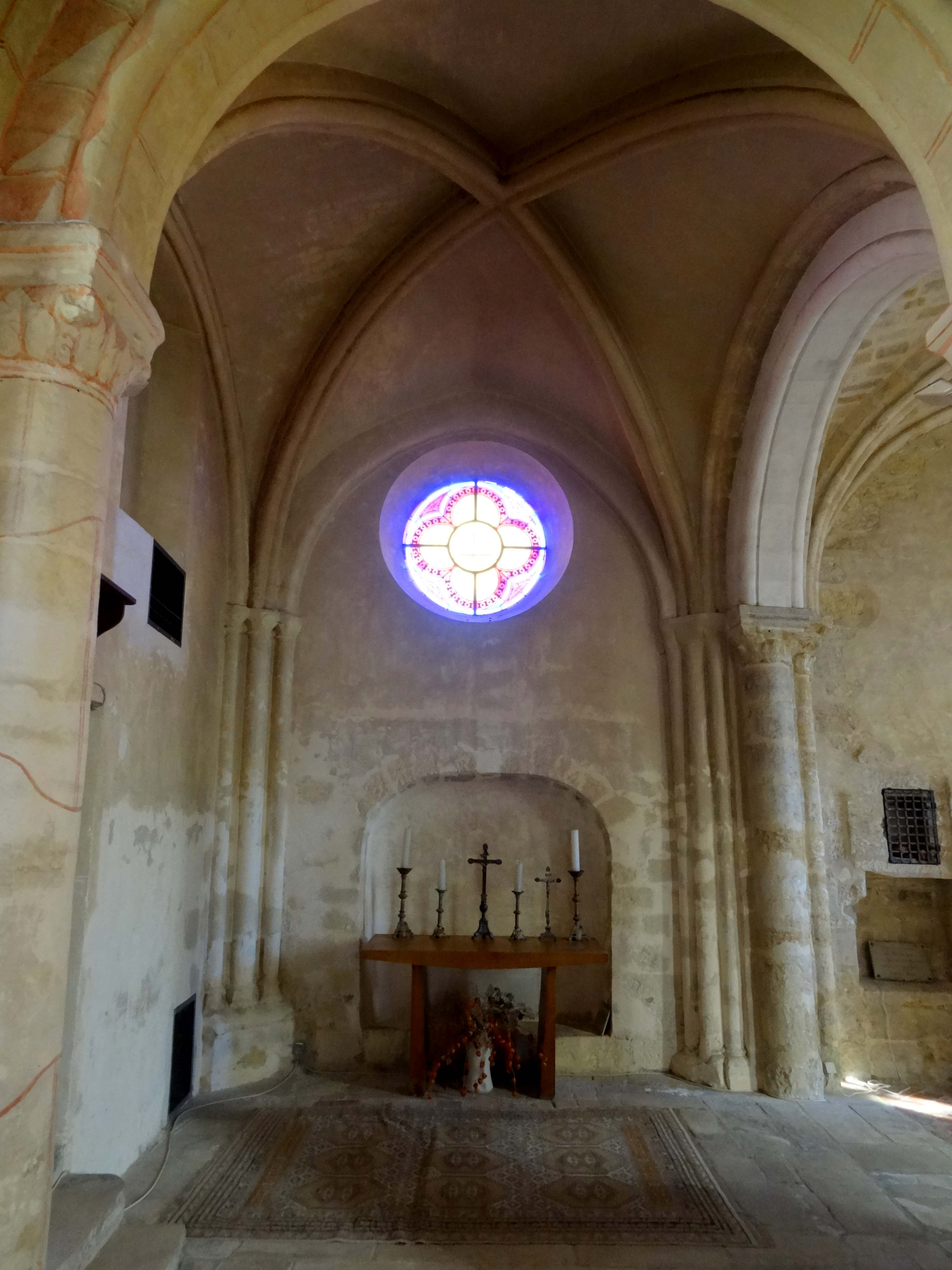
Vue vers l'est.
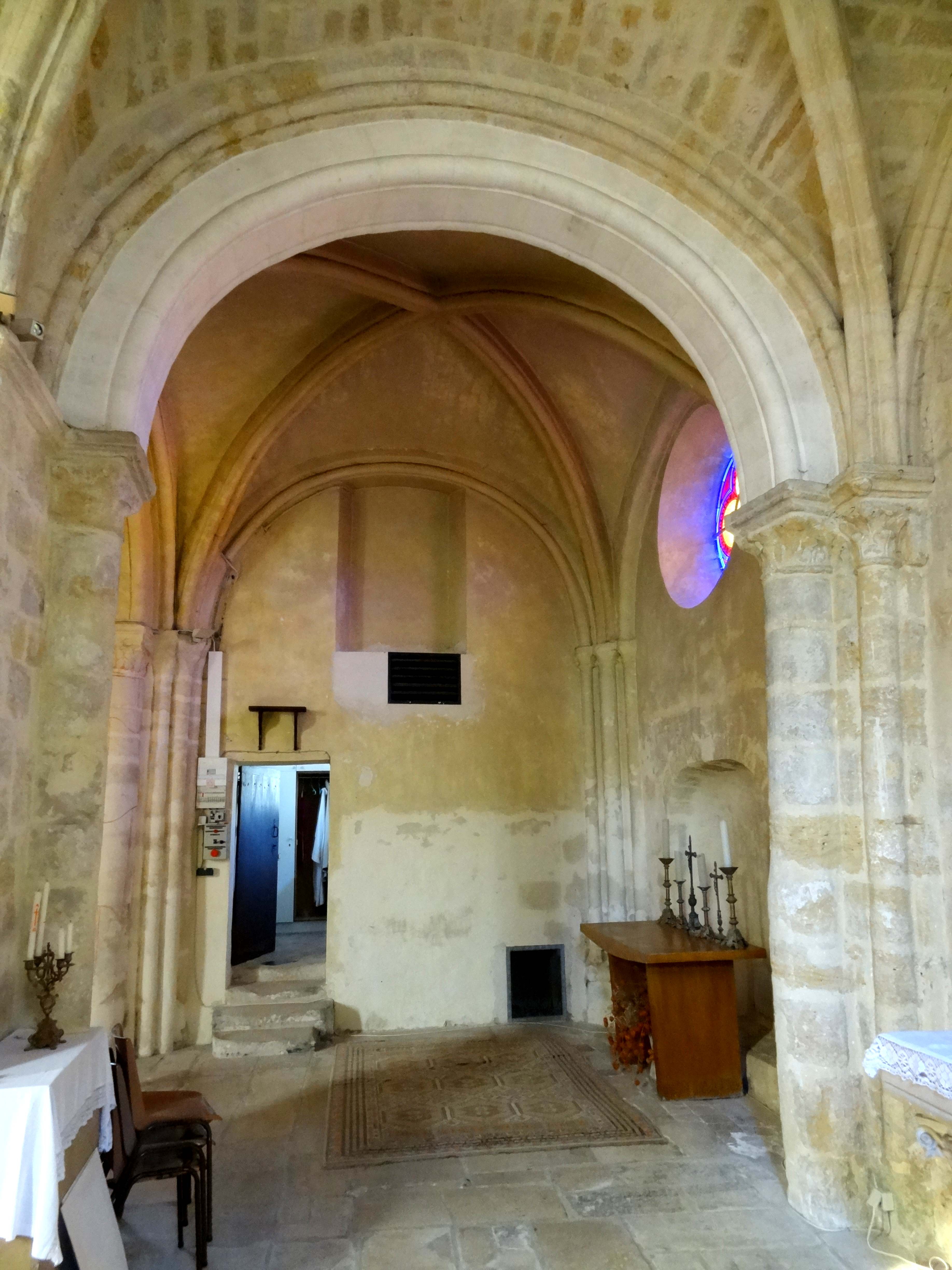
Vue vers le nord depuis la chapelle latérale.
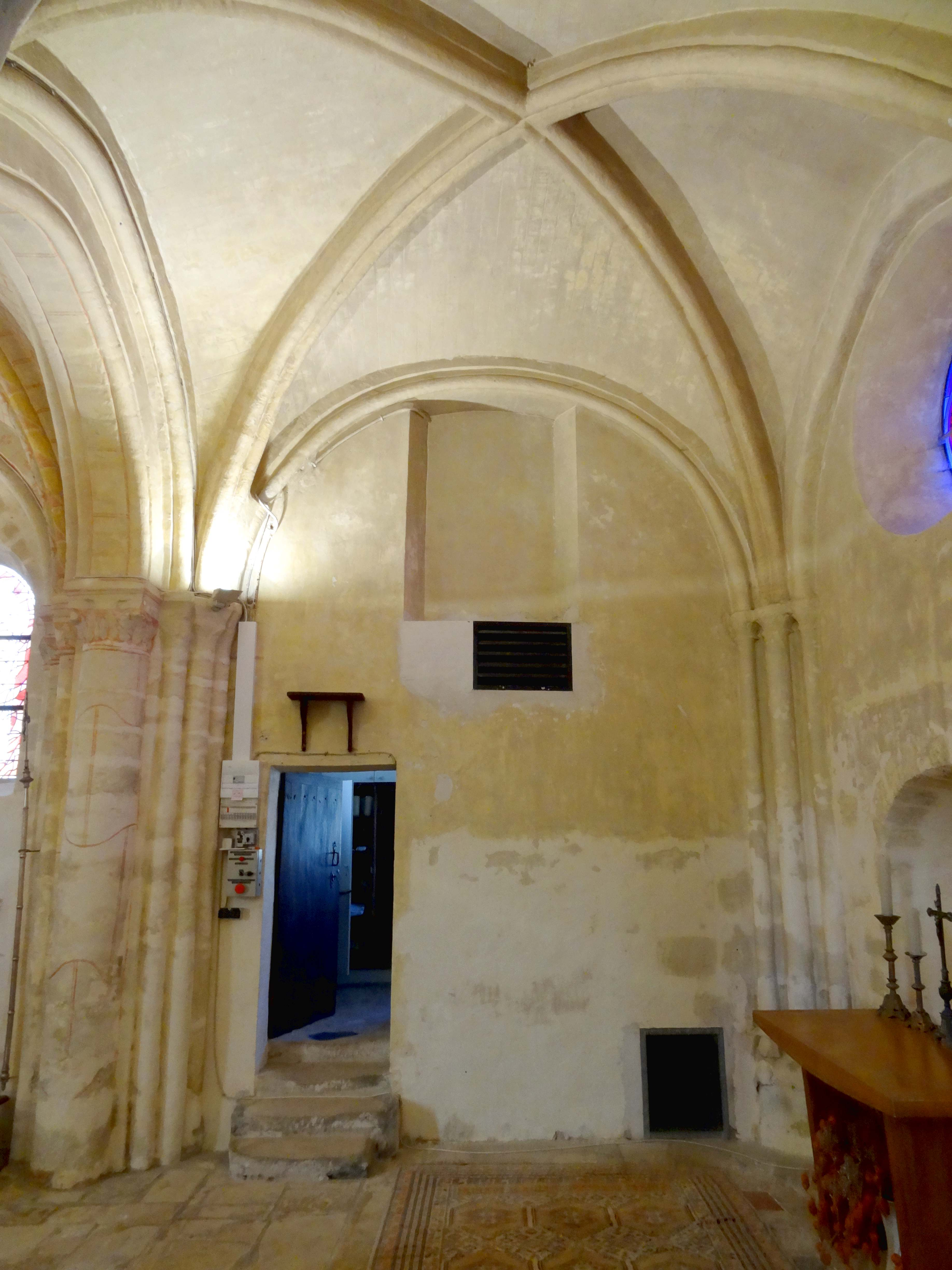
Vue vers le nord sur la sacristie.
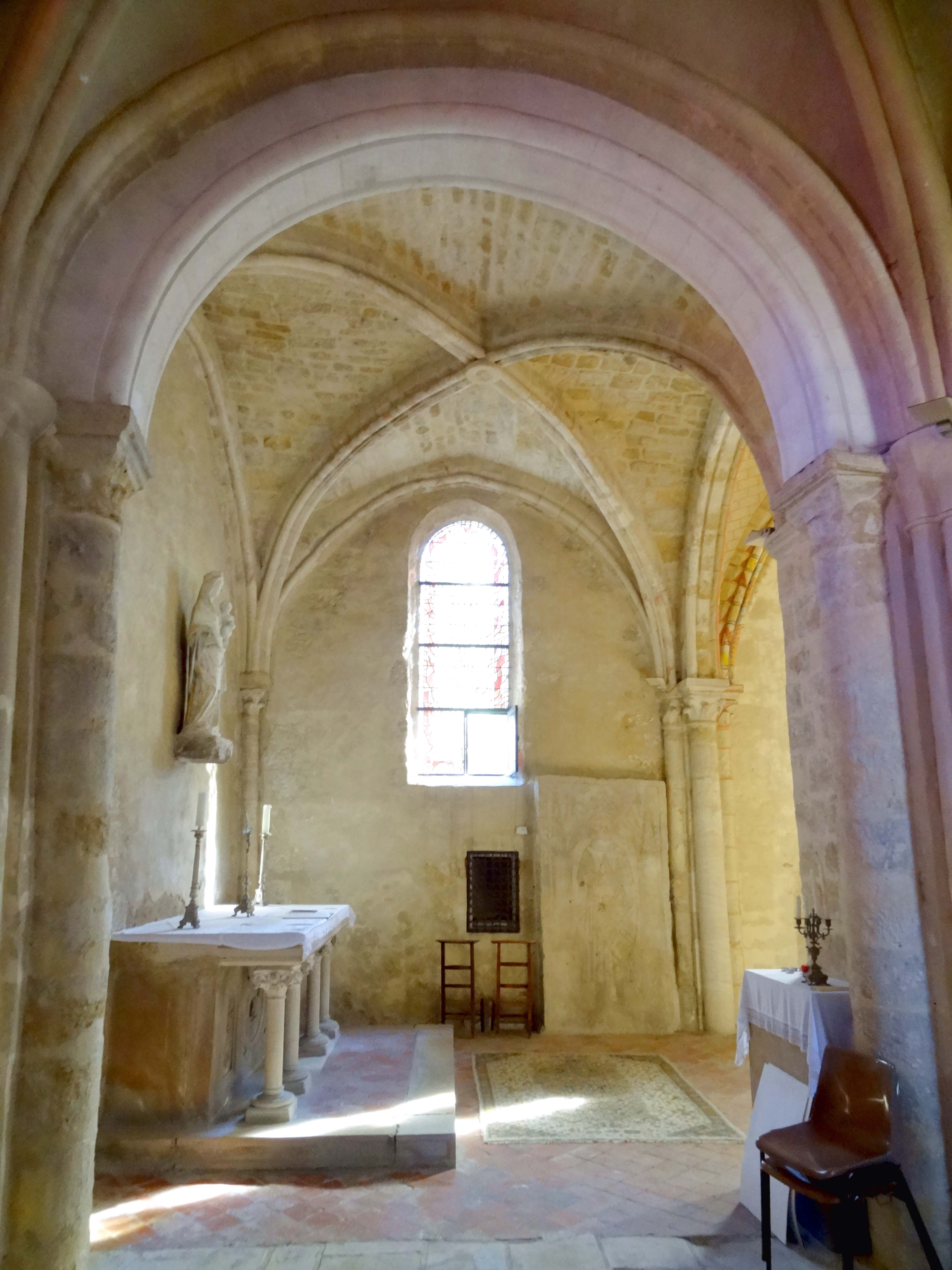
Vue vers le sud dans la chapelle latérale.
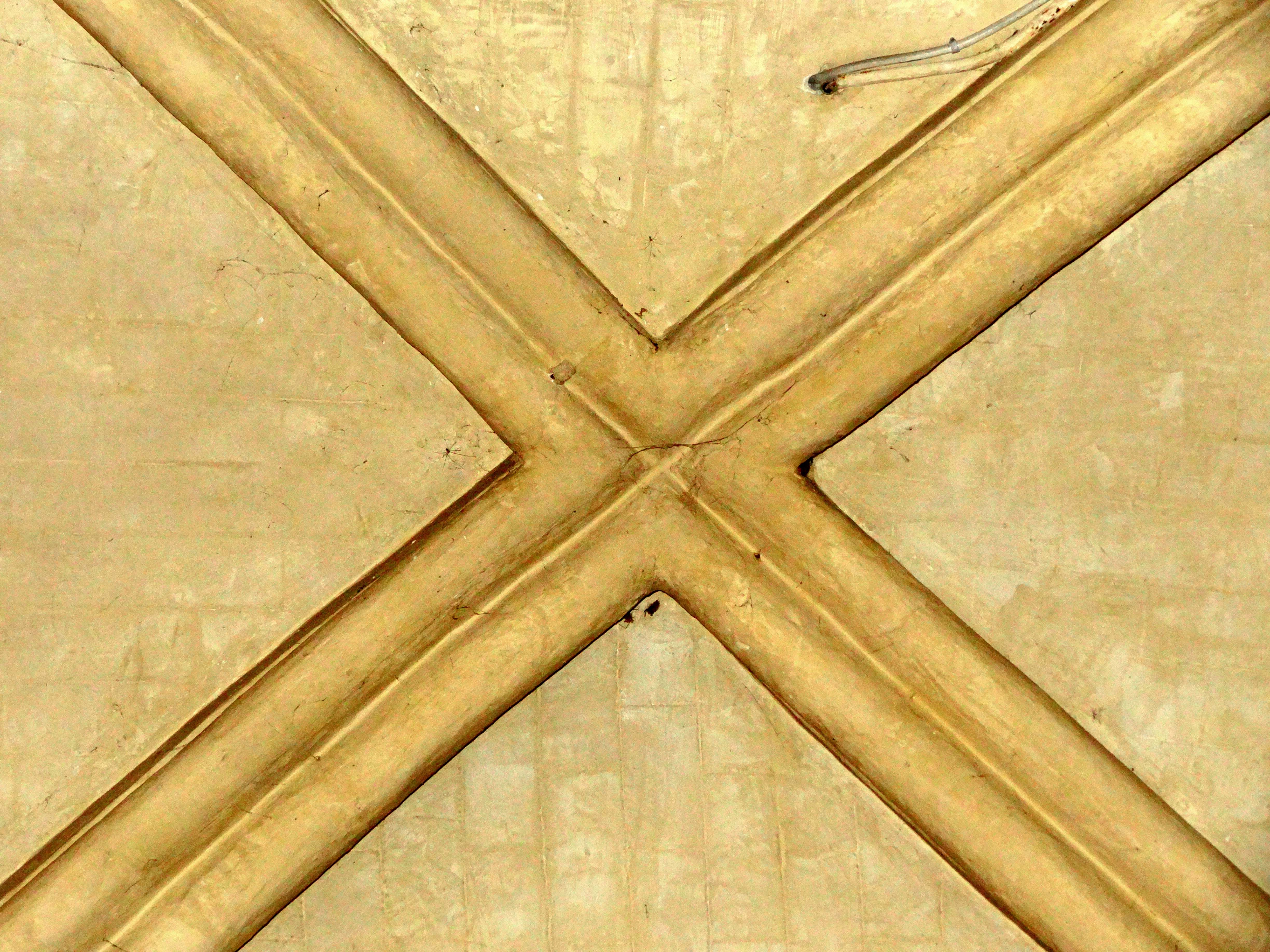
Clé de voûte.

#### Croisillon et chapelle latérale sud

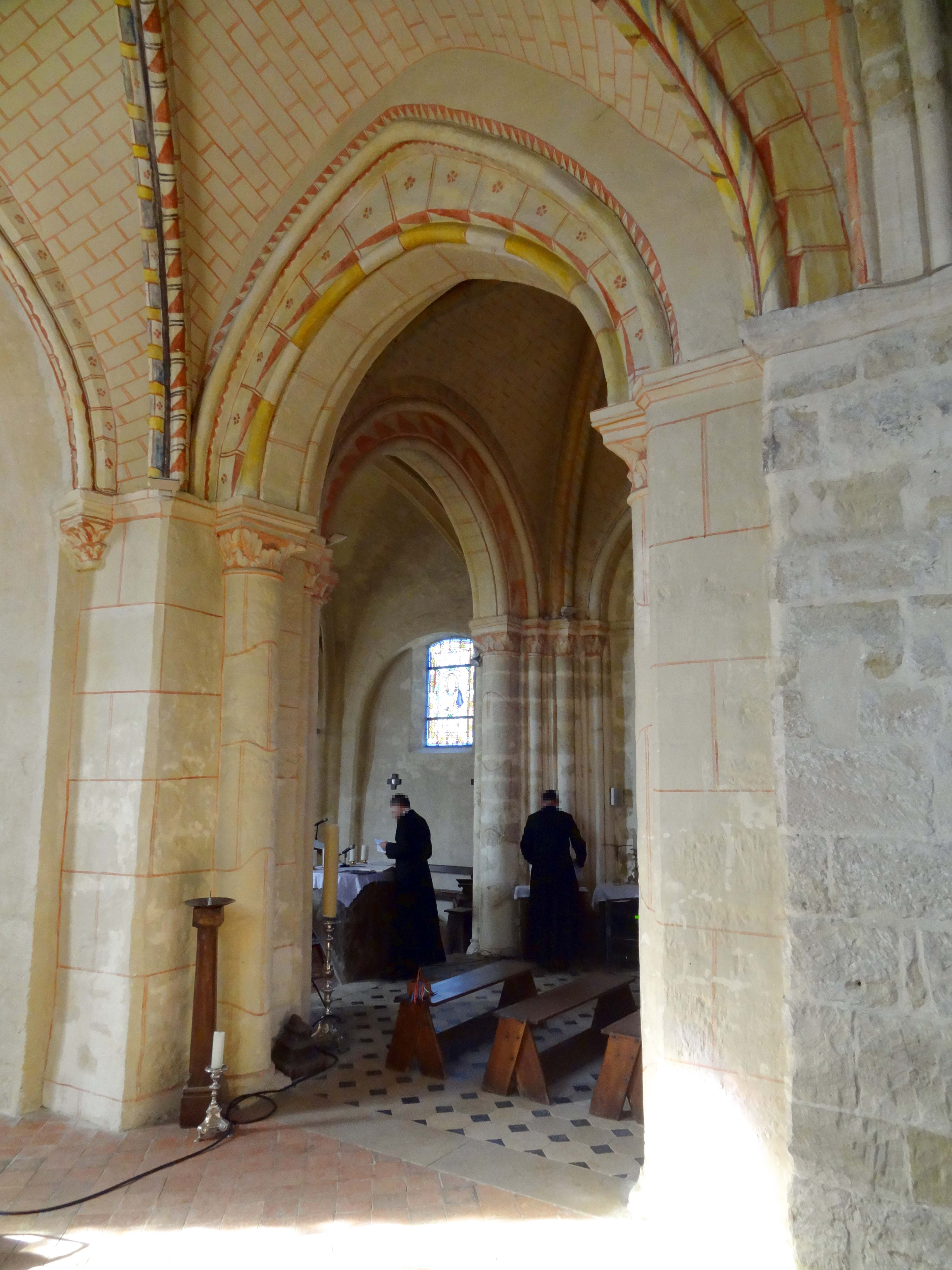
Croisillon sud, vue vers le nord-ouest dans la base du clocher.

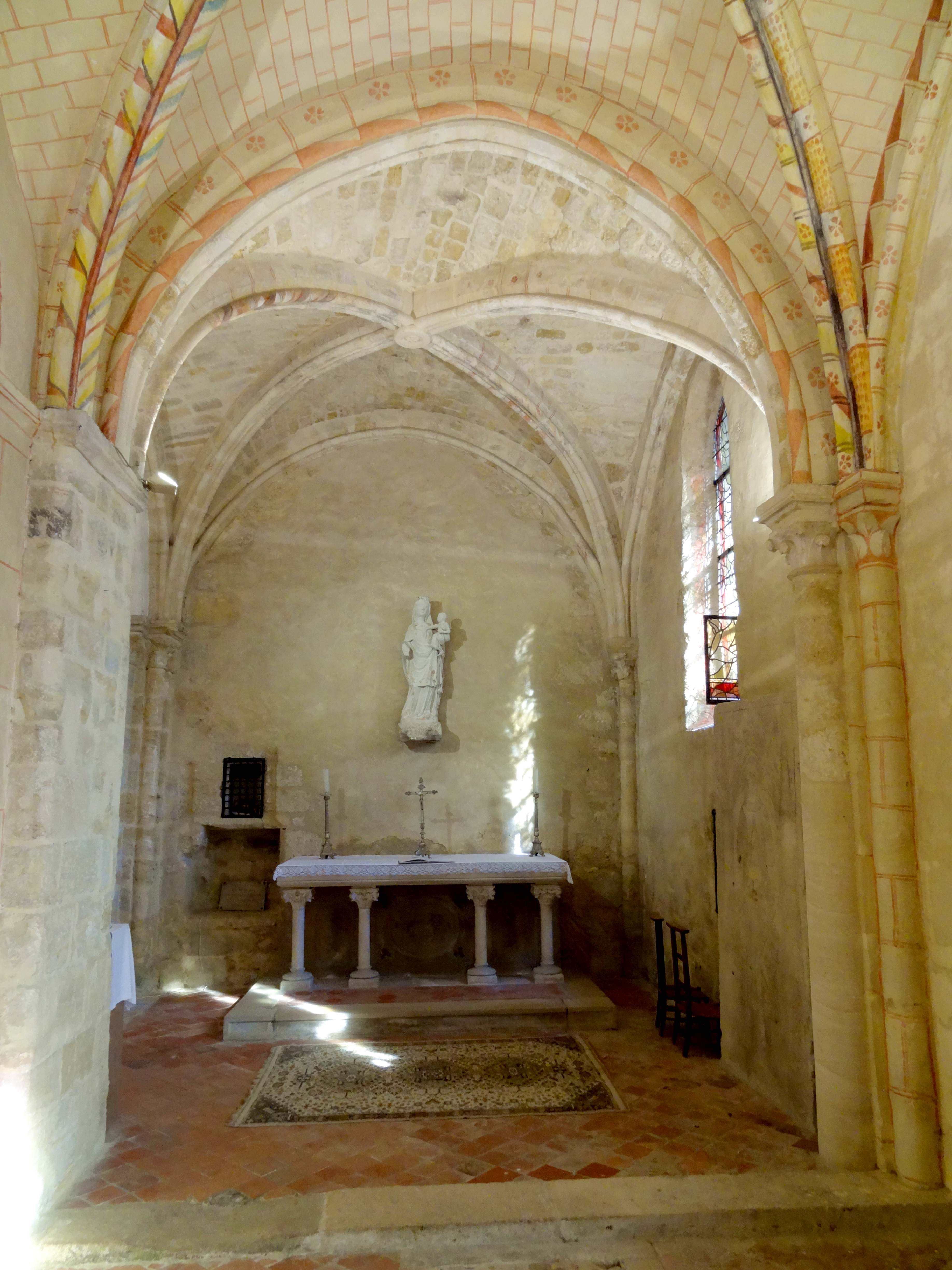
Croisillon sud, vue vers l'est dans la chapelle de la Vierge.

Les deux travées des années 1220 / 1230, probablement édifiées pour accueillir les offices du prieuré comme le propose Louis Régnier, dédoublent le carré du transept et le chœur. Leurs deux fenêtres du côté sud sont en plein cintre et sans style particulier. Le chevet est aveugle, et même à l'extérieur, on ne relève aucune trace d'une fenêtre. Une porte bouchée en arc brisé existe dans le croisillon sud. Cette travée a considérablement été mise en valeur par la reconstitution de la polychromie architecturale des nervures de sa voûte, et du décor en faux-appareil des voûtains et des claveaux au-dessus des formerets et doubleaux. On se rend ainsi moins compte que son architecture compose avec de nombreux compromis, et est en somme assez disparate. Une régularité exemplaire n'existe qu'au sud du doubleau faisant communiquer le croisillon avec la chapelle de la Vierge. Le doubleau sommaire vers le collatéral sud de la nef a déjà été signalé. Il s'accorde mal avec le formeret gothique au-dessus, d'autant plus que les deux arcs n'adoptent pas tout à fait le même tracé. Près du piédroit sud de ce doubleau, les deux formerets et l'ogive se partagent une même colonnette à chapiteau, ce qui est la règle pendant les dernières décennies de la première période gothique, quand l'on tend à diminuer le nombre de fûts plutôt que leur diamètre, ce qui sera la doctrine à la période rayonnante, qui verra s'accroître à nouveau le nombre de fûts. Mais au nord du même doubleau, le formeret disposa néanmoins d'une colonnette à chapiteau dédiée, dont le fût a été tronqué lors de l'ouverture de l'arcade. Le maître d'œuvre des années 1220 / 1230 n'osa pas toucher aux piles du clocher, et fit retomber l'ogive sur l'angle saillant de sa pile sud-ouest, dans l'angle nord-ouest du croisillon. Il fit de même avec le rouleau supérieur de l'arcade vers la croisée du transept, qui est de surcroît plus aigu que le rouleau inférieur, et ne correspond pas du tout à l'arc d'inscription de la voûte. Afin de gagner peut-être un mètre carré au sol, la voûte est un peu plus grande que ne l'aurait voulu l'arcade déjà existante vers la base du clocher. L'angle saillant de la pile sud-est du clocher, dans l'angle nord-est du croisillon, ne peut ainsi pas recevoir l'ogive, qui doit retomber plus loin à l'est. Le maître d'œuvre a trouvé un autre subterfuge pour mettre à profit les structures anciennes pour limiter les frais de construction, et réduit l'ancien mur oriental du croisillon à un pilastre. Il sert de support à la fois au doubleau séparant le croisillon de la chapelle latérale sud et à deux ogives.
En face au sud, l'on rencontre enfin la disposition régulière, à savoir une forte colonnette à chapiteau dédiée au doubleau à simple rouleau à l'intersection du croisillon et de la chapelle de la Vierge, et une fine colonnette partagée par une ogive et un formeret de chaque côté. Grâce à Louis Régnier, qui a vu ces trois fûts largement tronqués, il est possible d'affirmer que l'état actuel résulte de la reconstitution de la disposition initiale lors d'une restauration. Afin d'achever la description de l'agencement des supports des voûtes avant d'aborder les détails de la modénature et sculpture, il convient de signaler les colonnes engagées du doubleau faisant communiquer la chapelle de la Vierge avec le chœur, et les colonnettes uniques dans les angles nord-est et sud-est de la même chapelle. Au droit du chevet, la colonne et la colonnette se jouxtent immédiatement. Au nord de la chapelle, le maître d'œuvre a choisi de faire coïncider le tracé de la voûte avec l'arcade, et le résultat est plus heureux que dans le croisillon, mais la conséquence est néanmoins une voûte en plein cintre du côté nord. C'est un peu surprenant pour les années 1220 / 1230, et les formerets à l'est et au sud, de même que le doubleau vers le croisillon, sont par ailleurs aussi proches d'un tracé en plein cintre. Les formerets et les ogives sont, qui plus est, déformés. Leur profil est le même que dans le carré du transept. Dans le même ordre d'idées, le doubleau qui sépare les deux travées affiche un méplat entre deux tores. La clé de voûte du croisillon sud est une délicate rosace de feuillages. Celle de la chapelle est un disque sculpté d'une fleur à quatre pétales beaucoup plus petite, et Louis Régnier suppose qu'elle ne date pas d'origine. Les tailloirs, toujours implantés orthogonalement comme c'est la règle quand ils sont partagés entre plusieurs nervures, accusent une fine tablette et un cavet entre deux baguettes. Les piles du clocher et le pilastre au nord du doubleau intermédiaire sont munis d'impostes d'un profil plus sommaire. Comme particularité, une petite tête saillante se détache devant l'angle sud-ouest du tailloir à gauche du chevet. Les chapiteaux, dix au total, sont sculptés de crochets ou de feuilles polylobées grasses dans le style du second quart du XIIIe siècle, et parfois de feuilles simples comme dans le chœur.

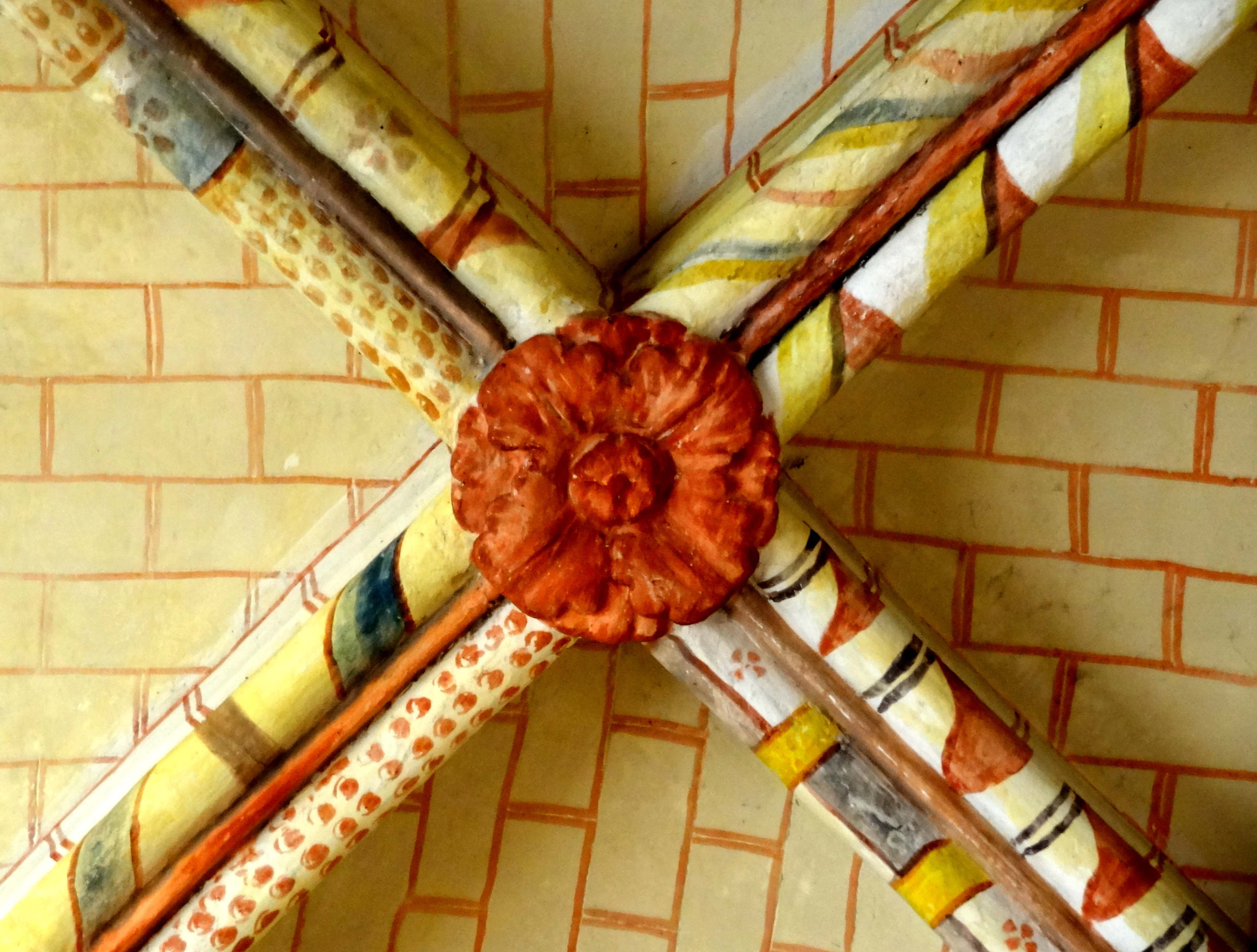
Croisillon sud, clé de voûte.
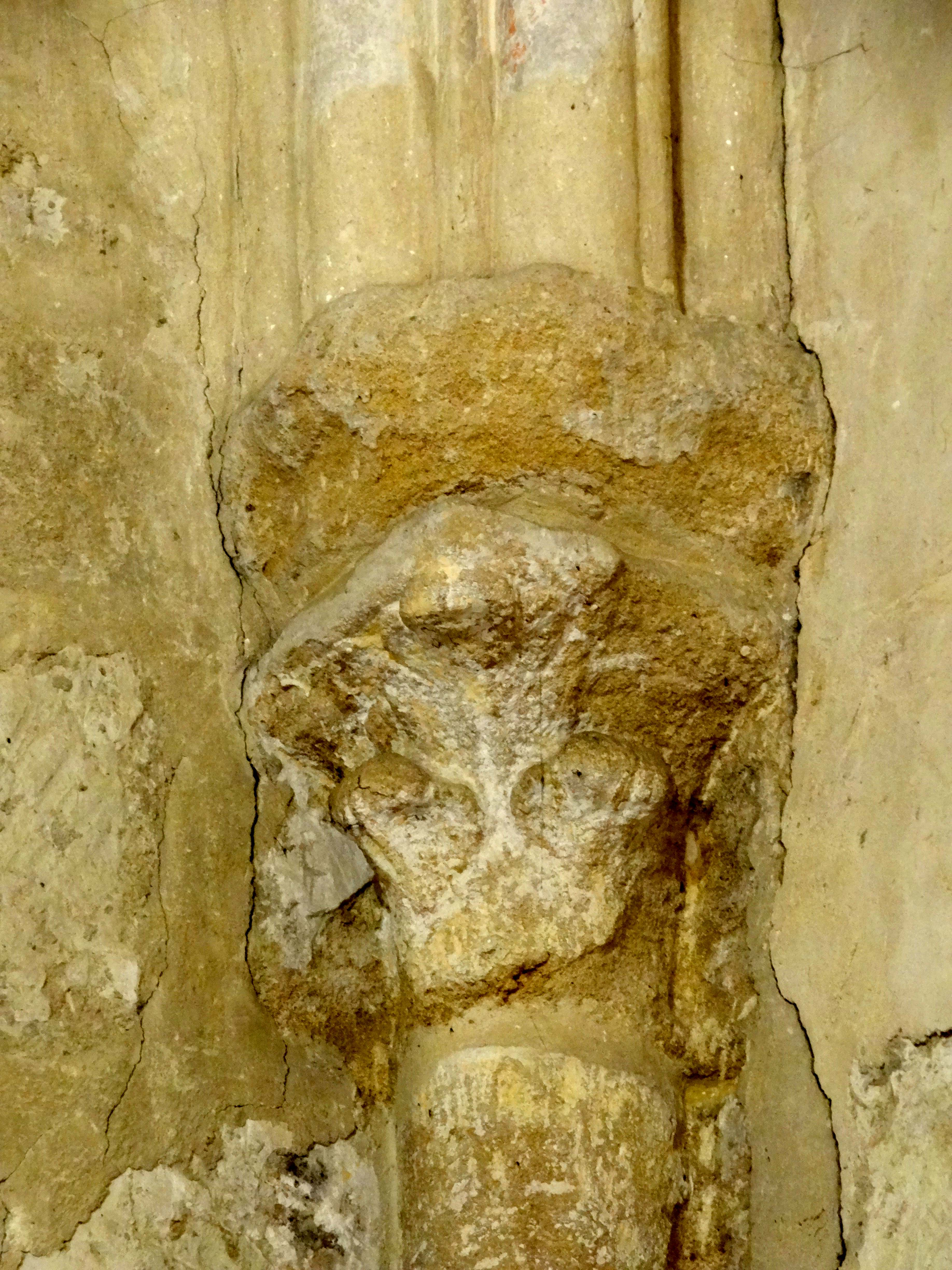
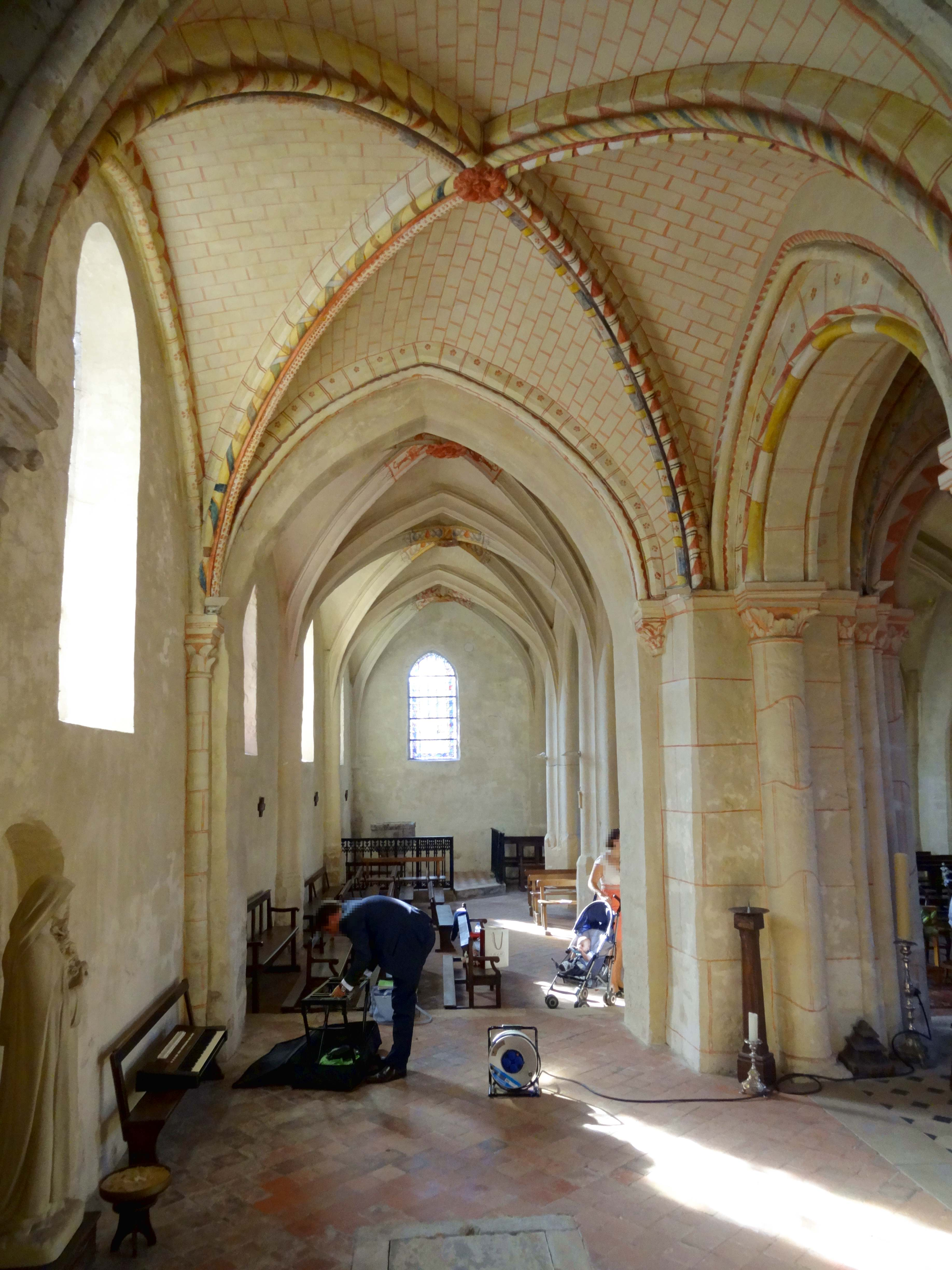
Croisillon sud, vue vers l'ouest.
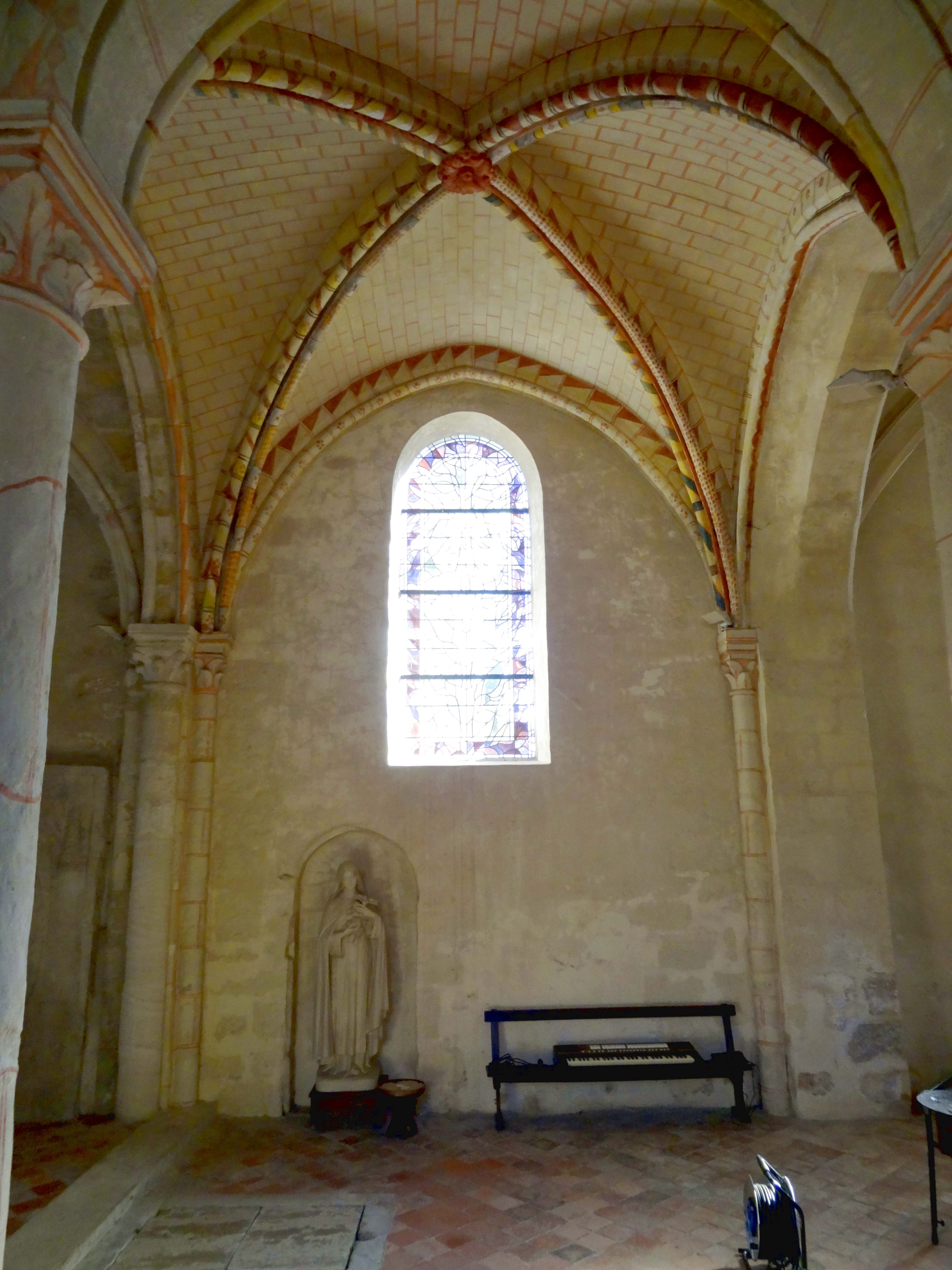
Croisillon sud, vue vers le sud.
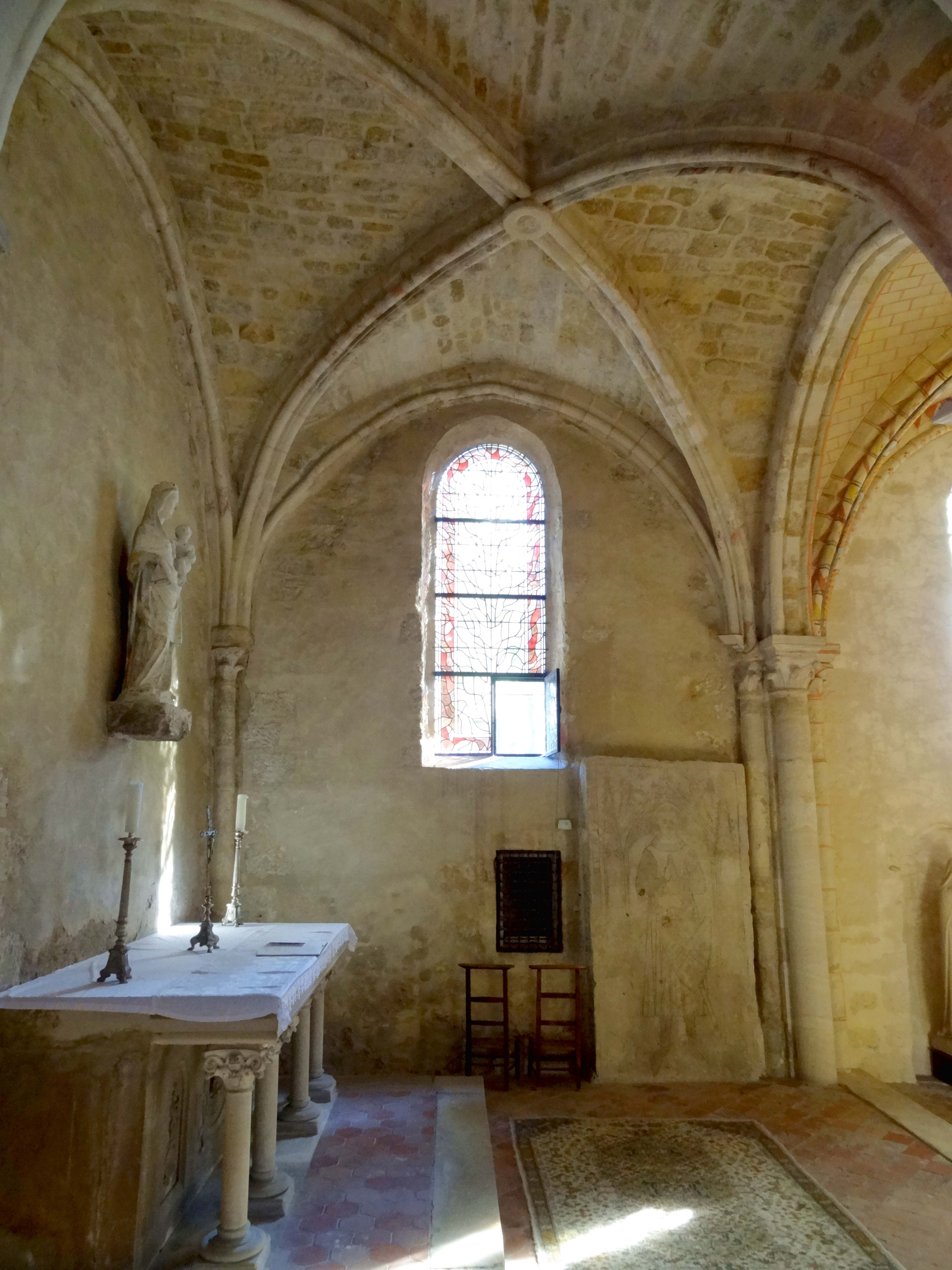
Chapelle latérale sud, vue vers le sud.
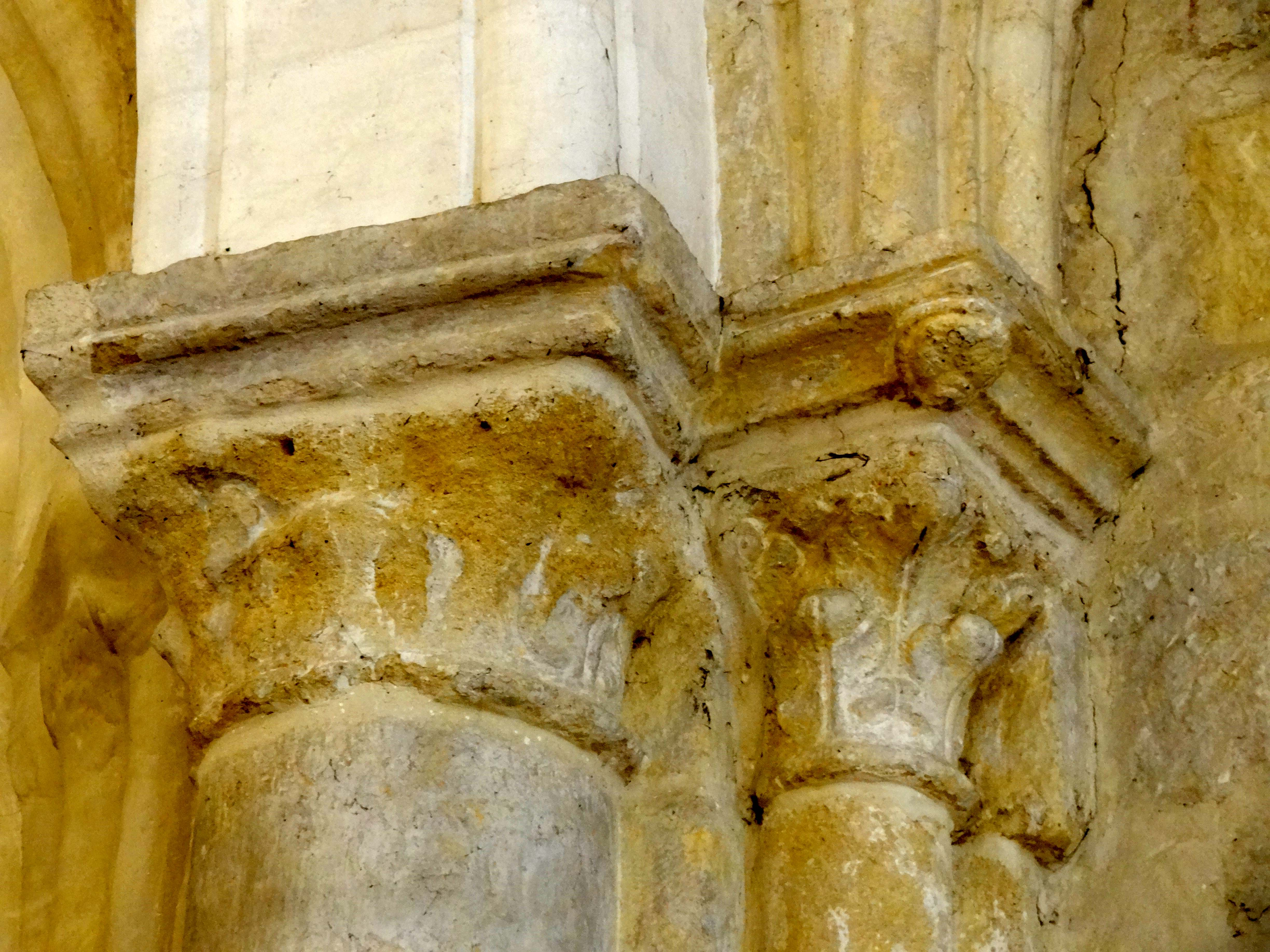
Chapiteaux au droit du chevet.

### Extérieur

#### Façade et élévations latérales

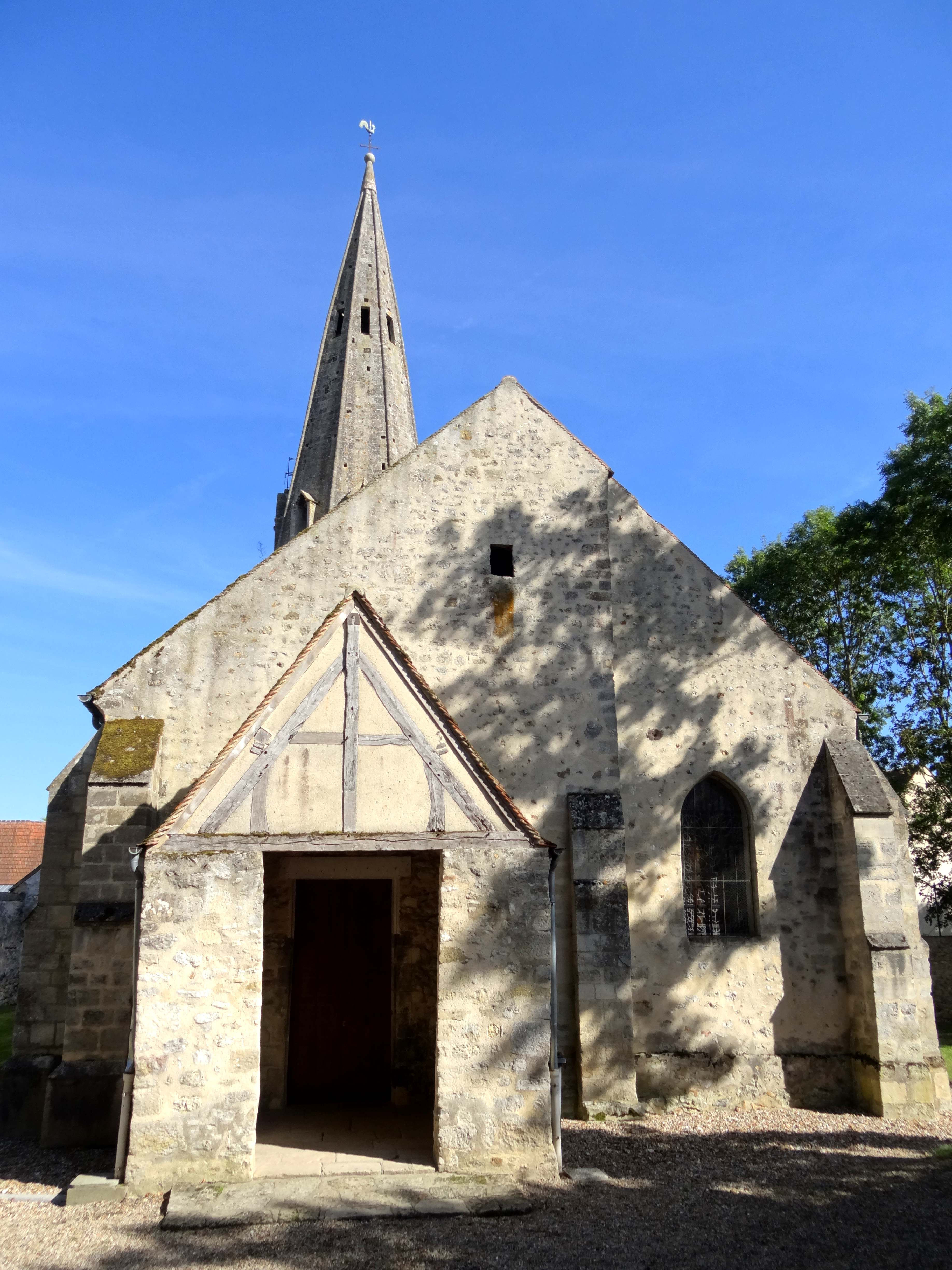
Façade occidentale.

Les élévations extérieures sont d'un abord assez décevant, hormis le clocher. Louis Régnier résume ainsi la situation : « Le portail ouvert à l'ouest dans l'axe de la nef, sous un porche de peu de caractère, très vulgaire, est relativement moderne. […] Les fenêtres qui éclairent la nef principale et la nef secondaire n'ont aucun caractère et l'on peut dire autant d'ailleurs de toutes les ouvertures actuelles de l'église et des murailles elles-mêmes en moellons crépis, grossièrement retravaillées à plusieurs reprises. À peine quelques contreforts avec leurs coupe-larmes en demi-cercle, peuvent ils remonter au XIIe siècle ». Louis Régnier compte les contreforts de l'angle nord-ouest parmi ceux qui datent d'origine, soit du début du XIIe siècle. Ils sont assez massifs, loin d'être plats, et se retraitent une fois par un court glacis pour s'amortir par un glacis formant larmier. Tels sont aussi les contreforts latéraux et ceux du chevet, à quelques détails près. Parfois, l'épaisseur est moindre, et le plus souvent, la retraite s'effectue par un larmier. Le deuxième contrefort intermédiaire au sud est gravé d'un cadran solaire. Sur les travées des années 1220 / 1230, le glacis sommital est à gradins. Assez différent est le contrefort médian de la façade. Lui seul appartient au type de la première moitié du XIIe siècle. Il est plat, et moins élevé. La retraite par un glacis pentu s'effectue seulement trois assises en dessous du glacis sommital, qui ne forme pas larmier. Ce contrefort roman marquait la limite droite de la façade jusqu'aux années 1510 / 1530. En l'absence de corniches et de tout élément sculpté, les seuls éléments qui méritent considération à l'extérieur sont le tympan roman au nord de la première travée de la nef, l'arrachement du croisillon nord, et le clocher.
Le tympan roman est repéré par Pierre Coquelle comme l'un des deux seuls représentants de tympans « carrelés », c'est-à-dire remplis d'un appareil de pierres losangés, dans le Vexin français et le Pincerais, avec Épône. Cependant, on peut y ajouter Brignancourt, ou chaque pierre est sculptée d'un carré formé par un boudin, et affiche au milieu un besant. Dans l'Oise, des tympans quadrillés existent par exemple à Cambronne-lès-Clermont, Nointel et Trumilly, et dans le Val-d'Oise, à Louvres. Le tympan repose sur un linteau monolithique légèrement frontonné. Il est surmonté d'une archivolte à un simple rang de claveaux non moulurés, et à arêtes vives. Tout ceci paraît bien archaïque, mais le bandeau sculpté de fleurs de violette qui entoure l'archivolte s'oppose à une datation trop haute. Des piédroits, ne subsiste plus que la dernière pierre de chaque côté, qui est pourvue d'une imposte moulurée dans l'intrados, aujourd'hui en grande partie noyé dans le mur qui bouche la porte. Sa largeur était de 1,38 m,. Quant à l'arrachement du croisillon nord, il est assez peu éloquent sur l'architecture de cette partie disparue de l'église, que Louis Régnier estime à peine plus jeune que la base du clocher. Mais en plus des vestiges des deux murs latéraux, réduits à l'état de contreforts sommaires, on voit surtout un formeret torique beaucoup plus aigu que les doubleaux de la base du clocher, et situé au-dessus de l'arc du doubleau. Celui-ci est identifiable à l'extérieur grâce au rang de claveaux inférieur, qui a été arasé, et se voit dans cet état aussi à l'intérieur de l'église.

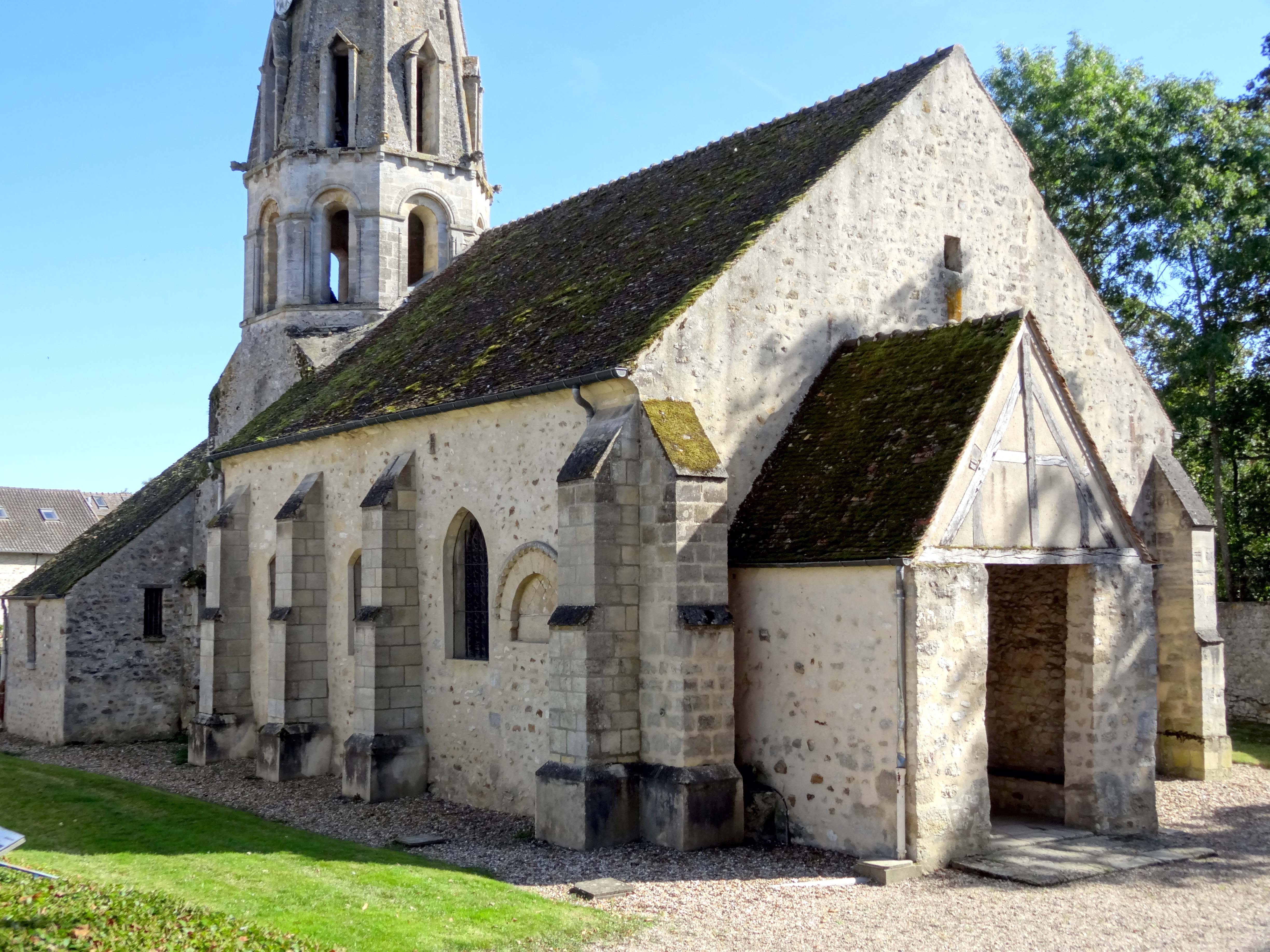
Vue depuis le nord-ouest.
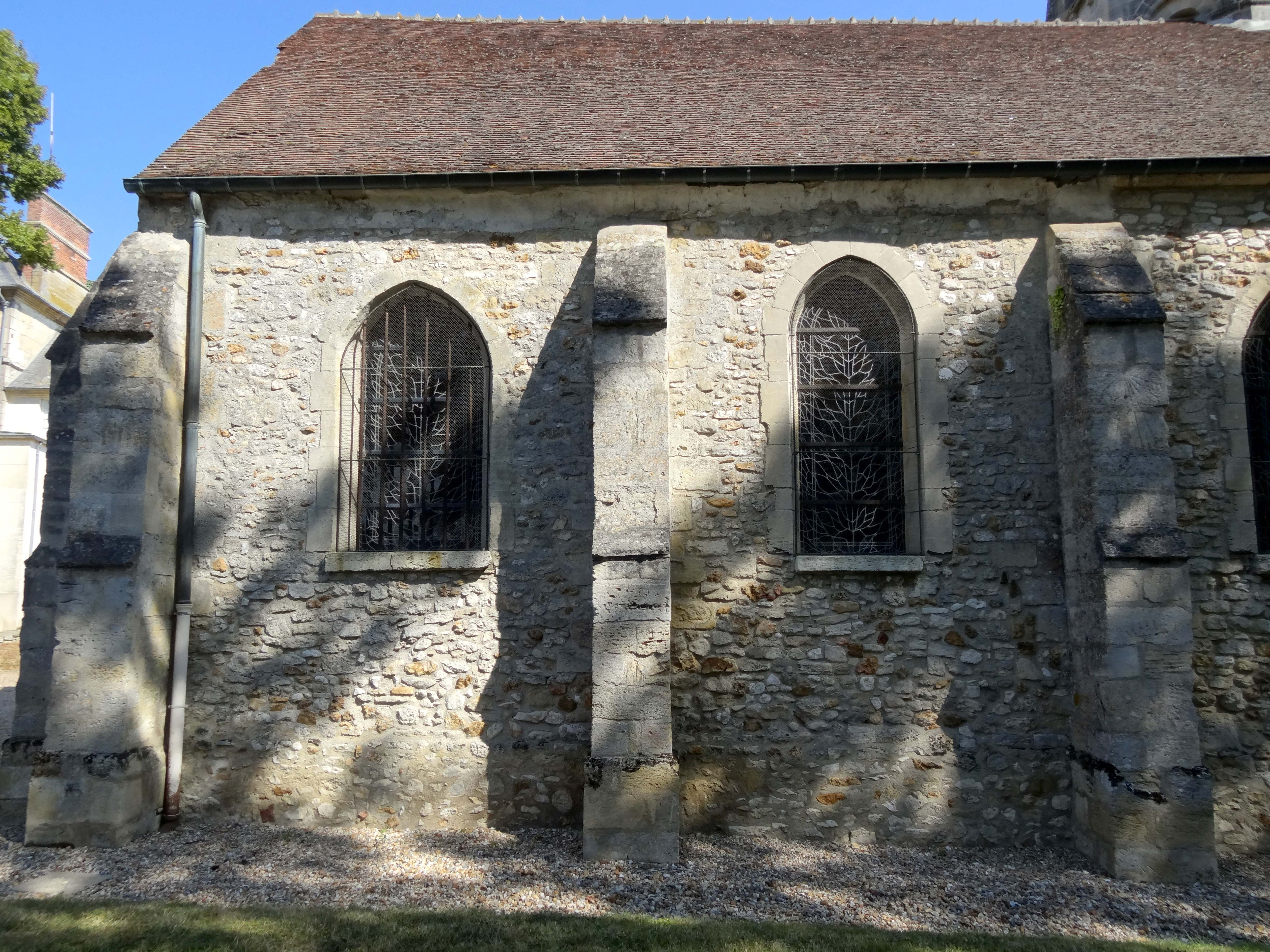
Collatéral sud.
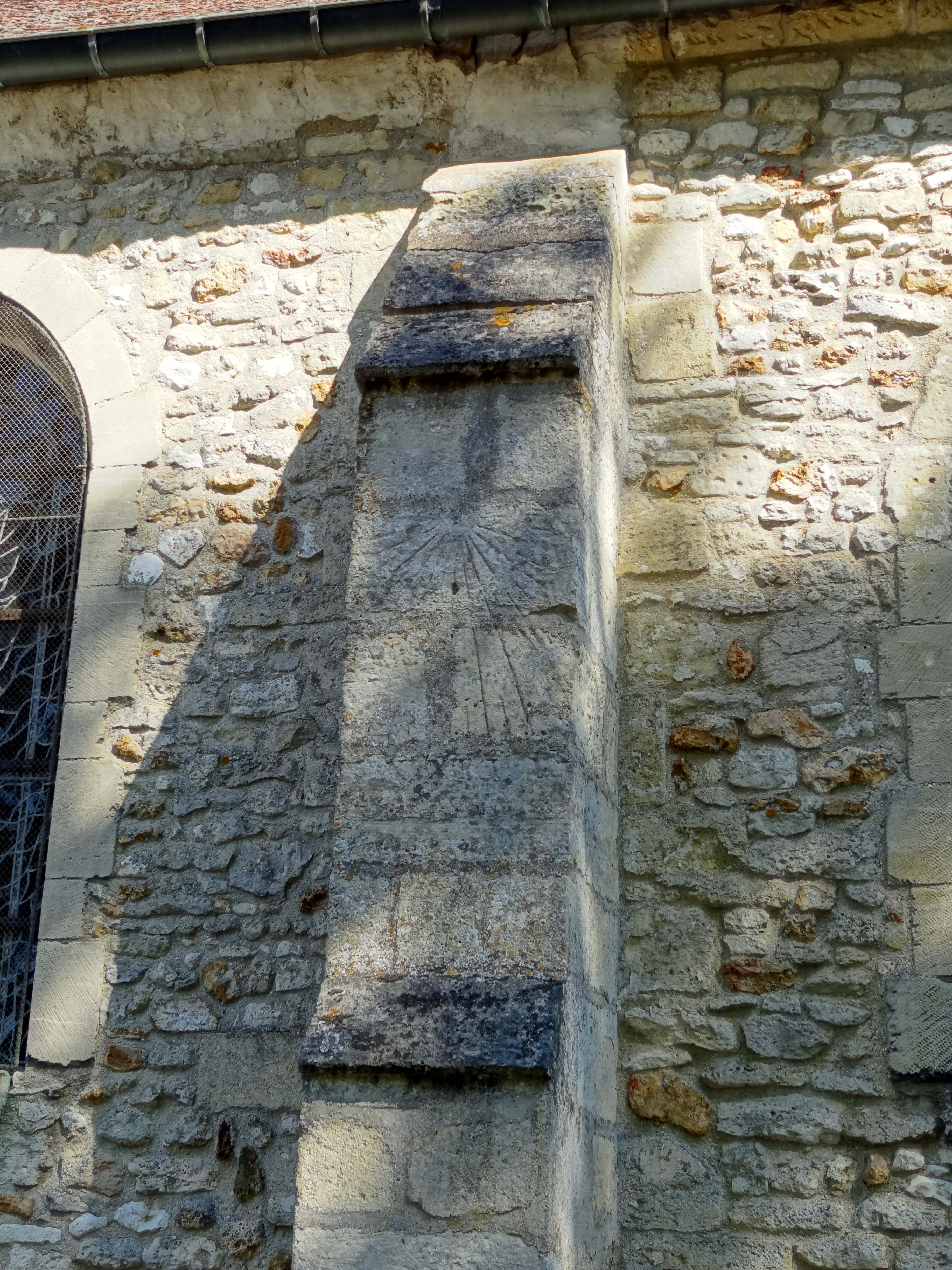
Contrefort avec cadran solaire, au sud.
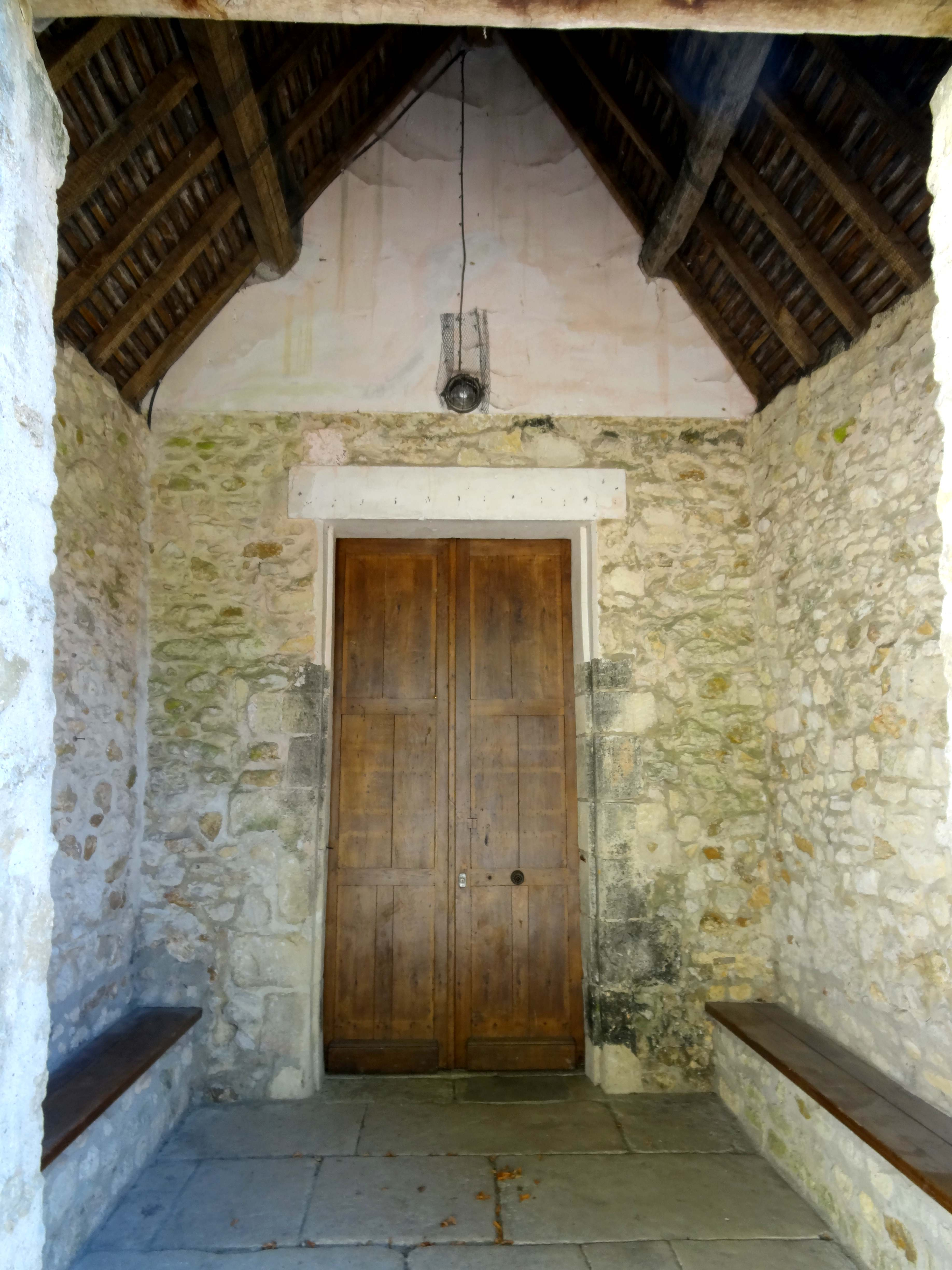
Portail occidental sous le porche.
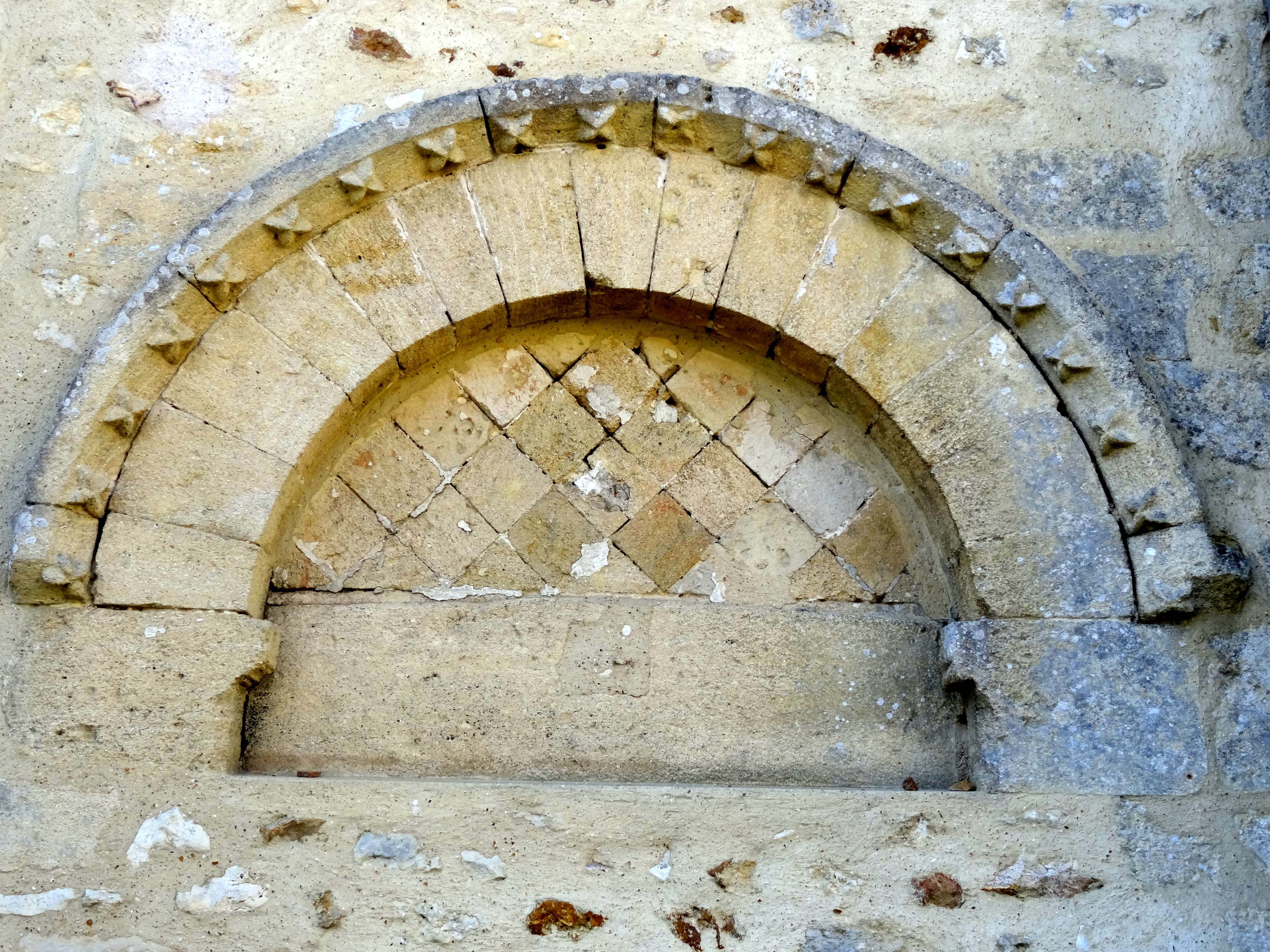
Tympan roman au nord de la nef.
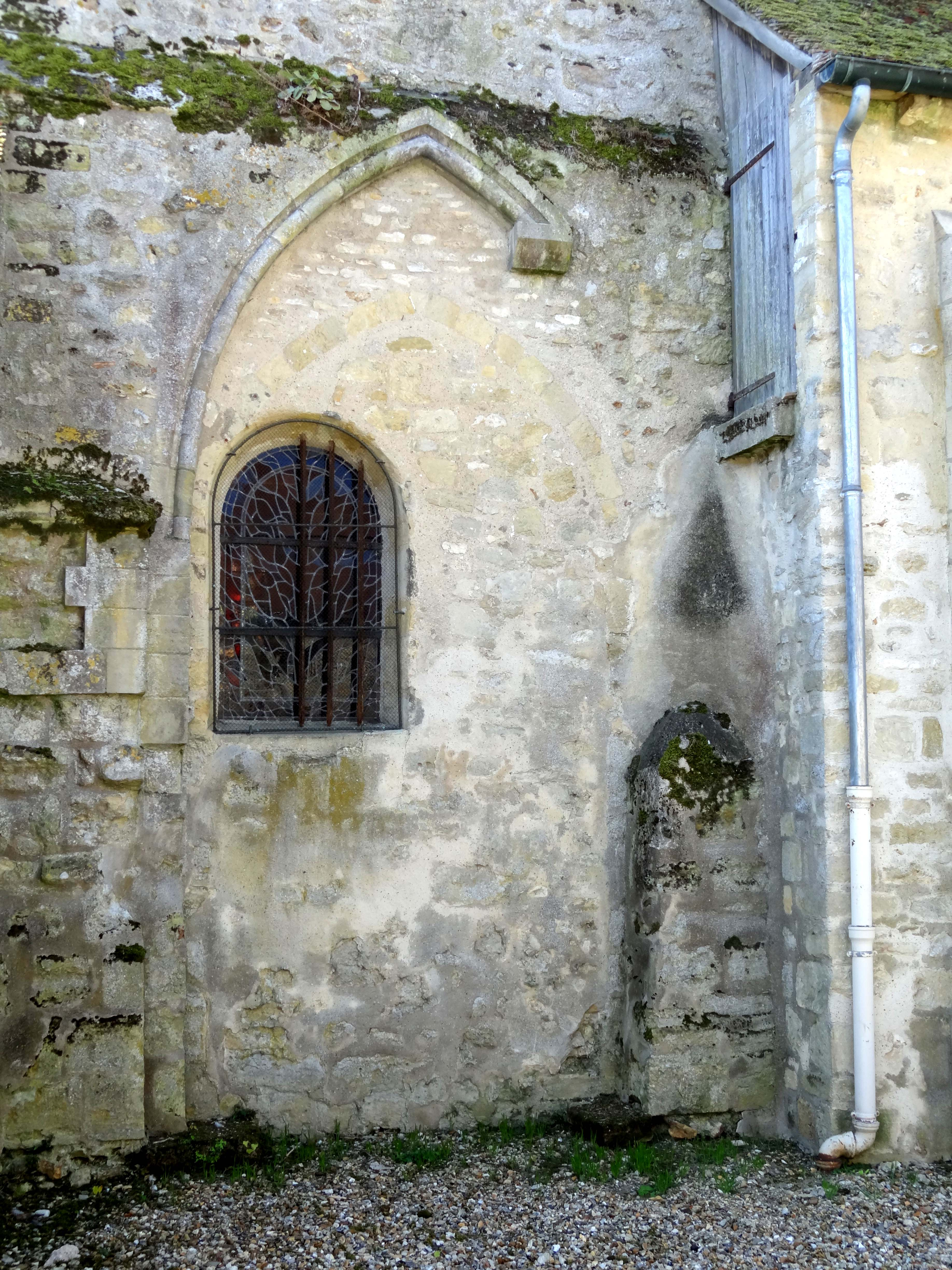
Arrachement du croisillon nord.

#### Clocher

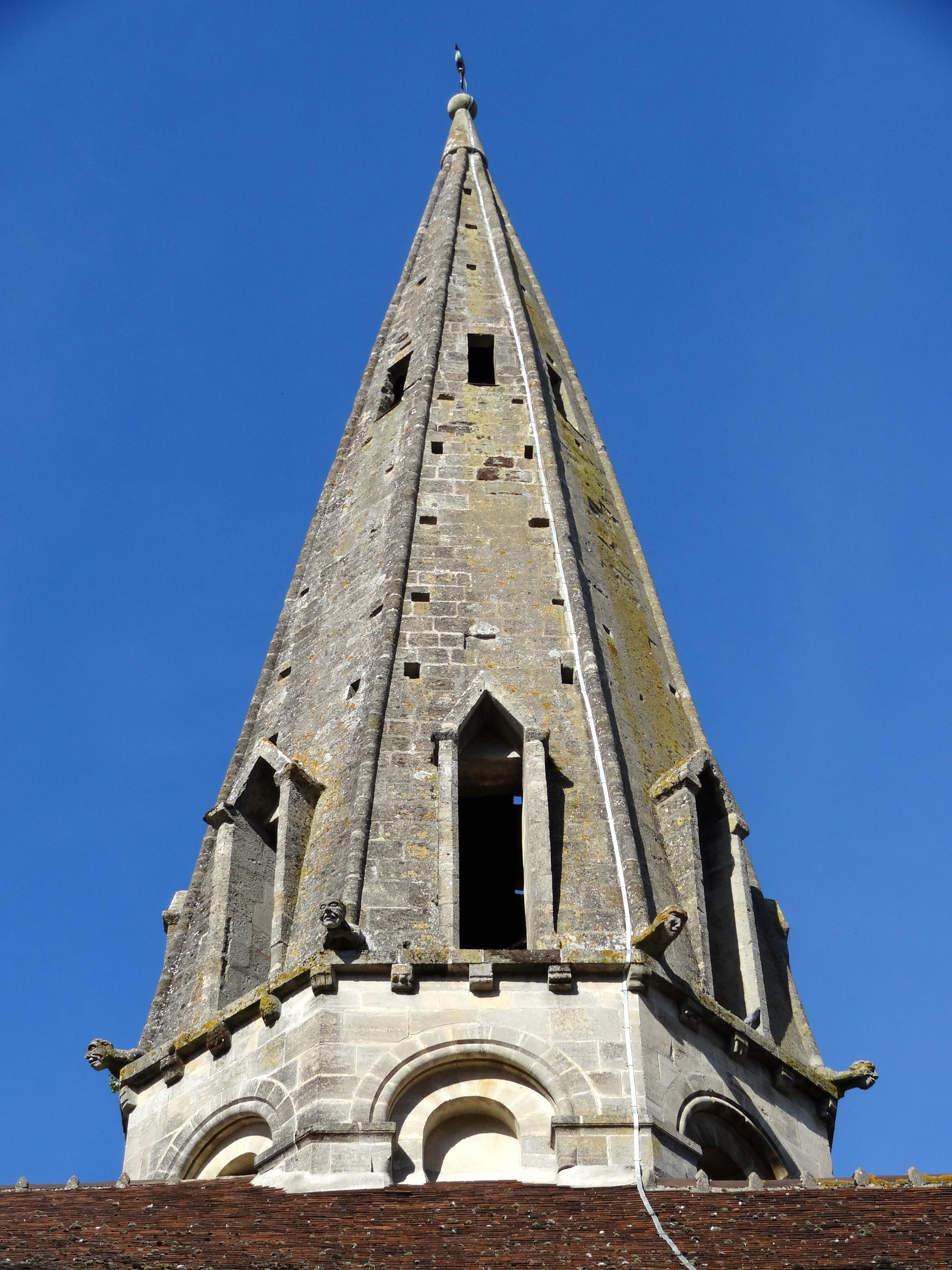
Flèche, vue depuis le sud.

Le clocher compte parmi les quatre clochers romans octogonaux du Vexin français, les autres étant Bouconvillers, Brueil-en-Vexin, Condécourt et Lierville, sans compter les clochetons et tourelles d'escalier. Il y a aussi les clochers qui passent vers un plan octogonal immédiatement en dessous de la flèche, à savoir Frémécourt et Tessancourt-sur-Aubette. Le passage vers le plan octogonal s'effectue en base de l'étage de beffroi, moyennant quatre plans inclinés triangulaires. Ils sont bien visibles du côté nord, mais noyés dans la toiture du côté sud. À l'intérieur, ces plans inclinés reposent sur des trompes. Une assise au-dessus des glacis, un bandeau non mouluré marque le début de l'étage de beffroi, et sert d'appui aux baies en plein cintre, qui sont au nombre d'une par face. Elles étaient bouchées jusqu'à une restauration vers les années 1980, et la cloche est suspendue dans la flèche. La largeur des baies correspond à un tiers de la largeur des pans de mur, mais elles paraissent plus grandes qu'elles ne le sont en raison de l'éloignement de l'archivolte torique et des deux colonnettes à chapiteaux qui flanquent les piédroits. Les chapiteaux ont perdu leur sculpture. La plupart ont été remplacés par des corbeilles simplement épannelées lors d'une restauration. Les tailloirs accusent une plate-bande, un listel et un cavet, et forment une tablette continue entre deux baies voisines. Tout l'étage de beffroi est appareillé en pierre de taille. Il se termine par une corniche de modillons, qui sont au nombre de cinq par face, y compris ceux qui forment angle. Ils sont sculptés de rudentures horizontales, de billettes, d'une boule ou d'une tête grimaçante, ou prennent la forme d'une console échancrée gravée de traits verticaux. Ici se termine le bâti du XIIe siècle. La flèche ne constitue effectivement pas une flèche romane remaniée, comme le suppose Pierre Coquelle, mais date entièrement du XIIIe ou du XIVe siècle. En bas de chacun de ses angles, jaillit une tête en buste avec deux bras, qui n'est pas une gargouille. Ces têtes ne sont pas sans analogies avec celles qui reçoivent les archivoltes des fenêtres des chapelles latérales et du chevet de Gaillon-sur-Montcient, qui datent de 1225 / 1230 environ. Les angles sont adoucis par des tores. Les faces sont lisses, comme à Bouconvillers, Brueil, Épône et Tessancourt. Chaque face est munie d'une lucarne de forme allongée, et d'un style assez fruste, avec des piédroits taillés en biseau, et un gâble ouvert reposant sur deux tablettes biseautées. Tout en haut, chaque face est également allégée par une petite ouverture rectangulaire, et l'on note de nombreux trous de boulin irrégulièrement répartis,,.

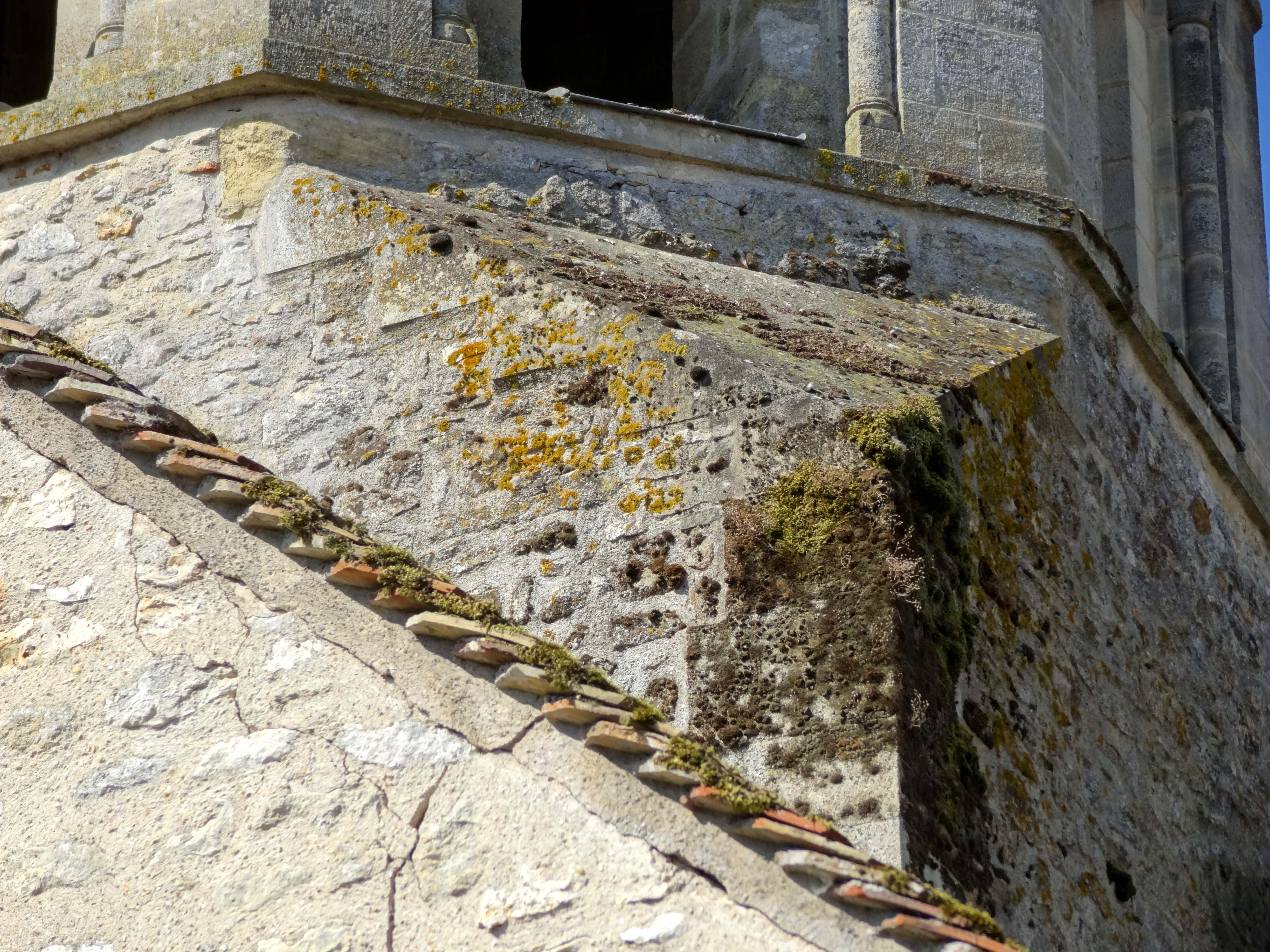
Glacis côté nord-est.
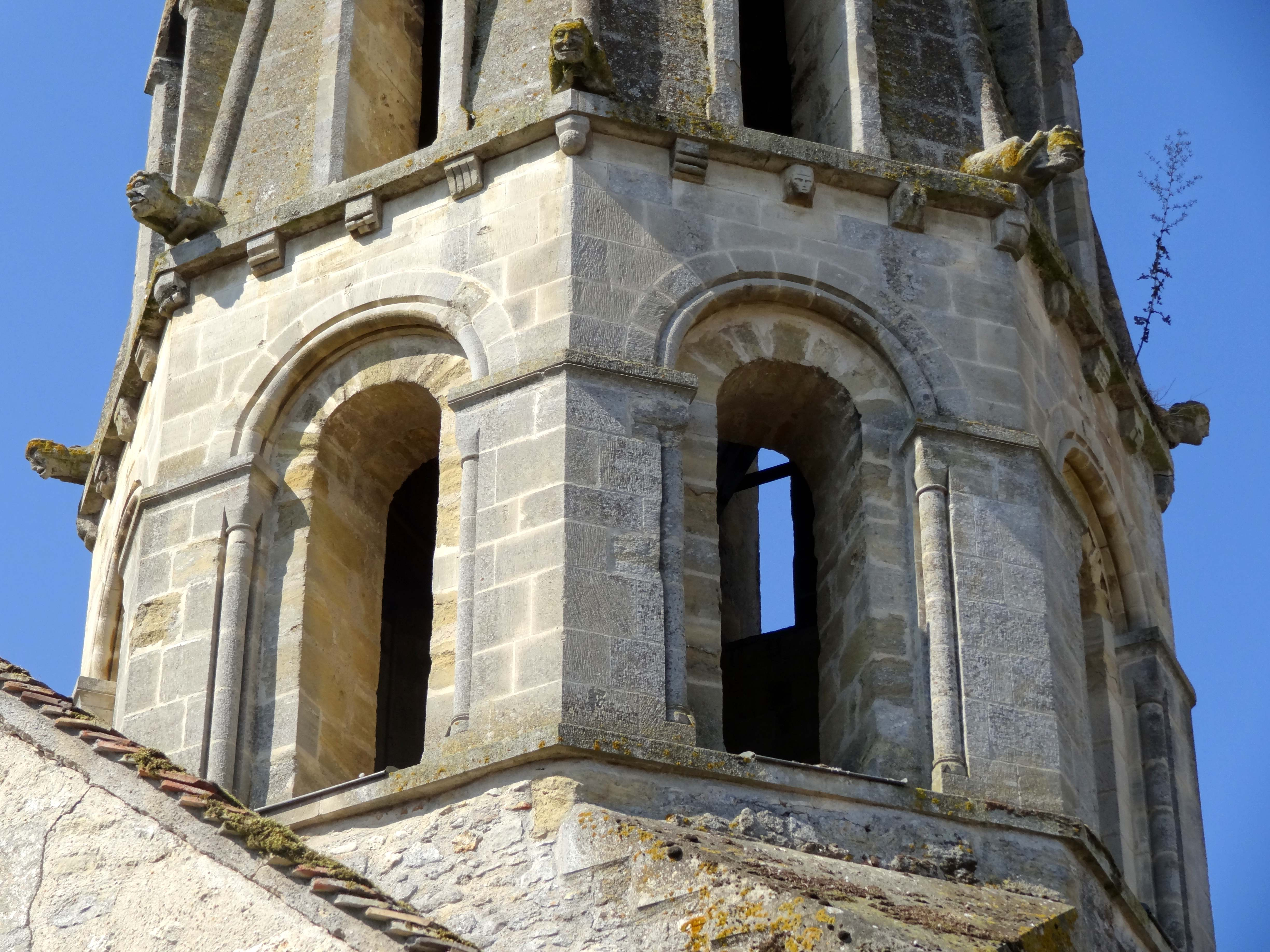
Étage de beffroi.
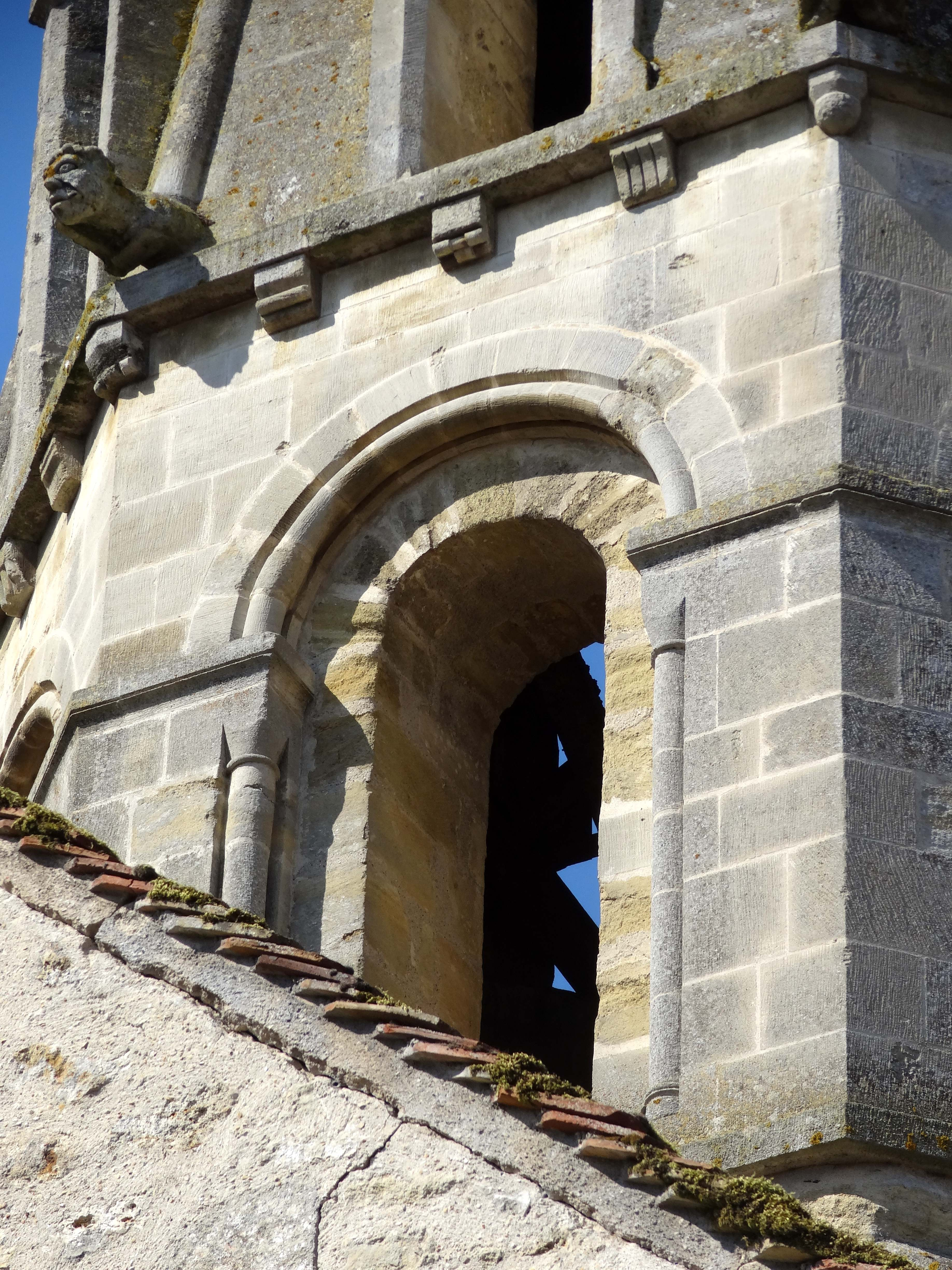
Baie de l'étage de beffroi.
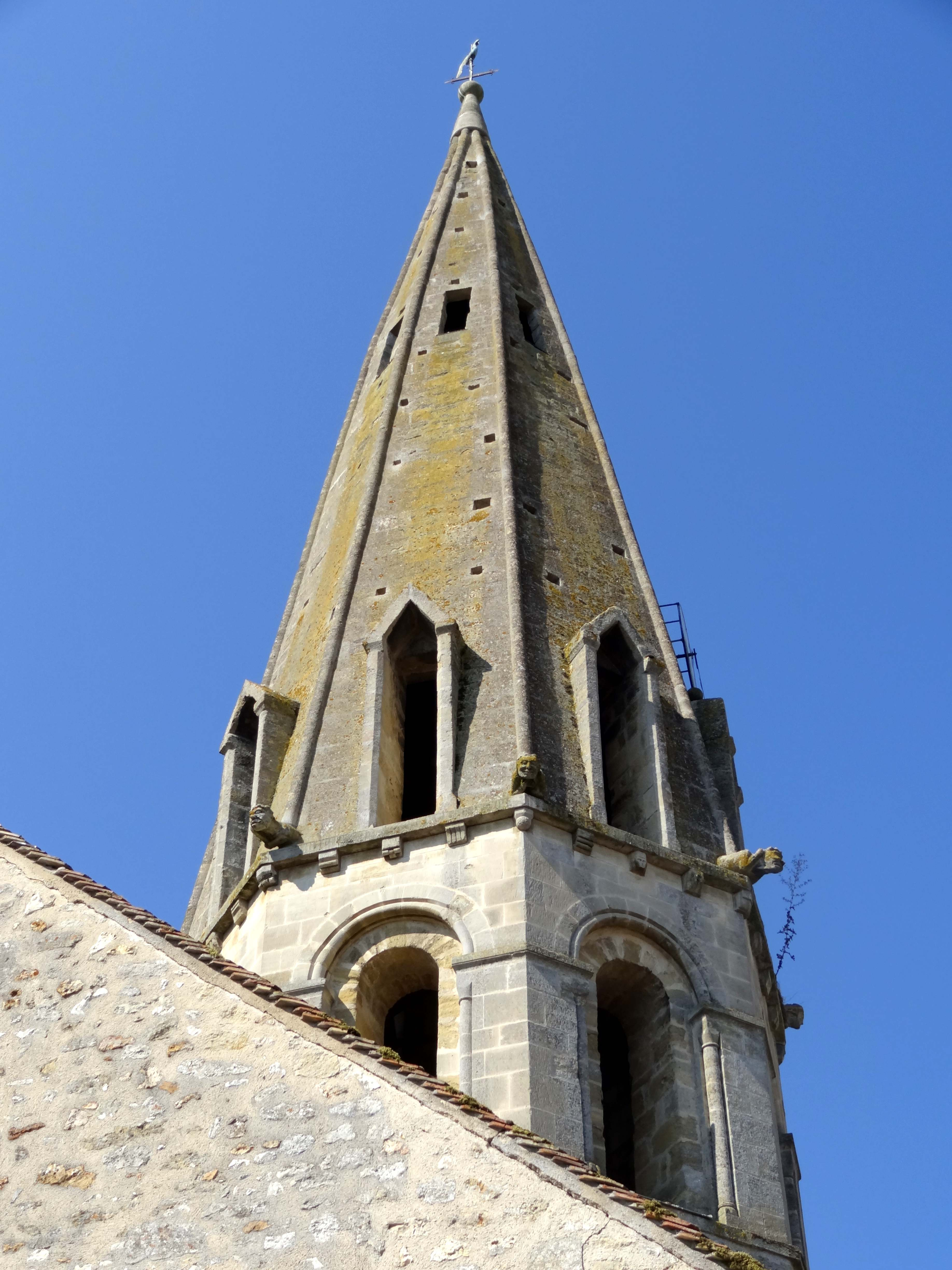
Vue depuis l'est.
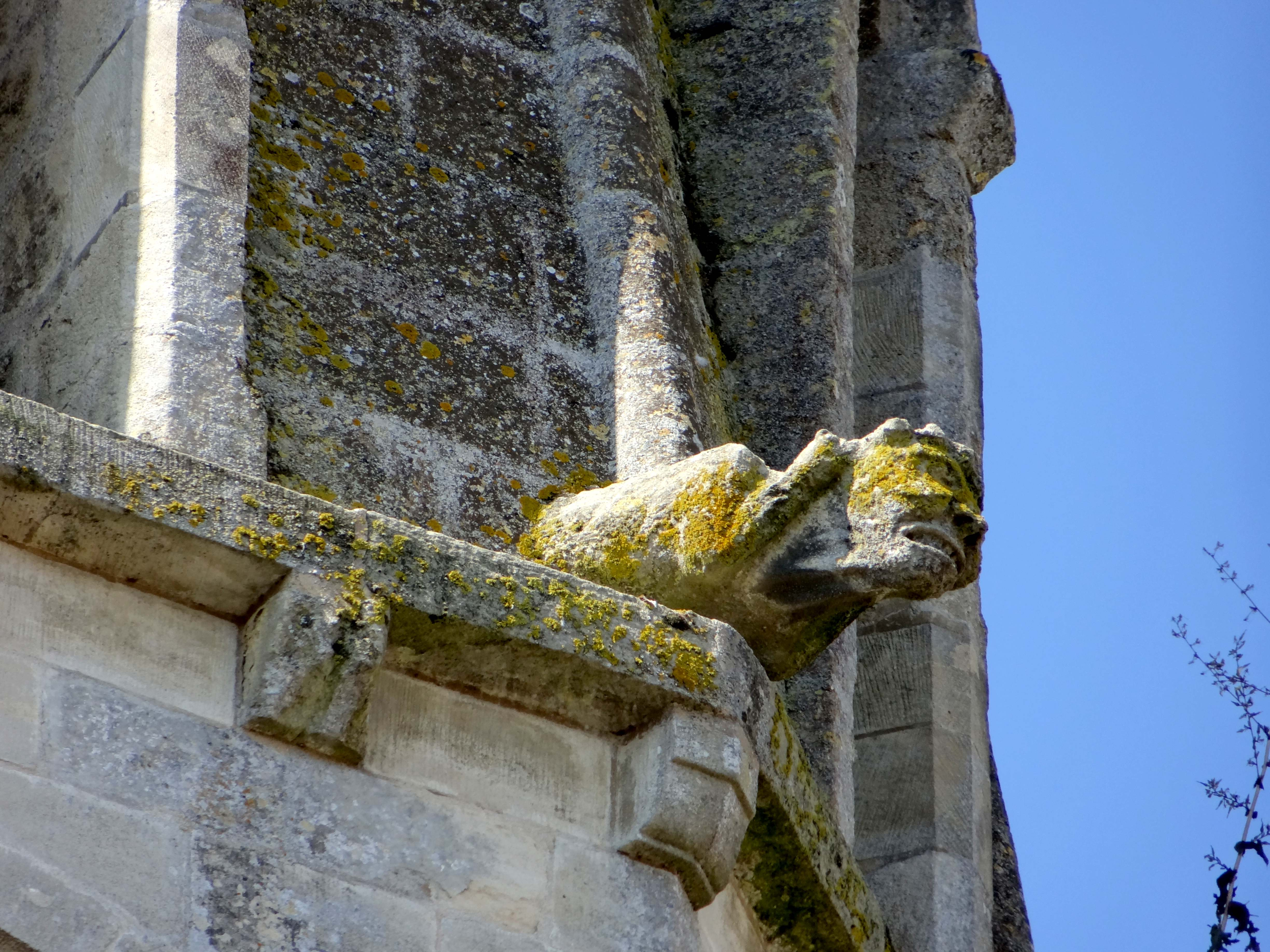
Tête saillante.
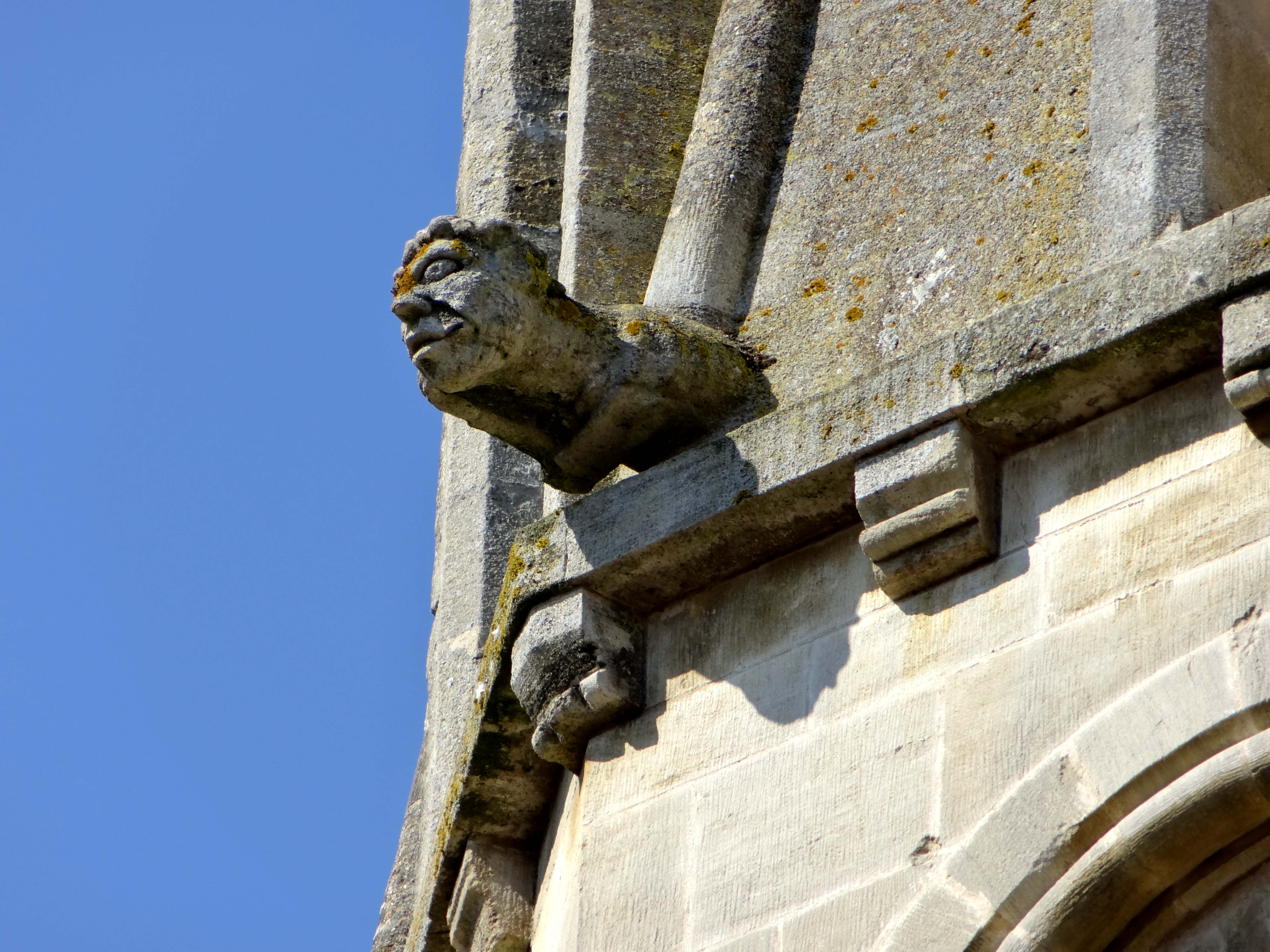
Tête saillante.

## Mobilier

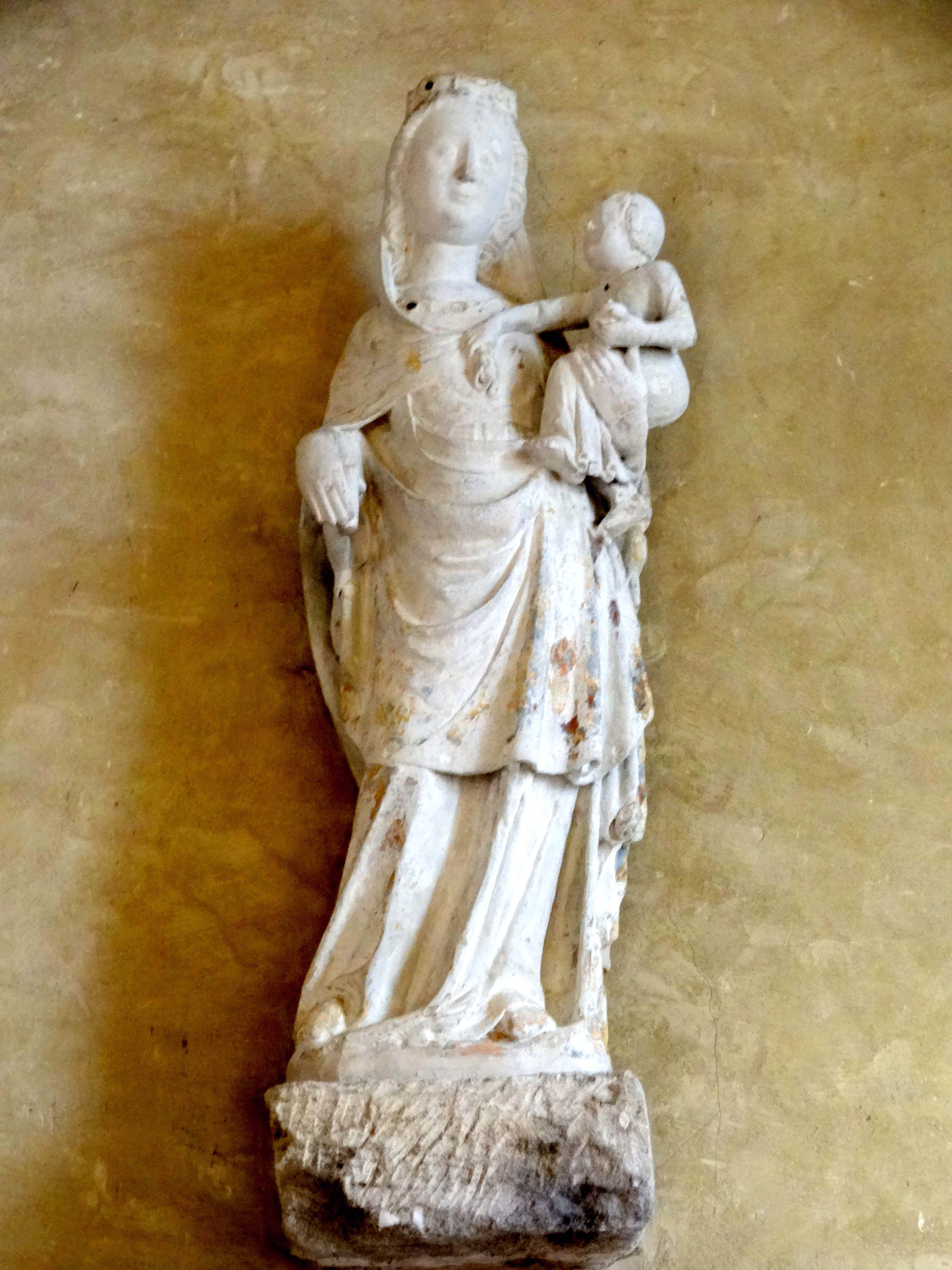
Vierge à l'Enfant.

Parmi le mobilier de l'église, seules la Vierge à l'Enfant et une dalle funéraire sont classées monument historique au titre objet. L'église Notre-Dame est en effet pauvre en mobilier. Quelques bancs de fidèles, trois statues, et les fonts baptismaux, avec une cuve de plan circulaire sculptée d'un anneau en bas-relief, et un pied octogonal, sont les derniers éléments antérieurs à la Révolution. La plupart des apports du XIXe siècle ont été retirés lors de la dernière restauration. Il n'y a plus de chaire à prêcher et de banc d'œuvre, ni de retable. N'a été maintenu que l'autel de la Vierge, qui est d'un style néo-gothique sobre.
La Vierge à l'Enfant est en pierre calcaire taillée. Elle ne garde plus que quelques traces de sa polychromie ancienne. Elle mesure 130 cm de hauteur, et date de la première moitié ou du milieu du XIVe siècle. Sainte Marie est couronnée, et porte un léger voile, devant lequel dépassent ses cheveux bouclés, et qui retombe, au dos, jusqu'au niveau du dos. L'Enfant Jésus, assis sur son bras gauche, l'attire toutefois vers lui par sa main droite. Son autre main tient une sphère ou un orbe ; étant donné l'époque, il ne peut s'agir d'un globe terrestre. La Mère tenait jadis un objet dans sa main droite, qui s'est cassé. Il devait s'agir d'une fleur de lis, symbole de la pureté (et de l'Immaculée-Conception). En somme, l'œuvre est surtout remarquable pour la qualité du drapé. Son classement remonte à octobre 1905,. Les deux autres statues anciennes, qui ne sont pas classées à ce jour, représentent saint Louis, avec les attributs couronne, sceptre, et maquette d'une église, et saint Nicolas en habit d'évêque, sans attributs spécifiques. mitré et fortement barbu, il bénit de la main droite, et tient une crosse épiscopale de sa main droite, sur laquelle on trouve une représentation miniaturisée de l'Annonciation de Marie. Ces deux statues sont en bois polychrome.
La dalle funéraire de Pierre de Jambville est en pierre calcaire. Elle mesure 223 cm de hauteur pour 128 cm de largeur, et date de la limite XIIIe / XIVe siècle. Initialement incorporée dans le pavage du croisillon sud, elle a été redressée contre le mur sud de la chapelle de la Vierge vers 1900. L'effigie du défunt est bien conservée compte tenu de l'ancienneté de la dalle. Louis Régnier la caractérise comme suit : « Le personnage, tête nue, visage rasé, les cheveux assez longs, les mains jointes, est vêtu du grand haubert qui couvre tout le corps, y compris les pieds, la partie qui servait de gantelet pend à l'extrémité des manches. Sur ce vêtement de mailles est jetée une cotte d'armes sans manches qui descend à mi-jambes ; à la ceinture, sont suspendus, l'épée et l'écu, ce dernier d'assez faible dimension et armorié, le même blason se retrouve en petit sur le montant de l'encadrement d'architecture, en bas est un écu de même forme. Les pieds appuyés sur deux quadrupèdes affrontés, probablement deux chiens, sont munis d'éperons. L'architecture est élégante et très ajourée, dans le style de la fin du XIIIe siècle ou du commencement du XIVe siècle. Une arcade en tiers-point trilobée, surmontée d'un gâble assez peu aigu, encadre le gisant et repose des deux côtés sur des pieds droits ornés de niches avec de longs gâbles aigus. Au-dessus du défunt, à droite et à gauche, deux anges drapés balancent des encensoirs ». L'épitaphe, gravée sur le pourtour, n'est plus que partiellement lisible : « … GIST PIERRE DE JAMBVILLE / IADIS ESCVIER DE LA … LES ROY … SAINT FABIEN [ET] SAINT SE[BASTIEN PRIEZ] POVR L'AME DE LI QVE DIEX BONE MERCI LI FACE AMEN ». Le jour de décès est donc apparemment le jour de la fête des saints Fabien et Sébastien. Cette dalle funéraire remarquable est classée depuis octobre 1909,.

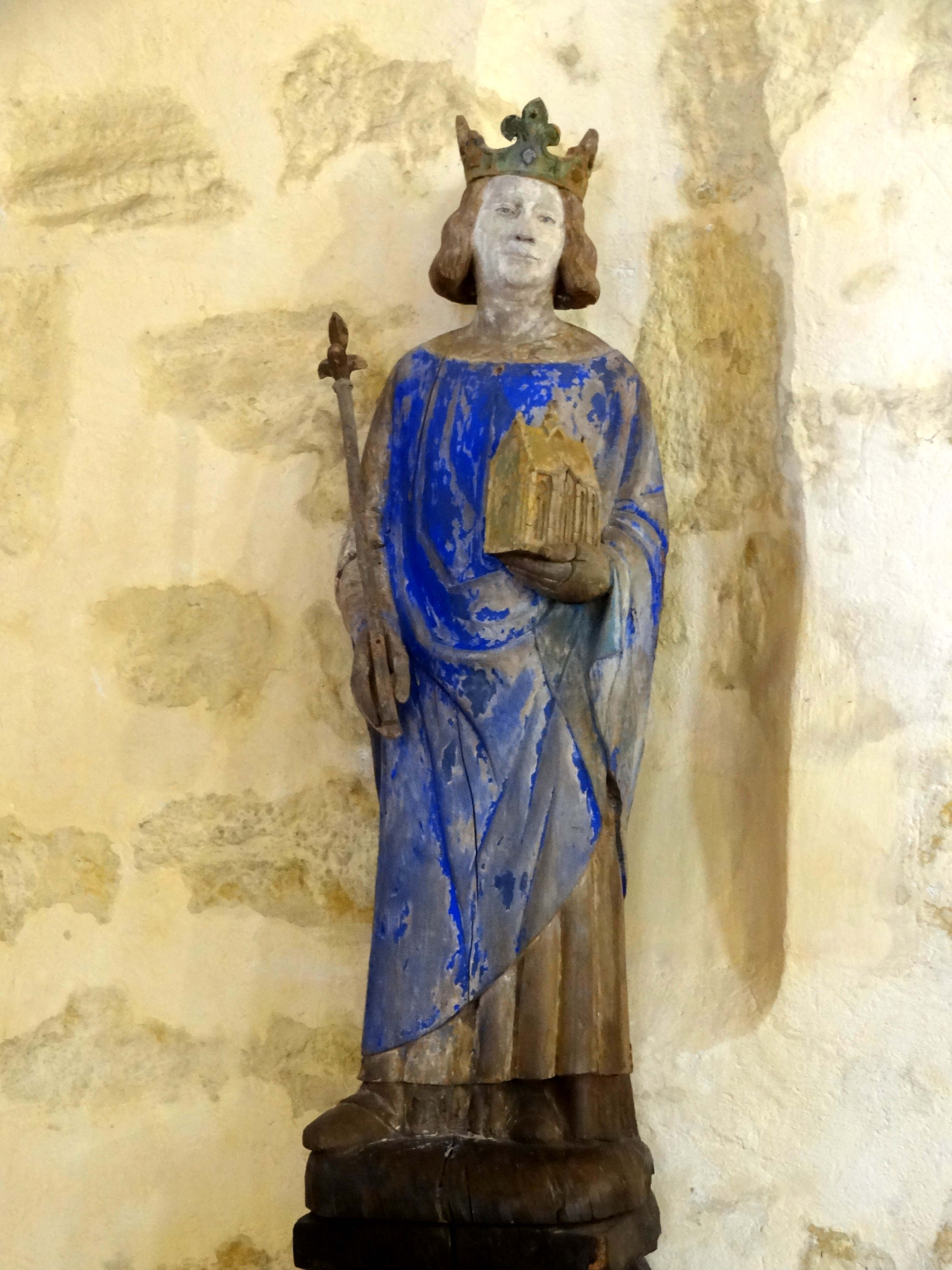
Saint Louis.
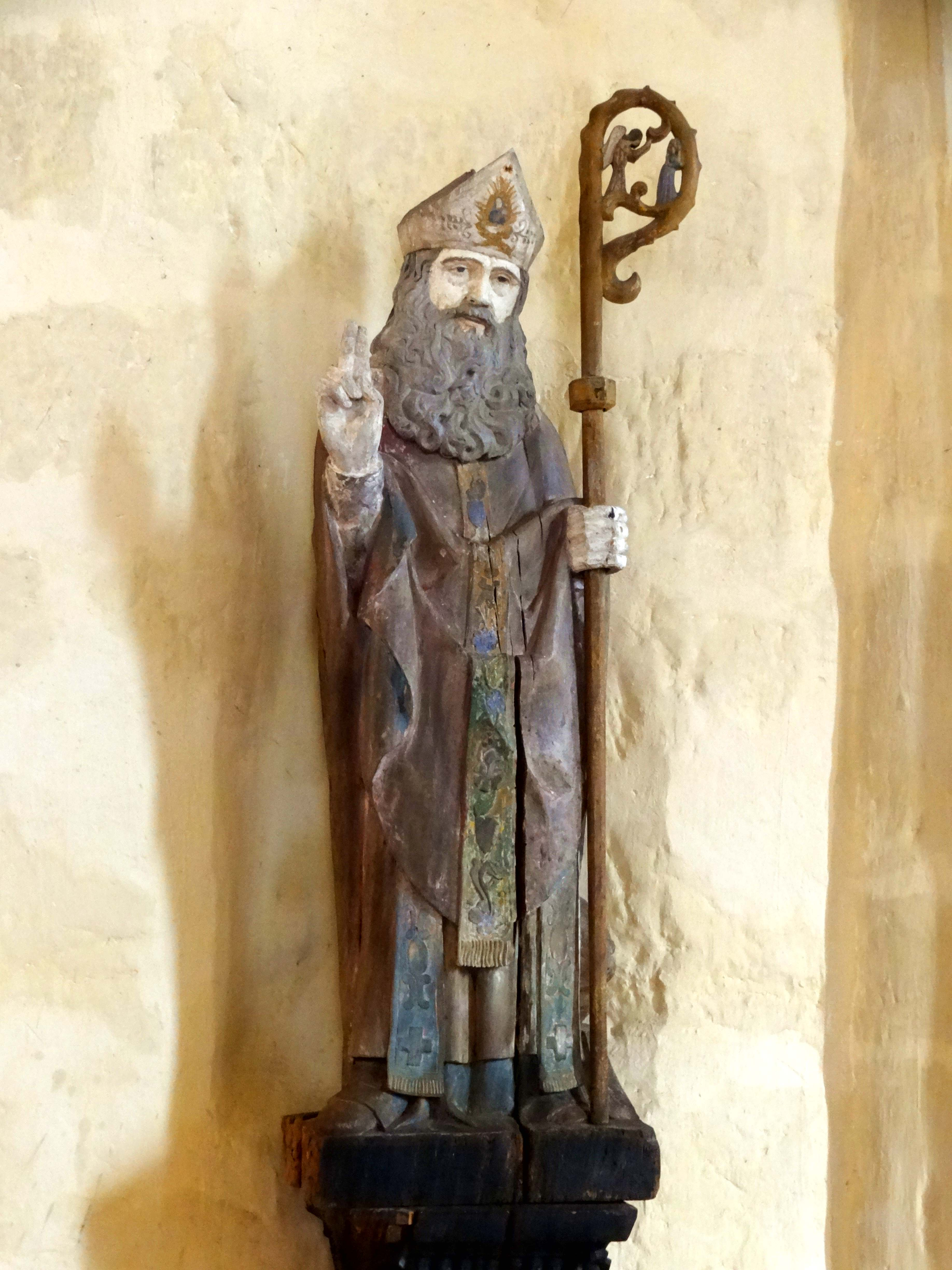
Saint Nicolas.
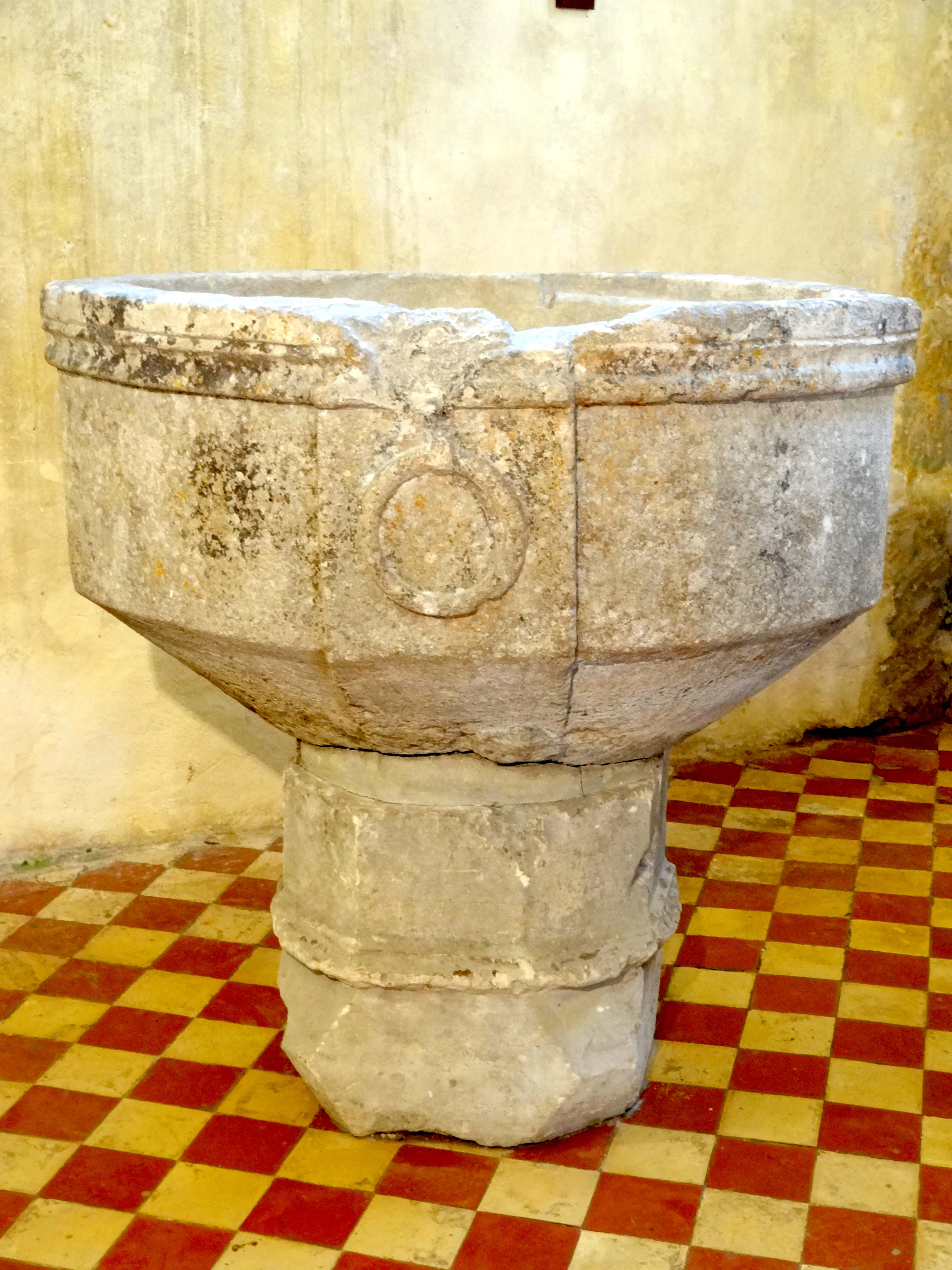
Fonts baptismaux.
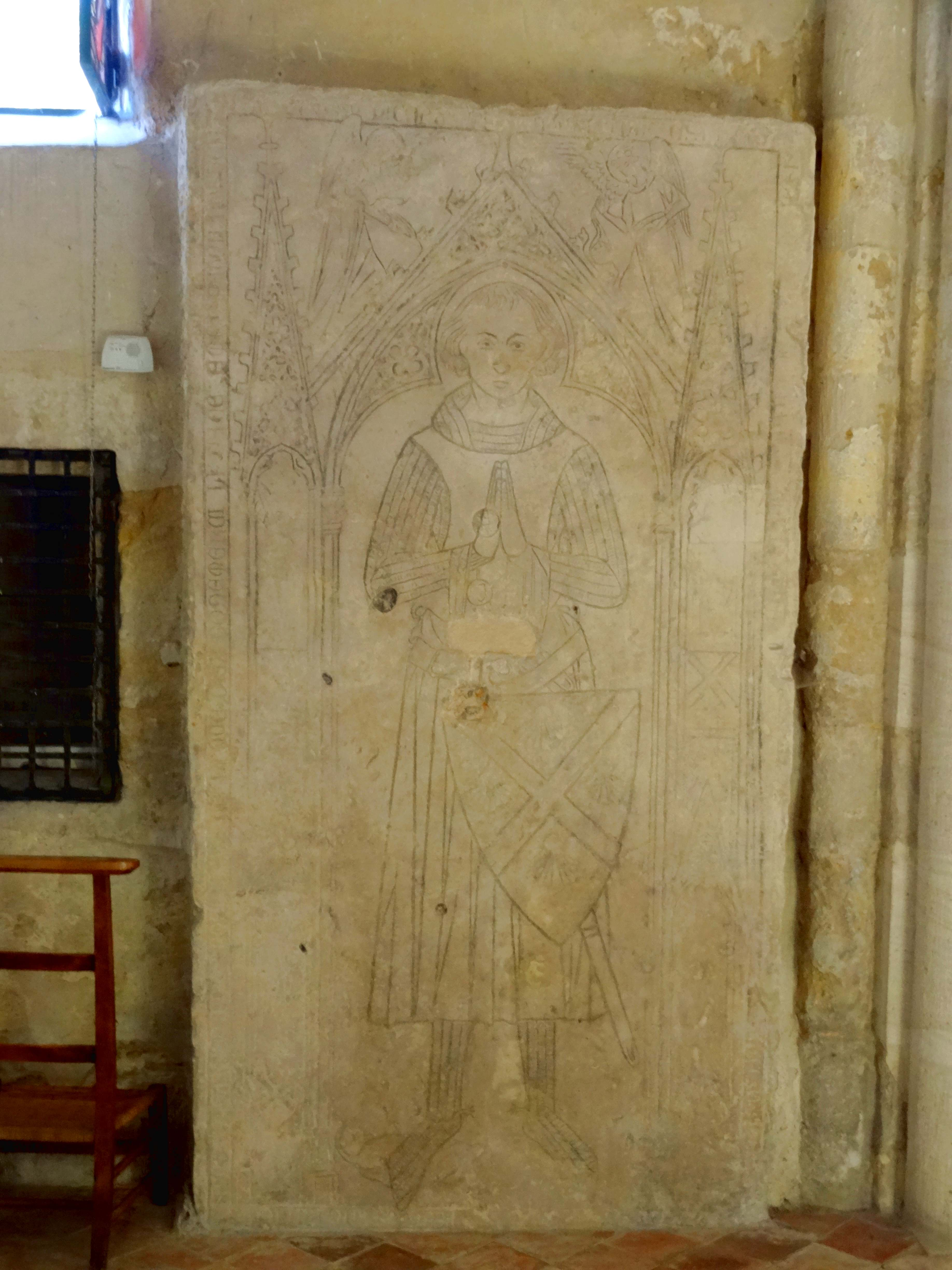
Dalle funéraire.